# Rheinland-Pfalz
Rheinland-Pfalz ([ˈʁaɪ̯nlantˈp͡falt͡s] ⓘ) (Abkürzung RP, oft auch RLP) ist ein Land im Südwesten der Bundesrepublik Deutschland. Es entstand 1946 als Neugründung durch die Vereinigung der Landesteile Preußens (südliche Rheinprovinz und westlicher Teil von Hessen-Nassau) mit Rheinhessen und dem bayerischen Regierungsbezirk Pfalz. Gemessen an der Bevölkerungszahl liegt Rheinland-Pfalz mit rund 4,1 Millionen Einwohnern an sechster, gemessen an seiner Fläche an neunter Stelle der 16 deutschen Länder.
Mehr als 40 Prozent der Landesfläche sind von Wald bedeckt, damit ist Rheinland-Pfalz das waldreichste deutsche Bundesland. In seinen sechs Weinanbaugebieten, die auf eine über 2.000-jährige Tradition zurückblicken können, werden 70 Prozent aller deutschen Weine und Sekte produziert. Wirtschaftlich zählt Rheinland-Pfalz seit Jahren zu den Bundesländern mit den höchsten Export- und den niedrigsten Arbeitslosenquoten.
Größte Stadt und zugleich Landeshauptstadt ist Mainz. Diese bildet zusammen mit den vier weiteren Großstädten Ludwigshafen, Koblenz, Trier und Kaiserslautern die fünf Oberzentren des Landes. Rheinland-Pfalz ist Teil der sogenannten Großregion, einer Europaregion mit grenzüberschreitender politischer und wirtschaftlicher Zusammenarbeit zwischen Teilen Belgiens, Frankreichs, Luxemburgs und dem Saarland.

## Geographie

### Geographische Lage
Rheinland-Pfalz umfasst im Norden vom Rheinischen Schiefergebirge den südlichen Teil der Eifel, den Hunsrück, den westlichen Westerwald, das südwestliche Siegerland und den nordwestlichen Teil des Taunus sowie im südlichen Bereich das Mainzer Becken, das Rheinhessische Hügelland, das Nordpfälzer Bergland, die Westpfälzische Moorniederung, die Westricher Hochfläche, den Pfälzerwald und einen Teil der Oberrheinischen Tiefebene. Es grenzt im Norden an Nordrhein-Westfalen, im Osten an Hessen und Baden-Württemberg, im Süden an die französische Region Grand Est und das Saarland, und im Westen an Luxemburg sowie an die Provinz Lüttich der belgischen Region Wallonien. Rheinland-Pfalz ist somit das einzige Bundesland, das drei Außengrenzen hat und dasjenige mit der größten linksrheinischen Fläche.

### Berge

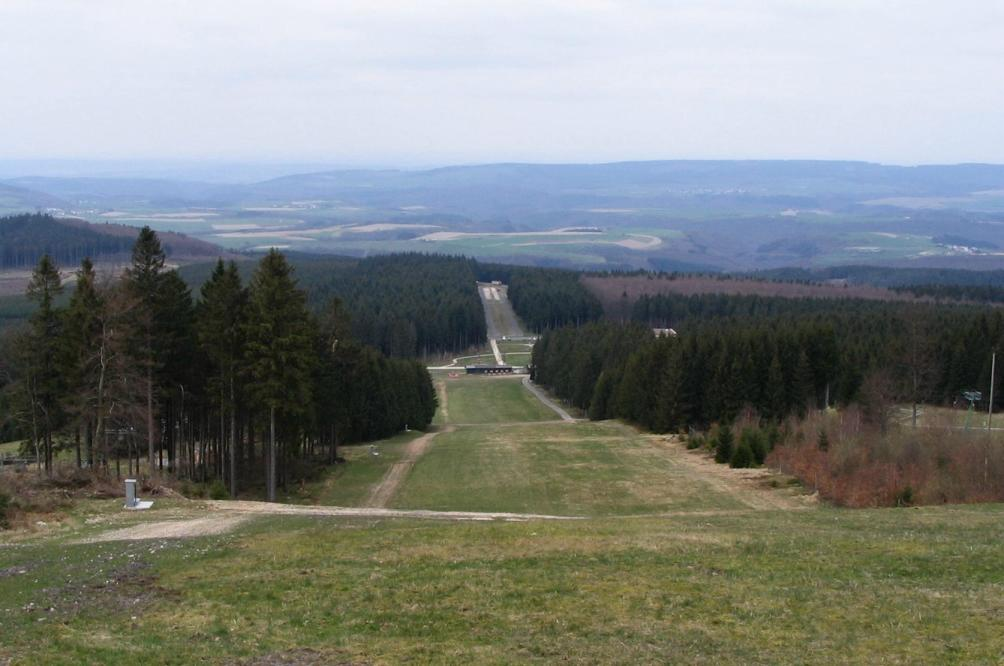
Blick vom Erbeskopf

Rheinland-Pfalz ist von mehreren Mittelgebirgen geprägt (siehe oberen Abschnitt), die höchsten Erhebungen befinden sich in Hunsrück und Eifel. Der höchste Berg des Landes ist der Erbeskopf im Hunsrück mit 816,32 m ü. NHN.

### Flüsse und Seen
Durch Rheinland-Pfalz fließen die Bundeswasserstraßen Rhein, Mosel, Saar und Lahn. Weitere bedeutende Fließgewässer sind Nahe, Sauer, Our, Glan und Sieg als Gewässer I. Ordnung. Wegen ihrer wasserwirtschaftlichen Bedeutung sind weitere Wasserläufe als Gewässer II. Ordnung verzeichnet. Die restlichen fließenden Gewässer in Rheinland-Pfalz gehören der III. Ordnung an.
Der größte See ist der Laacher See, der Kratersee eines schlafenden Vulkans. Weitere größere Seen in der Eifel, die als Maare aus Vulkanen entstanden sind, sind Meerfelder Maar, Gemündener Maar, Weinfelder Maar, Schalkenmehrener Maar, Pulvermaar, Ulmener Maar und weitere.

### Wälder
Rheinland-Pfalz ist das waldreichste Land in Deutschland; 840.000 Hektar sind mit Wald bedeckt, das entspricht 40,7 Prozent der Landesfläche. Die Waldfläche übertrifft damit die Landwirtschaftsfläche um mehr als 140.000 Hektar. Allerdings galten 2021 nur noch zwei von zehn Bäumen als gesund. Rheinland-Pfalz verfügt über vier große Waldgebiete: den Westerwald, den Hunsrück mit dem Nationalpark Hunsrück-Hochwald, die Eifel und den Pfälzerwald, wobei letzterer das größte zusammenhängende Waldgebiet Deutschlands ist und gemeinsam mit den Nordvogesen im Elsass das grenzüberschreitende 311.000 Hektar große UNESCO-Biosphärenreservat Pfälzerwald-Nordvogesen bildet.

### Geologie

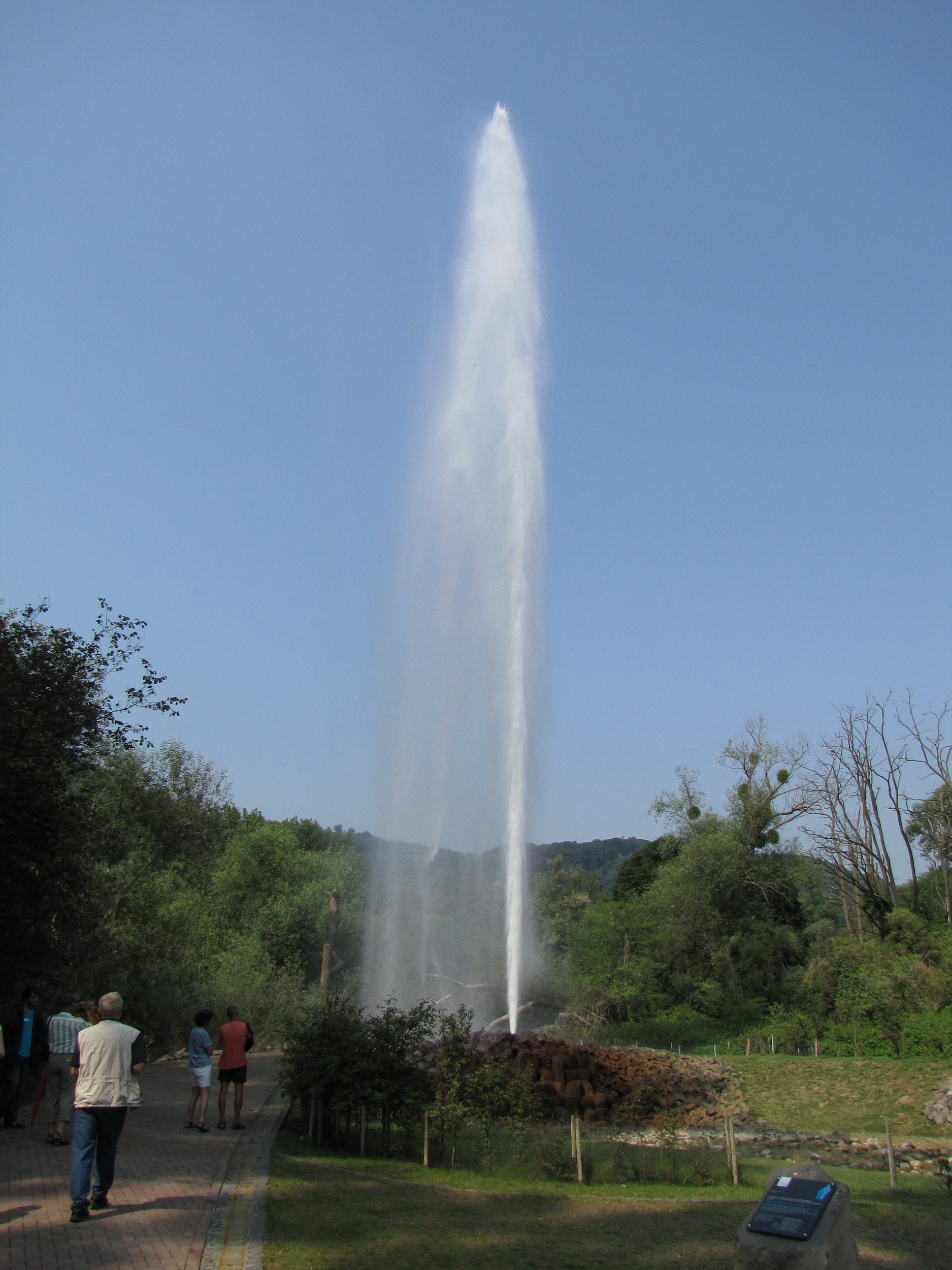
Der Geysir Andernach ist der höchste Kaltwassergeysir weltweit.

Der oberflächennahe geologische Untergrund im rheinland-pfälzischen Teil des Rheinischen Schiefergebirges im Norden und in der Mitte von Rheinland-Pfalz sind geprägt von Tonschiefer, Grauwacke und Quarzit des Unteren Devon. Nordöstlich von Prüm und südwestlich von Limburg sind auch Kalkstein, Dolomit und Tonschiefer aus dem Mittleren bis Oberen Devon erhalten geblieben. Im Süden, auf einer Linie zwischen Birkenfeld und Kirchheimbolanden schließen sich Sandsteine, Konglomerate und Tonsteine aus dem Carbon und Perm an. Sie werden stellenweise von alten vulkanischen Gesteinen, Andesit und Basalt abgewechselt. Wechsellagerungen der Mitteldeutschen Trias bilden den geologischen Untergrund des Bitburger Gutlandes im Westen und des Pfälzer Waldes im Süden des Bundeslandes. Sedimente aus dem Tertiär und Quartär, überwiegend Mergel, Sande und Kiese, sind typisch für Rheinhessen. Eine Besonderheit für Rheinland-Pfalz sind die Bildungen des tertiären Vulkanismus im Westerwald und des quartären Vulkanismus in der Eifel und im Neuwieder Becken.
Aktiver Vulkanismus ist zwar nicht bekannt, dennoch findet sich in einigen Gebieten vulkanisches Gestein aus früherer Aktivität, insbesondere in der Vulkaneifel, zudem am Pechsteinkopf in der Haardt. Der Laacher See, der größte See in Rheinland-Pfalz, ist der Kratersee eines alten Vulkans, bei dem sich die Experten bis heute streiten, ob er erloschen ist. In der Vulkaneifel finden sich weitere Maare sowie Kohlenstoffdioxidquellen, die mit dem Geysir Andernach den höchsten Kaltwassergeysir der Welt ermöglichen. Unter dem Dach des anerkannten nationalen Geoparks Vulkanland Eifel erläutern drei eingerichtete Geoparks die Geologie der Region und die vulkanischen Aktivitäten der Vergangenheit der Öffentlichkeit. Geologische Bildungen vulkanischen Ursprungs sind Bims und Tuff vor allem im Laacher Seengebiet, Trachyt und Phonolith im Westerwald. Erdbeben mit schweren Folgen kommen praktisch nicht vor, hingegen werden der Rheingraben und das Neuwieder Becken als mäßig gefährdete Erdbebenzone eingestuft. Einen Überblick über die geologischen Verhältnisse vermittelt die begehbare geologische Karte von Rheinland-Pfalz im Gelände der Landesgartenschau auf dem Trierer Petrisberg.

### Regionen
Rheinland-Pfalz gliedert sich in die folgenden Regionen: im Norden der Westerwald und der südwestliche Teil des Siegerlandes, im Westen die Eifel, in der Mitte der Hunsrück, Mosel-Saar – welche Eifel und Hunsrück voneinander trennt, im Osten der Taunus und Rheinhessen sowie im Süden die Pfalz. Dabei bilden die Gebiete Neuwieder Becken, Rhein-Main-Gebiet und Rhein-Neckar-Dreieck besondere Ballungsgebiete, die beiden letzten mit Verbindung zu den benachbarten Bundesländern Hessen beziehungsweise Baden-Württemberg.

### Klima
Das Klima in Rheinland-Pfalz ist geprägt durch ein gemäßigtes, humides Klima mit warmen Sommern und milden bis kühlen Wintern. Nach der effektiven Klimaklassifikation nach Köppen ist dies ein typisches westeuropäisches Klima der Klassifikation Cfb. Das Land gehört allgemein mit Deutschland verglichen zu den wärmeren Bundesländern. Die Variationen des Klimas innerhalb des Landes sind hauptsächlich begründet durch Gebirge und Täler. In den kältesten Regionen, den Höhenlagen des Hunsrücks, der Eifel und des Westerwaldes, werden im Jahresmittel Temperaturen von 7 bis 9 °C erreicht. Diese Regionen sind zudem mit Jahresniederschlägen von über 800 bis 900 mm die regenreichsten und die sonnenärmsten Teile von Rheinland-Pfalz. Die wärmsten und gleichzeitig sonnigsten Regionen befinden sich in den Flusstälern von Nahe, Lahn, Mosel und Rhein mit Jahresmitteltemperaturen über 10 °C. In den Flusstälern befinden sich auch hauptsächlich die Weinbaugebiete, für die das Land bekannt ist. Teile des Oberrheingrabens im Südosten rund um die Städte Speyer, Ludwigshafen, Worms und Mainz gehören zu den wärmsten Gebieten Deutschlands, hier zu erwähnen sind die Pfalz, die Weinstraße und Rheinhessen. Diese Umgebungen gehören zusammen mit den restlichen tief eingeschnittenen Tälern der großen Flüsse auch zu den trockensten Gebieten von Rheinland-Pfalz mit Niederschlägen von unter 600 bis 700 mm im Jahr. Im Regenschatten des Taunus im Norden nehmen die Niederschläge im nördlichen Rheinhessen bis auf 500 mm ab.
Der grobe Rest des Landes bewegt sich klimatisch gesehen zwischen den warmen, trockenen Weinbaugebieten der Vorderpfalz und Rheinhessens und den rauen, feuchten Höhen der Eifel und des Hunsrücks.
|                        | Jan | Feb | Mär  | Apr  | Mai  | Jun  | Jul  | Aug  | Sep  | Okt  | Nov | Dez |   |      |
| Mittl. Temperatur (°C) | 2,6 | 4,0 | 7,3  | 11,3 | 14,3 | 19,3 | 21,0 | 20,5 | 16,6 | 11,4 | 6,1 | 3,7 | ⌀ | 11,5 |
| Mittl. Tagesmax. (°C)  | 4,7 | 7,3 | 11,4 | 16,3 | 19,4 | 24,5 | 26,5 | 25,8 | 21,7 | 15,2 | 8,6 | 5,8 | ⌀ | 15,6 |
| Mittl. Tagesmin. (°C)  | 0,4 | 0,8 | 3,3  | 6,1  | 9,4  | 14,1 | 15,6 | 15,3 | 11,7 | 8,0  | 3,4 | 1,6 | ⌀ | 7,5  |
|                        |     |     |      |      |      |      |      |      |      |      |     |     |   |      |
| Niederschlag (mm)      | 40  | 35  | 37   | 27   | 59   | 46   | 47   | 40   | 35   | 42   | 38  | 54  | Σ | 500  |
|                        |     |     |      |      |      |      |      |      |      |      |     |     |   |      |
| Regentage (d)          | 17  | 12  | 14   | 10   | 13   | 12   | 11   | 13   | 8    | 15   | 15  | 18  | Σ | 158  |

| 0,4 |

| 0,8 |

| 3,3 |

| 6,1 |

| 9,4 |

| 14,1 |

| 15,6 |

| 15,3 |

| 11,7 |

| 8,0 |

| 3,4 |

| 1,6 |

| 0,4 |

| 0,8 |

| 3,3 |

| 6,1 |

| 9,4 |

| 14,1 |

| 15,6 |

| 15,3 |

| 11,7 |

| 8,0 |

| 3,4 |

| 1,6 |

|                        | Jan  | Feb | Mär | Apr  | Mai  | Jun  | Jul  | Aug  | Sep  | Okt  | Nov | Dez |   |      |
| Mittl. Temperatur (°C) | 1,1  | 3,0 | 5,4 | 9,0  | 12,1 | 16,9 | 18,2 | 18,2 | 14,4 | 9,6  | 5,2 | 3,0 | ⌀ | 9,7  |
| Mittl. Tagesmax. (°C)  | 3,2  | 6,2 | 9,3 | 14,0 | 17,0 | 21,8 | 23,3 | 23,4 | 18,9 | 12,3 | 7,8 | 5,2 | ⌀ | 13,6 |
| Mittl. Tagesmin. (°C)  | −1,1 | 0,0 | 1,8 | 4,1  | 7,3  | 12,1 | 13,0 | 13,3 | 9,7  | 6,5  | 2,5 | 0,9 | ⌀ | 5,9  |
|                        |      |     |     |      |      |      |      |      |      |      |     |     |   |      |
| Niederschlag (mm)      | 85   | 74  | 69  | 30   | 79   | 70   | 71   | 57   | 54   | 63   | 66  | 104 | Σ | 822  |
|                        |      |     |     |      |      |      |      |      |      |      |     |     |   |      |
| Regentage (d)          | 22   | 15  | 16  | 10   | 15   | 14   | 11   | 14   | 10   | 17   | 16  | 20  | Σ | 180  |

| −1,1 |

| 0,0 |

| 1,8 |

| 4,1 |

| 7,3 |

| 12,1 |

| 13,0 |

| 13,3 |

| 9,7 |

| 6,5 |

| 2,5 |

| 0,9 |

| −1,1 |

| 0,0 |

| 1,8 |

| 4,1 |

| 7,3 |

| 12,1 |

| 13,0 |

| 13,3 |

| 9,7 |

| 6,5 |

| 2,5 |

| 0,9 |

## Geschichte

### Vorgeschichte

Französische Besatzungszone
(hellblau: das 1946 ausgegliederte Saarland)

Rheinland-Pfalz wurde oft als Kunstgebilde bezeichnet, da es anders als andere deutsche Länder keine jahrhundertealte staatliche Tradition aufweist. Weder ist es allmählich zusammengewachsen, noch besteht es aus Gebieten, die früher einmal zu einem gemeinsamen Staatswesen gehört haben. Mit seinem Wappen stellt sich Rheinland-Pfalz in die Tradition dreier Territorien des Heiligen Römischen Reichs, deren Anfänge bis ins frühe Mittelalter zurückreichen, der Kurfürstentümer Mainz, Trier und Pfalz. Zum Zeitpunkt der Gründung des Landes hatten sie aber bereits seit fast 150 Jahren nicht mehr existiert und waren in Preußen, Hessen und Bayern aufgegangen.
Seine Gestalt verdankt Rheinland-Pfalz einem rein pragmatischen Beschluss, den die Hauptsiegermächte des Zweiten Weltkriegs im Februar 1945 auf der Konferenz von Jalta fällten. Die Vertreter der USA, des Vereinigten Königreichs und der Sowjetunion gestanden damals Frankreich eine eigene Besatzungszone zu, für die Briten und Amerikaner auf Teile ihrer Zonen verzichteten. Aus dem nördlichen, ursprünglich den Briten zugeschlagenen Teil der französischen Zone entstanden die späteren Länder Rheinland-Pfalz und Saarland. Die Gebiete waren in der Endphase des Krieges zunächst von US-Truppen besetzt worden, die ihre Besatzungshoheit am 10. Juli 1945 an Frankreich übergeben hatten.

### Entstehung

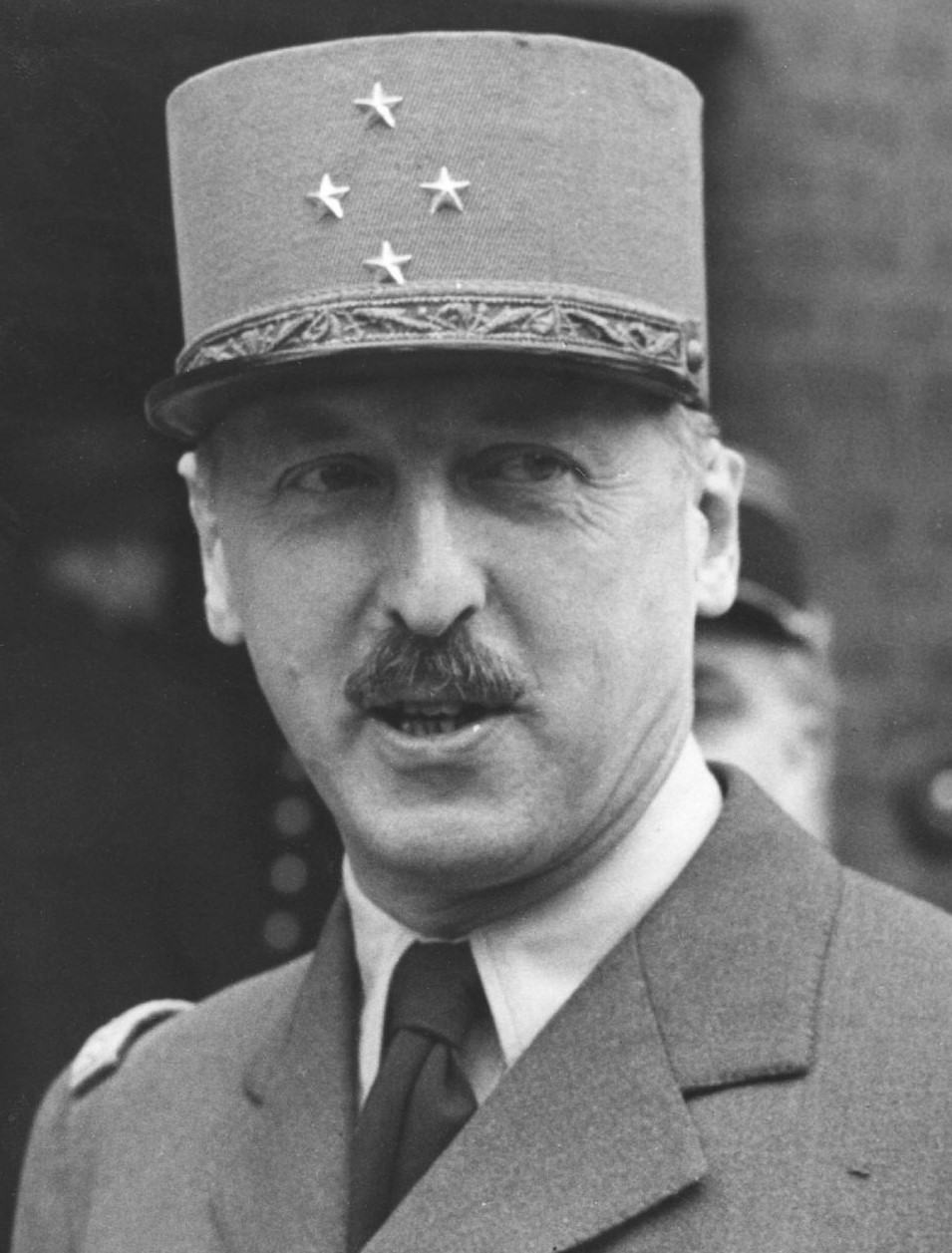
Militärgouverneur Kœnig (1944)

Die Französische Militärregierung gliederte den Norden ihrer Besatzungszone zunächst provisorisch in die beiden „Oberpräsidien“, Rheinland-Hessen-Nassau und Hessen-Pfalz.
Die Provisorische Regierung der Französischen Republik wollte sich ursprünglich die Option offenhalten, nach der Umwandlung des Saarlandes in ein Protektorat noch weitere linksrheinische Gebiete zu annektieren. Amerikaner und Briten widersetzten sich dem jedoch und gingen in ihren Zonen mit der Bildung deutscher Länder voran. Dies setzte die Franzosen zunehmend unter Druck, so dass sie zunächst mit der Gründung der Länder Baden und Württemberg-Hohenzollern folgten. Schließlich wurde am 30. August 1946 durch die Verordnung Nr. 57 des französischen Militärgouverneurs General Pierre Kœnig Rheinland-Pfalz als letztes Land in den westlichen Besatzungszonen ins Leben gerufen. Es wurde zunächst als „rhein-pfälzisches Land“ oder als „Land Rheinpfalz“ bezeichnet; der Name Rheinland-Pfalz wurde erst mit der Verfassung vom 18. Mai 1947 offiziell festgelegt.
Das neue Land setzte sich aus folgenden Gebieten zusammen:
- aus dem südlichen Teil der preußischen Rheinprovinz mit den Regierungsbezirken Koblenz und Trier,
- aus dem zuvor zur preußischen Provinz Hessen-Nassau gehörigen Regierungsbezirk Montabaur,
- aus der bis 1945 zu Bayern gehörenden Rheinpfalz mit Ausnahme des Saarpfalz-Kreises,
- aus den linksrheinischen Teilen der ehemals zum Volksstaat Hessen gehörigen Provinz Rheinhessen.

Aus den Flüssen Mosel, Sauer und Our wurde, wo diese die Grenze zwischen Luxemburg und Rheinland-Pfalz sowie dem Saarland markieren, das gemeinschaftliche deutsch-luxemburgische Hoheitsgebiet gebildet. Dieses Kondominium ist das einzige gemeindefreie Gebiet des Landes.
Mainz wurde in der Verordnung des Militärgouverneurs zur Hauptstadt bestimmt. Die „Gemischte Kommission“ wurde als oberstes Staatsorgan mit Verwaltung des Landes und mit der Vorbereitung einer Beratenden Landesversammlung beauftragt. Da Mainz jedoch wegen der Kriegsschäden und Zerstörungen noch nicht über ausreichend viele Verwaltungsgebäude verfügte, wurde der Sitz von Landesregierung und Landtag provisorisch in Koblenz eingerichtet. Am 22. November 1946 fand dort die konstituierende Sitzung der Beratenden Landesversammlung statt, die einen Verfassungsentwurf erarbeitete. Zuvor hatte es die ersten Kommunalwahlen gegeben. Wilhelm Boden wurde nach kurzer Amtszeit als Oberregierungspräsident von Rheinland-Hessen-Nassau am 2. Dezember von der französischen Militärregierung zum provisorischen Ministerpräsidenten des neugebildeten Landes ernannt.

### Anfangsjahre

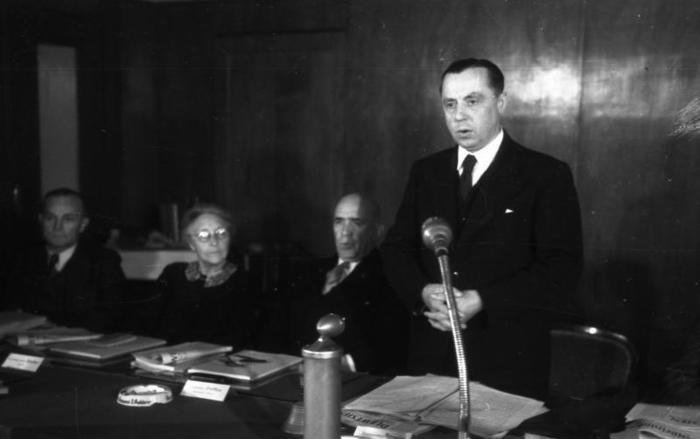
Ministerpräsident Peter Altmeier auf der Rittersturz-Konferenz 1948

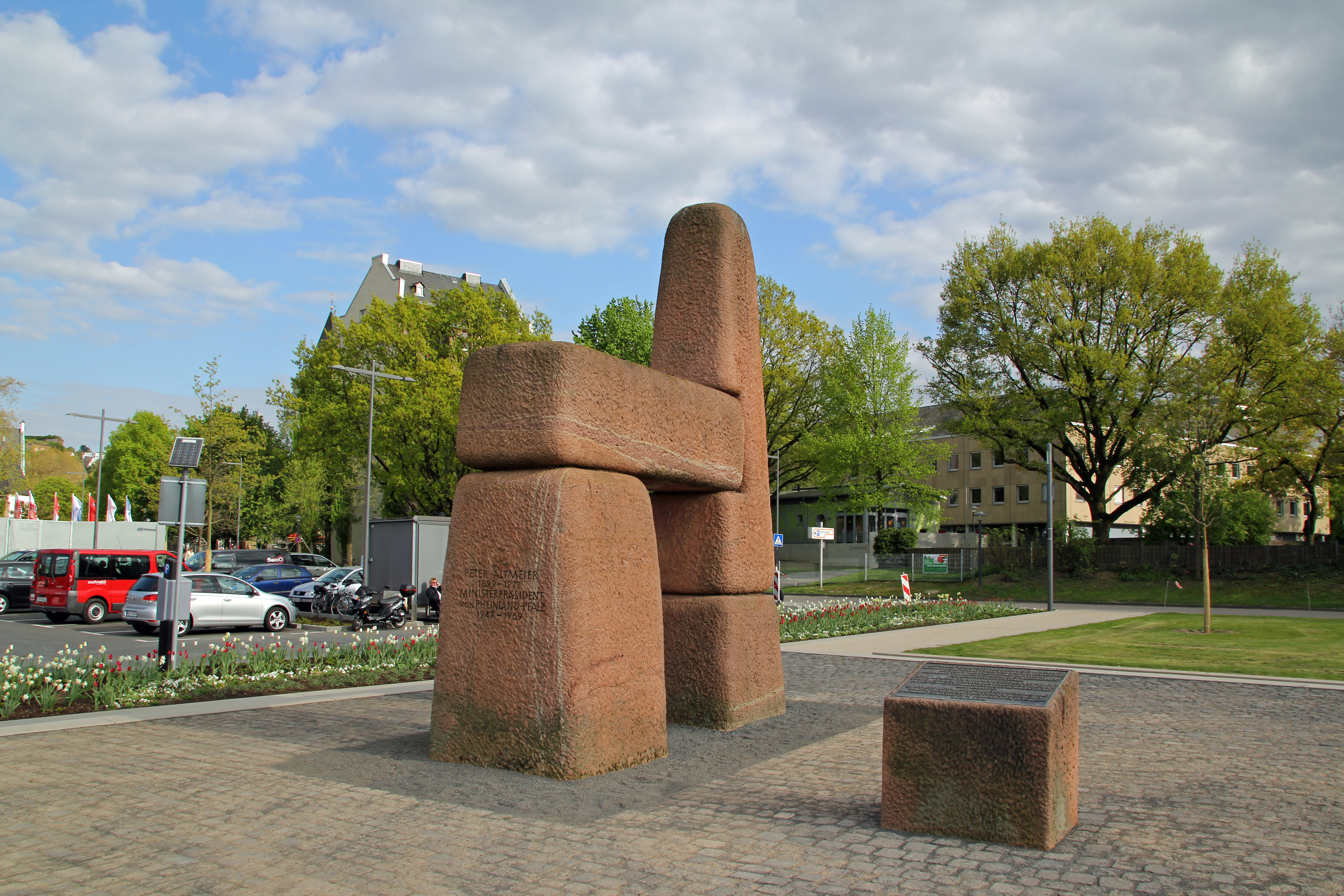
Das Peter-Altmeier-Denkmal in Koblenz

Adolf Süsterhenn legte der Beratenden Landesversammlung einen Verfassungsentwurf vor, der nach mehreren Verhandlungen am 25. April 1947 in namentlicher Schlussabstimmung mit der absoluten Mehrheit der CDU und gegen die Stimmen von SPD und KPD verabschiedet wurde. Dazu war es unter anderem deshalb gekommen, weil der Verfassungsentwurf deutlich an Staatstheorien des politischen Katholizismus angelehnt war und unter anderem nach Konfessionen getrennte Schulen vorsah. Am 18. Mai 1947 wurde die Verfassung für Rheinland-Pfalz in einem Volksentscheid durch 53 % der Wahlberechtigten angenommen. Während der katholische Norden und Westen des neuen Landes die Verfassung mehrheitlich annahmen, wurde sie in Rheinhessen und der Pfalz von der Mehrheit abgelehnt. Am gleichen Termin fand die erste Wahl zum Landtag Rheinland-Pfalz statt. Die konstituierende Sitzung erfolgte am 4. Juni 1947 im großen Rathaussaal von Koblenz. Wilhelm Boden wurde hier zum ersten Ministerpräsidenten von Rheinland-Pfalz gewählt. Schon einen Monat später folgte ihm Peter Altmeier in diesem Amt.
Die Verfassungsorgane (Landesregierung, Landtag und Verfassungsgerichtshof) richteten ihren provisorischen Sitz in Koblenz ein. In der Folgezeit begann ein Tauziehen zwischen Koblenz und Mainz, die beide ihre Eignung als Landeshauptstadt in der öffentlichen Diskussion hervorhoben. Ministerpräsident Altmeier setzte sich von Anfang an für Mainz als Hauptstadt ein, weil er sich im Klaren war, dass der Süden des Landes, vor allem die Pfalz, das weit im Norden gelegene und vormals preußische Koblenz nicht als Landesmetropole akzeptieren würde. Der rheinland-pfälzische Landtag beschloss daher am 16. Mai 1950 die Verlegung des Landtages und der Landesregierung von Koblenz nach Mainz. In Koblenz verblieben nach Umzug der Landesregierung und des Landtages nach Mainz viele Landesbehörden und Gerichte, so beispielsweise der Verfassungsgerichtshof Rheinland-Pfalz und die Landesarchivverwaltung Rheinland-Pfalz. Außerdem wurden 1952 das Bundesarchiv und die Bundesanstalt für Gewässerkunde in Koblenz angesiedelt.

### Konsolidierung
Ein Gemeinschaftsgefühl entwickelte sich nur sehr zögerlich im „Land aus der Retorte“, das weitgehend ohne Rücksicht auf historisch gewachsene Zugehörigkeiten der Einwohner entstanden war. Ihm wurden wenige Überlebenschancen eingeräumt, zumal es kaum größere industrielle Zentren gab. Einen gewissen Wirtschaftsaufschwung zog die Ansiedlung zahlreicher Militärstützpunkte, sowohl der Alliierten als auch der Bundeswehr, nach sich. 1956 fanden aufgrund von Artikel 29 GG in den damaligen Regierungsbezirken Koblenz, Trier, Montabaur, Rheinhessen und Pfalz Volksbegehren statt, bei denen es um die Angliederung der betreffenden Regionen an Nordrhein-Westfalen, Hessen bzw. Bayern und Baden-Württemberg ging. Alle Volksbegehren außer denen im Regierungsbezirk Pfalz erhielten die erforderliche Mehrheit; doch bis zur endgültigen Durchführung der dadurch notwendigen Volksentscheide zogen fast 20 Jahre ins Land. Bei der Abstimmung vom 19. Januar 1975 wurde in keiner der betroffenen Regionen eine Mehrheit für eine Umgliederung (und auch nicht das notwendige Quorum von 25 % der Stimmberechtigten) erreicht. Damit wurde der Schlussstrich unter eine jahrzehntelange Diskussion gezogen. Lediglich der AKK-Konflikt beschäftigt die Politik bis heute.

## Kulturdenkmäler
Das junge Rheinland-Pfalz ist mit seiner über 2000 Jahre alten Vorgeschichte reich an kulturellen Schätzen. Zahlreiche Städte im Land gehen auf eine römische Gründung zurück. So hinterließen die Römer einige bedeutende Bauten und eine Vielzahl archäologisch nachgewiesener Relikte. Im Mittelalter waren es deutsche Könige und Kaiser, Erzbischöfe und Kurfürsten sowie zahlreiche andere auf dem Gebiet des heutigen Landes herrschende Reichsstände, die eine Vielzahl von historisch bedeutenden Bauwerken hinterließen. Auch Besatzungsmächte wie Schweden (im Dreißigjährigen Krieg) und Frankreich (mehrfach zwischen 1688 und 1930) und nach dem Untergang des Heiligen Römischen Reichs die Staaten Preußen, Hessen, Bayern sowie kleinere Territorien hinterließen ihre Spuren.

### Bodendenkmäler, Kirchen und profane Bauwerke
Der Goloring bei Wolken ist ein vorgeschichtliches Erdwerk und eingetragenes Bodendenkmal. Das Eifel-Stonehenge gilt als eine der bedeutendsten Anlagen in Rheinland-Pfalz. Auch auf dem Donnersberg existiert noch ein keltischer Ringwall, der teilweise restauriert wurde.
Zahlreiche Bauwerke zeugen noch heute von der kulturellen Pracht aus römischer Zeit. Insbesondere in den alten römischen Provinzhauptstädten Trier (Augusta Treverorum) und Mainz (Mogontiacum) ist eine Vielzahl römischer Bauwerke erhalten geblieben. In Trier sind dies die Porta Nigra, das Amphitheater, die Kaiserthermen, die Konstantinbasilika sowie als älteste erhaltene Brücke in Deutschland die im 2. Jahrhundert errichtete Römerbrücke. Am Rhein kann Mainz noch ein Römisches Theater, Teile eines römischen Aquädukts (die sogenannten Römersteine), Reste der römischen Stadtbefestigung, die Reste eines Heiligtum der Isis und Mater Magna sowie mehrere römische Denkmäler, im Rhein geborgene Römerschiffe und eine Vielzahl anderer Funde vorweisen. Daneben finden sich in zahlreichen weiteren Städten Überreste römischer Baukunst, die meistenteils mit der Zeit verfallen oder überbaut worden sind. Dazu zählen beispielsweise die Igeler Säule, ein oberirdisch erhaltenes römisches Grabmal, sowie der Limes.
Nach der Christianisierung am Ende der römischen Zeit und während der Frankenherrschaft entwickelten sich im Land die Territorialherrschaften der Erzbischöfe und späteren Kurfürsten von Kurtrier, Kurmainz und Kurköln neben der weltlichen Herrschaft der Kurpfalz. Das gesamte Mittelalter war vom Bau großzügig angelegter Kirchenbauten gekennzeichnet. In Trier entstand mit dem Bau des Trierer Doms die älteste Bischofskirche Deutschlands. Anderenorts errichteten die römisch-deutschen Kaiser oder die Erzbischöfe prächtige Kirchen des hohen Mittelalters. Die drei Kaiserdome zu Mainz, Speyer und Worms sind epochale Werke der Architekturgeschichte. Auch die romanischen Bauten der Abtei Maria Laach und der Basilika St. Kastor in Koblenz sind herausragende Bauten ihrer Zeit. Die Liebfrauenkirche in Trier ist einer der ersten gotischen Bauten auf deutschem Boden. Auch die Oppenheimer Katharinenkirche zählt zu den bedeutenden gotischen Sakralbauten im heutigen Rheinland-Pfalz. Einmalig in Deutschland ist die in den Jahren 1482 bis 1484 in Idar-Oberstein erbaute Felsenkirche.
Daneben befinden sich in Rheinland-Pfalz mittelalterliche Profanbauwerke: In Bingen überquert mit der Drususbrücke die älteste Steinbrücke des Mittelalters in Deutschland die Nahe, und in Koblenz ist die Balduinbrücke über die Mosel erhalten.
Auch aus dem Barock gibt es in Rheinland-Pfalz eine Vielzahl von Sakral- und Profanbauten. Die damaligen Metropolen Mainz und Trier verfügen heute noch über einen Bestand barocker Bauten. Gerade Mainz hatte bis zum Zweiten Weltkrieg den Ruf einer „Barockstadt“: die Westgruppe des Mainzer Domes war von Franz Ignaz Michael Neumann barock überbaut; neben der Augustinerkirche, der Peterskirche und der Ignazkirche gibt es in Mainz mehrere barocke Ordensniederlassungen, Profanbauten und Adelshöfe; viele andere zu ihrer Zeit als herausragend bekannte Bauten wie die Jesuitenkirche, die Domdechanei, die Dompropstei und das Schloss Favorite sind untergegangen. In Trier stammt die Innenausstattung von St. Paulin von Balthasar Neumann; Kurfürstliches Palais, Schloss Monaise und das Quinter Schloss sind Beispiele für barocke Profanbauten in Trier. Auch in den (damaligen) Bischofssitzen Speyer und Worms und in Koblenz als Residenz der Trierer Erzbischöfe sowie in zahlreichen anderen Orten haben sich Barockbauten erhalten.
In der Zeit der Romantik wurden insbesondere im Mittelrheintal historisierende Gebäude in mittelalterlichen Formen errichtet: Bei Bingen steht der Binger Mäuseturm, ein ehemaliger Wehr- und Wachturm; in Rhens erinnert der Königsstuhl an die an dieser Stelle häufig durchgeführten Verhandlungen der Kurfürsten zu den Wahlen der römisch-deutschen Könige.
In Trier wurde 1818 Karl Marx geboren. Ein Museum, das Karl-Marx-Haus, berichtet über sein Leben und sein Werk. Ab dem 19. Jahrhundert gehörte das Rheinland zu Preußen. Nach dem Tode Kaiser Wilhelms I. errichtete die preußische Provinzialverwaltung in Koblenz das monumentale Reiterdenkmal am Deutschen Eck, direkt an der Mündung der Mosel in den Rhein gelegen.

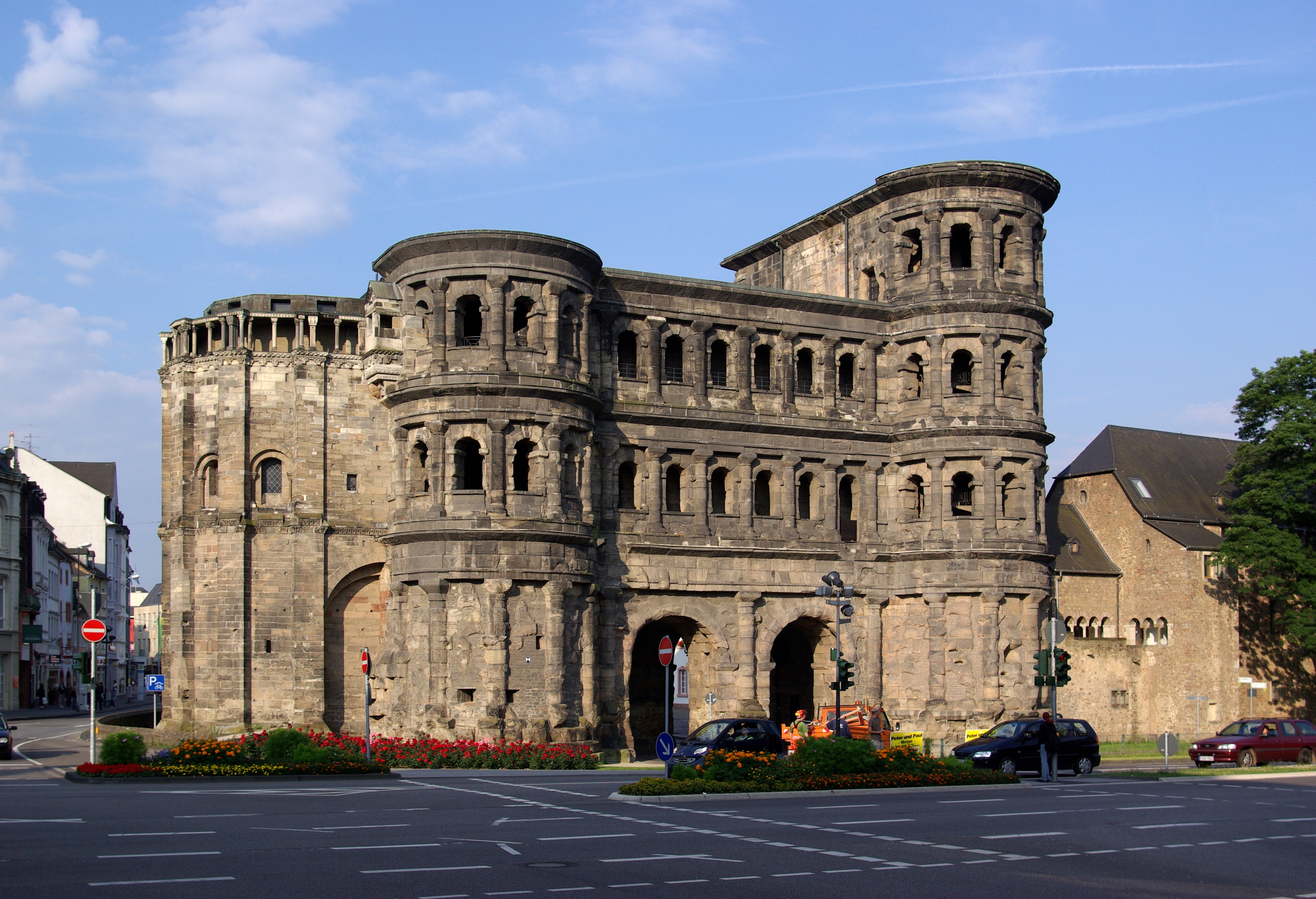
Porta Nigra
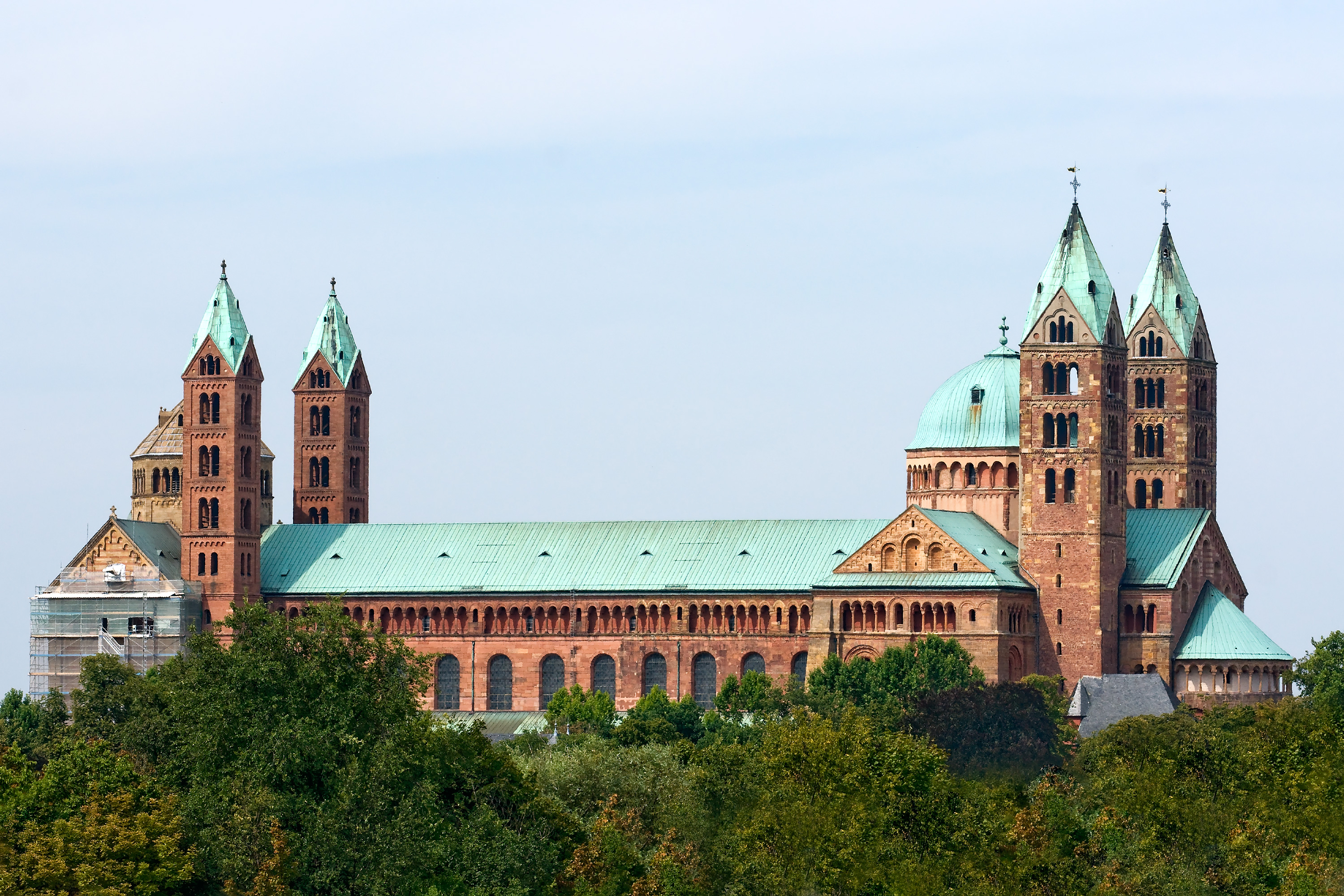
Speyerer Dom
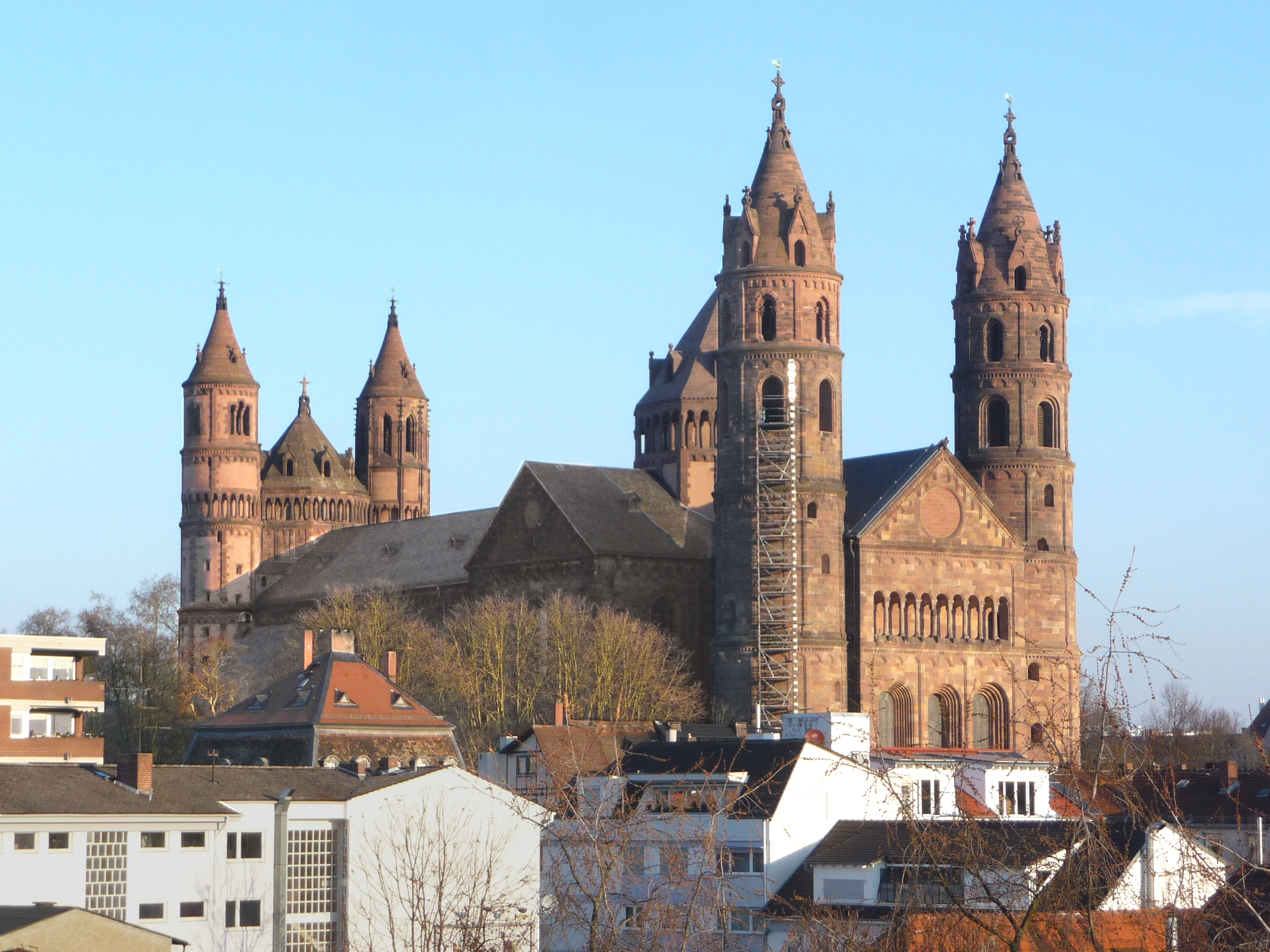
Wormser Dom
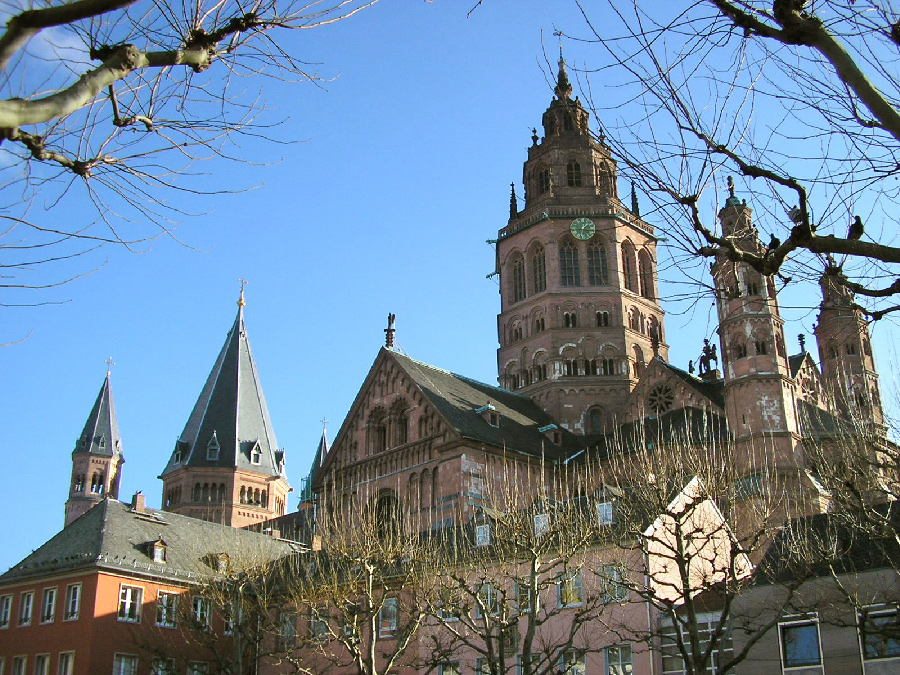
Mainzer Dom
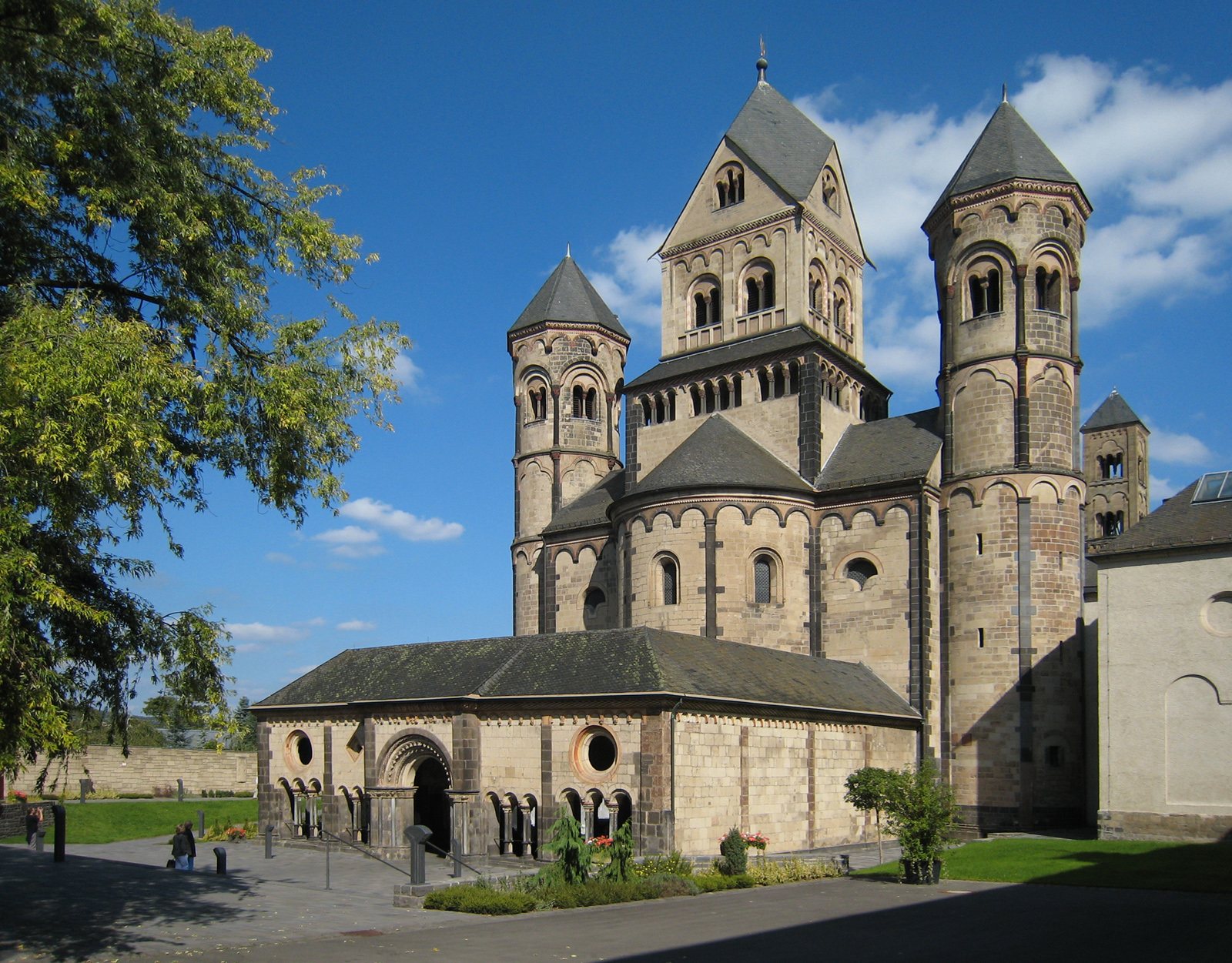
Abtei Maria Laach
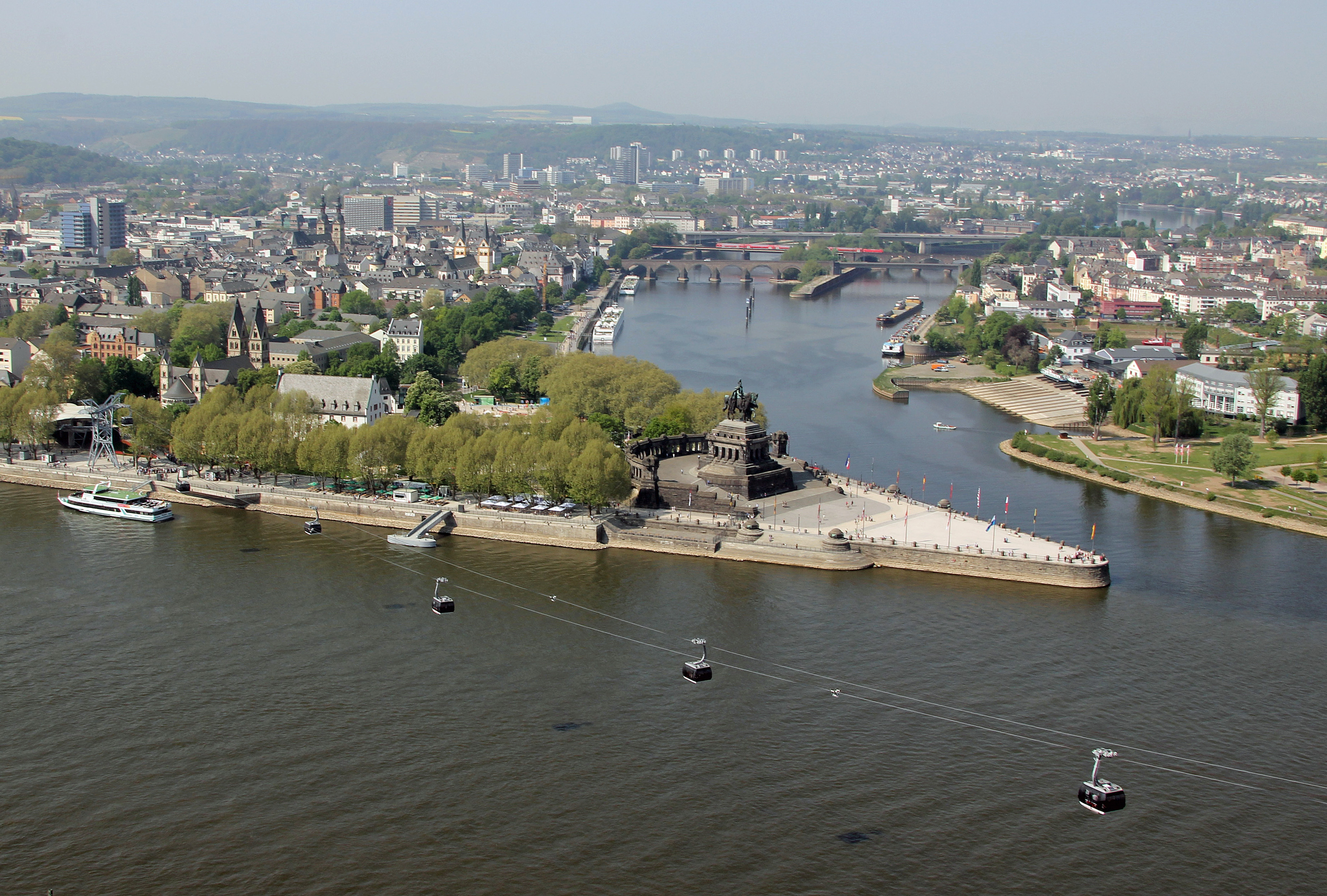
Deutsches Eck

### Burgen, Schlösser und Festungen
Die heutigen Bestandteile des Landes Rheinland-Pfalz hatten, vormals über tausend Jahre lang, einer Vielzahl von weltlichen und geistlichen Landesherren gehört, z. B. den einflussreichen Kurfürsten von der Pfalz, von Mainz, von Köln und von Trier (die drei letztgenannten waren zugleich auch Erzbischöfe) oder auch Rittern, denen eine geringere Bedeutung zukam und deren – anfangs nicht erblicher – Stand sich aus dem Lehnswesen entwickelte. Heiraten und Erbteilungen hatten zu immer weiteren Umschichtungen und Zersplitterungen beigetragen, so dass ein wahrhafter Flickenteppich von Herrschaftsbereichen entstanden war.
Jeder Landesherr, der etwas auf sich hielt, also auch der kleinste, war bestrebt, zumindest mit einem Bauwerk auf seine Bedeutung hinzuweisen, sei es mit einer Burg, einer Festung oder einem Schloss. So sind vor allem die Ränder der Mittelgebirge (Eifel, Haardt) und der Flusstäler (Mittelrhein, Mosel) von Burgen oder Festungen gesäumt, das Massiv des Donnersberges im Nordpfälzer Bergland war gar von fünf Burgen umringt, und in den größeren Städten wie Mainz, Koblenz und Trier fallen besonders die prunkvollen Schlösser und Paläste auf.
Zwar hatten die großen Kriege (Bauernkrieg, Dreißigjähriger Krieg, Pfälzischer Erbfolgekrieg, Napoleonische Kriege) immer wieder Zerstörungen angerichtet, doch aus den Trümmern geschleifter Burgen oder niedergebrannter Schlösser waren häufig Nachfolgebauten erstanden, welche die untergegangenen an Pracht noch übertrafen. Und auch die Schäden, die – vor allem in Städten – durch die Beschießungen und Bombardements der beiden Weltkriege des 20. Jahrhunderts verursacht wurden, sind mittlerweile weitgehend beseitigt.

#### Mittelrhein
Das Mittelrheintal ist seit 200 Jahren Anziehungspunkt für Touristen und heute Heimat von rund 450.000 Menschen. Die Landschaft weist einen außergewöhnlichen Reichtum an kulturellen Zeugnissen auf. Seine besondere Erscheinung verdankt das Mittelrheintal einerseits der natürlichen Ausformung der Flusslandschaft, andererseits der Gestaltung durch den Menschen. Seit zwei Jahrtausenden ist es einer der wichtigsten Verkehrswege für den kulturellen Austausch zwischen der Mittelmeerregion und dem Norden Europas. Im Herzen Europas gelegen, mal Grenze, mal Brücke der Kulturen, spiegelt das Tal die Geschichte des Abendlandes exemplarisch wider. Mit seinen hochrangigen Baudenkmälern, den rebenbesetzten Hängen, seinen auf schmalen Uferleisten zusammengedrängten Siedlungen und den auf Felsvorsprüngen aufgereihten Höhenburgen gilt es als Inbegriff der romantischen Rheinlandschaft. Nicht zuletzt inspirierte es Heinrich Heine zur Dichtung seines Loreleylieds.
Die herausragendsten Burgen sind die Marksburg als einzig unzerstörte Höhenburg im Mittelrheintal, die Burg Pfalzgrafenstein auf einer Felsinsel inmitten des Rheins sowie Burg Rheinfels, die im Laufe der Zeit zu einer Festung ausgebaut wurde. Das Schloss Stolzenfels steht wie kein anderes Schloss als Synonym für die Rheinromantik, die sich nicht nur auf die Rezeption vorhandener Bauten beschränkte, sondern auch zu Restaurierungen und Neubauten anregte. In Koblenz war das Kurfürstliche Schloss die letzte Residenz des Kurfürsten von Trier, bis französische Revolutionstruppen den Kurstaat zerschlugen. Die mächtigste Festung in Rheinland-Pfalz, die Festung Koblenz, wurde im 19. Jahrhundert von den Preußen erbaut. Als Teil des Befestigungssystems thront bis heute die Festung Ehrenbreitstein über dem Rheintal.

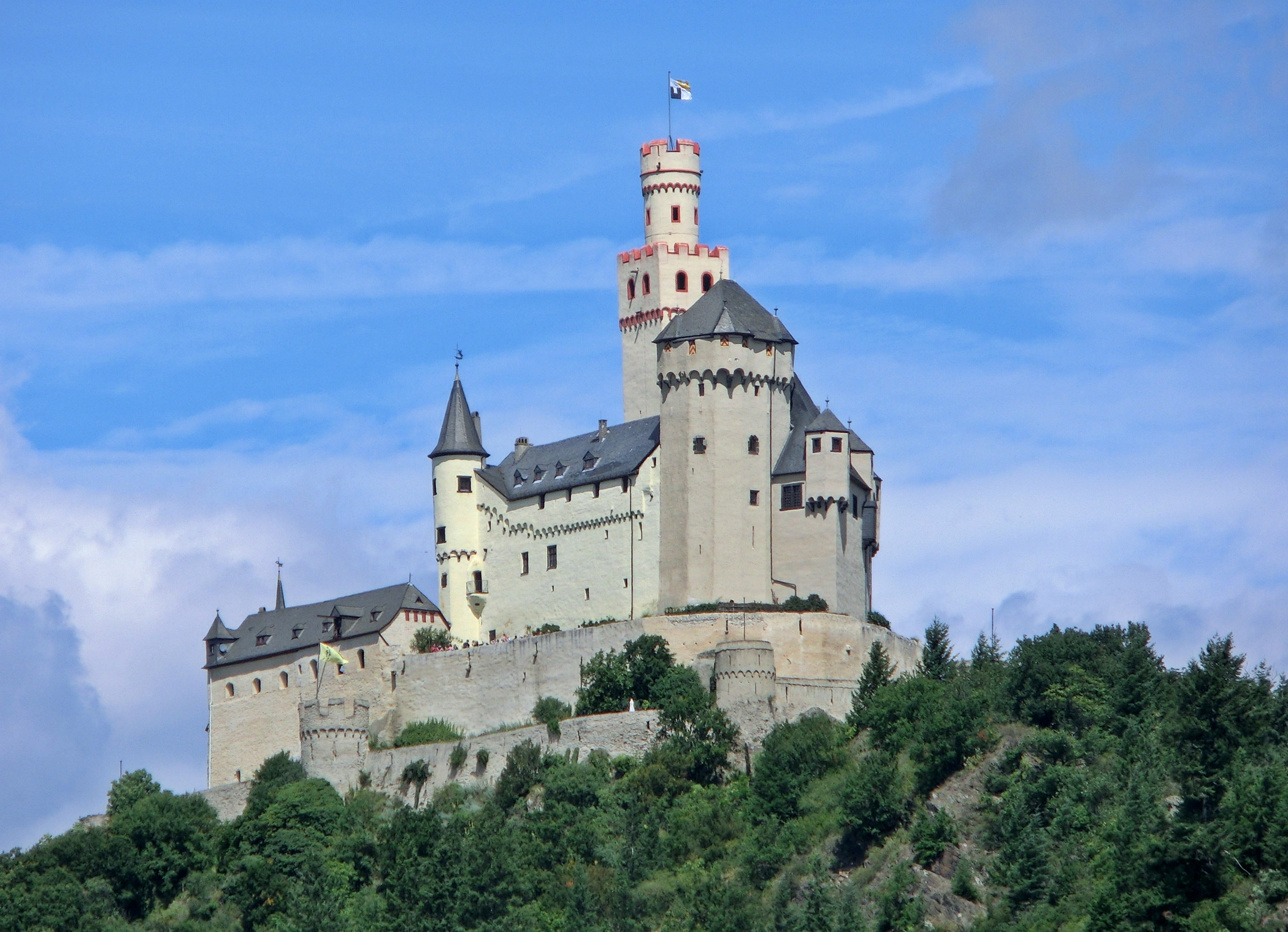
Marksburg
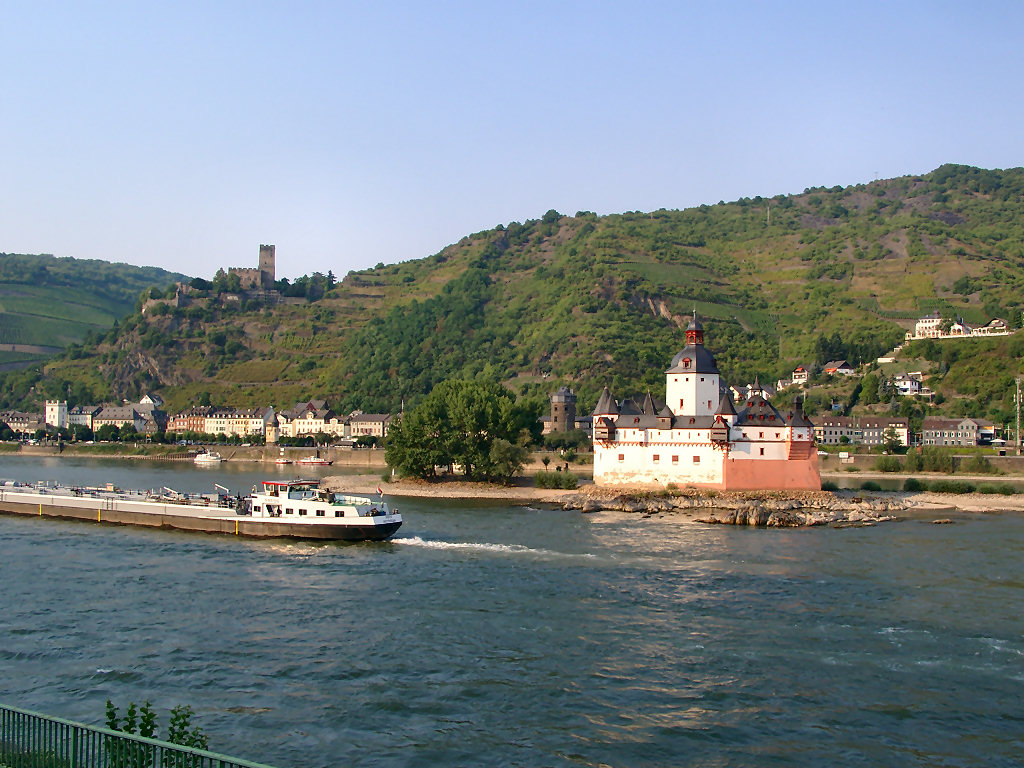
Burg Pfalzgrafenstein
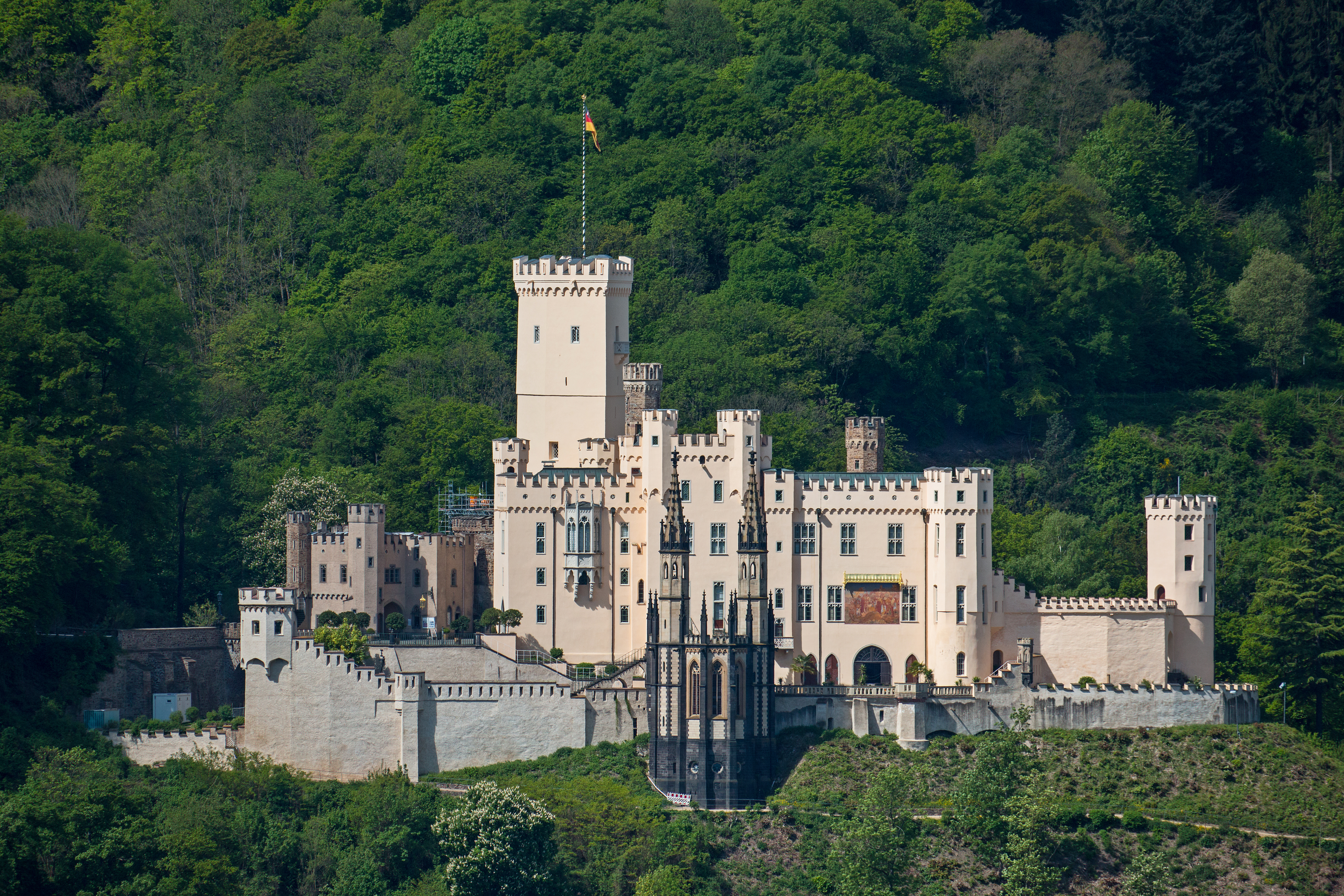
Schloss Stolzenfels
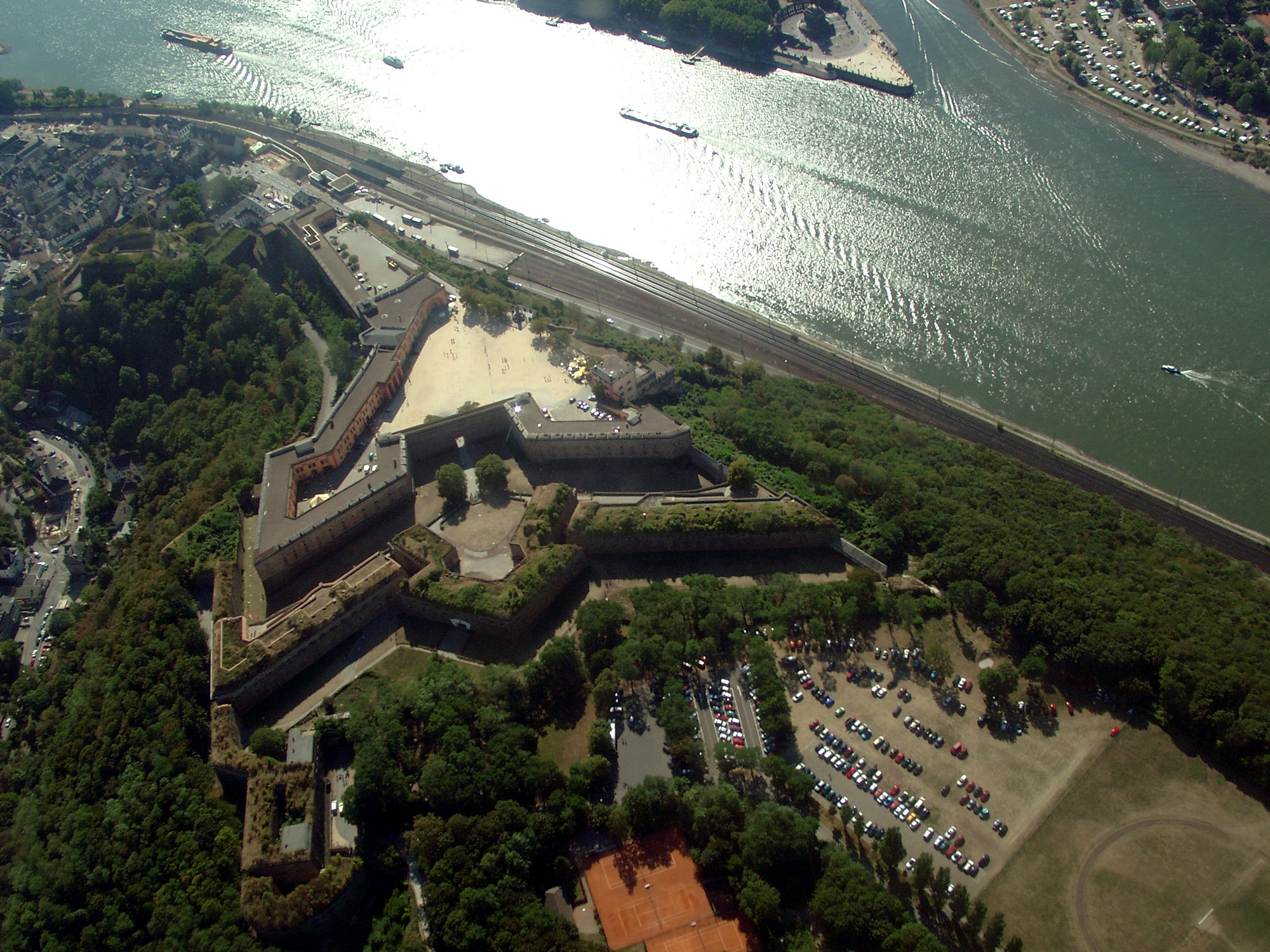
Festung Ehrenbreitstein

#### Mosel/Eifel
Auch das Flusstal der Mosel ist gespickt mit Höhenburgen. Zu nennen sind hier besonders die Reichsburg Cochem sowie die Burg Thurant mit ihren beiden Bergfrieden. Mithilfe der Festung Mont Royal wollte Frankreich seine Interessen in der Region sichern. Aber bereits im Jahr ihrer Fertigstellung wurde sie wieder abgerissen. Verlässt man das Tal Richtung Norden in die Eifel, so gelangt man zur Burg Eltz bei Münstermaifeld. Die Burg, in einem kleinen Flusstal gelegen, gilt vielen als die schönste Burg Deutschlands. Einst zierte sie den 500 DM-Schein der dritten Serie der Deutschen Mark. Ähnlich wie Schloss Bürresheim und Burg Lissingen zählt sie zu den ganz wenigen Burgen, die nie zerstört worden sind.
In Mayen mit seiner noch vorhandenen mittelalterlichen Stadtbefestigung erhebt sich die Genovevaburg und unweit der Stadt liegt mit dem Schloss Bürresheim ein niemals erobertes oder verwüstetes Juwel. Weitere bedeutsame Burgen in der Eifel waren die Neuerburg, die Burg Schönecken und die beiden Manderscheider Burgen.

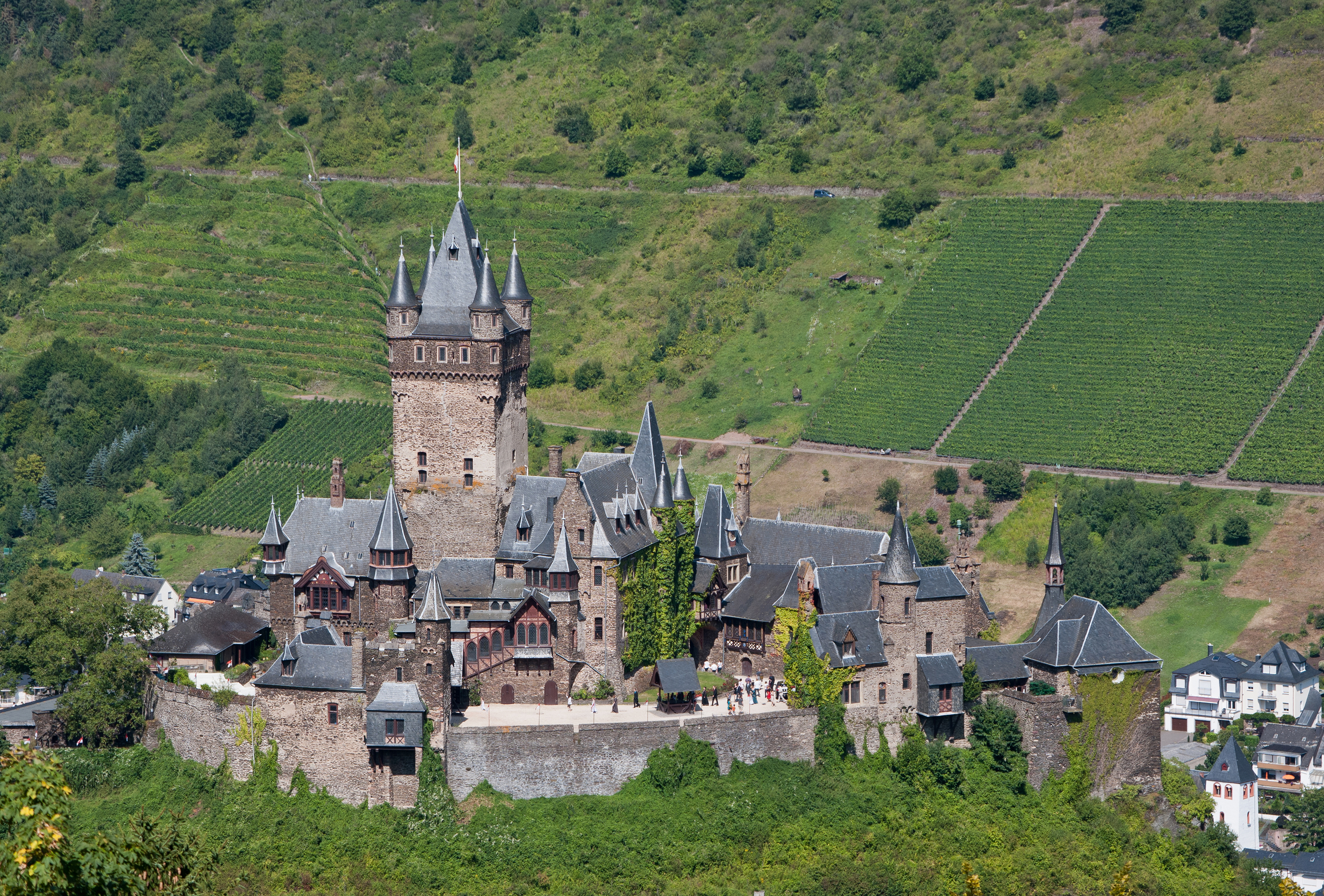
Reichsburg Cochem
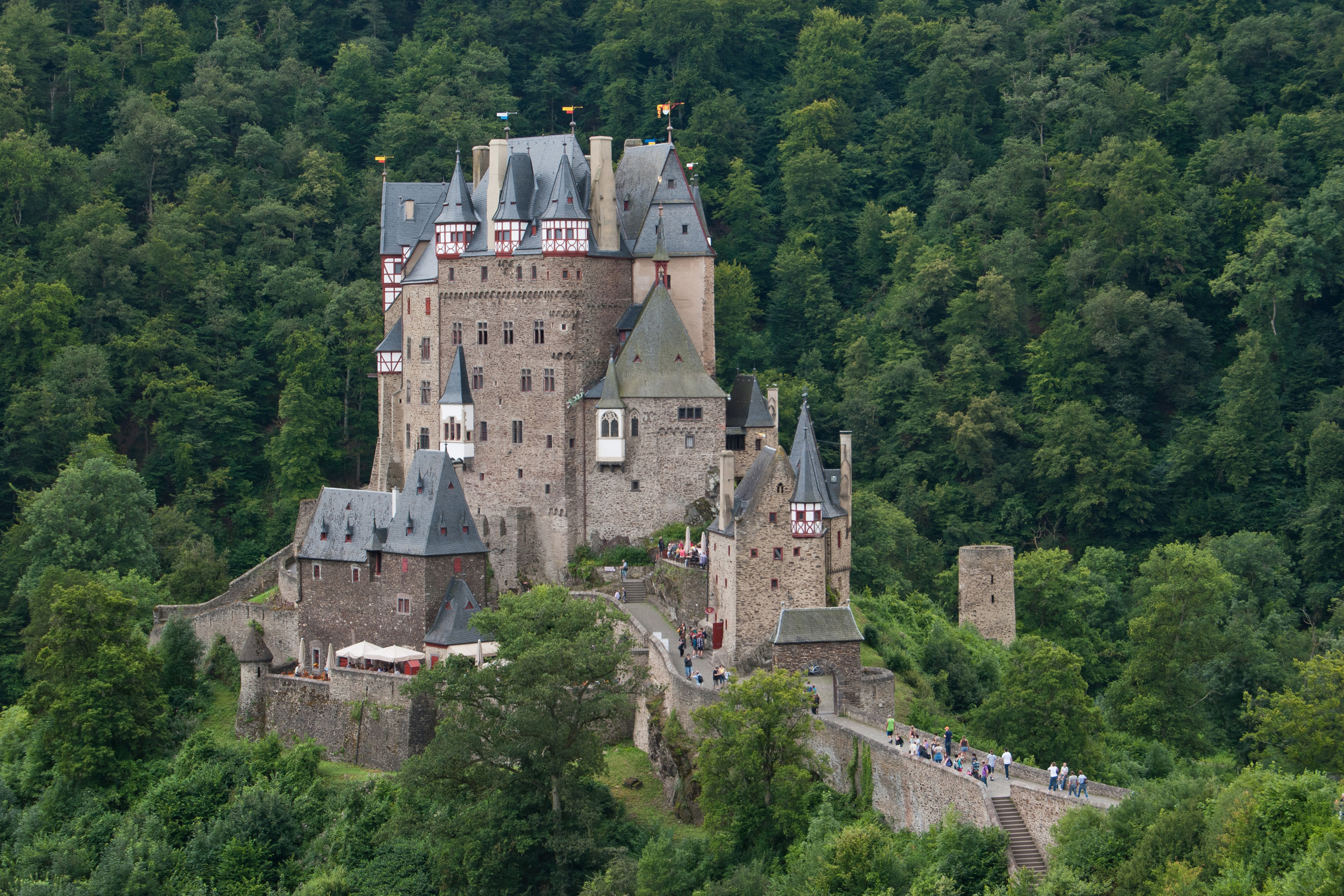
Burg Eltz
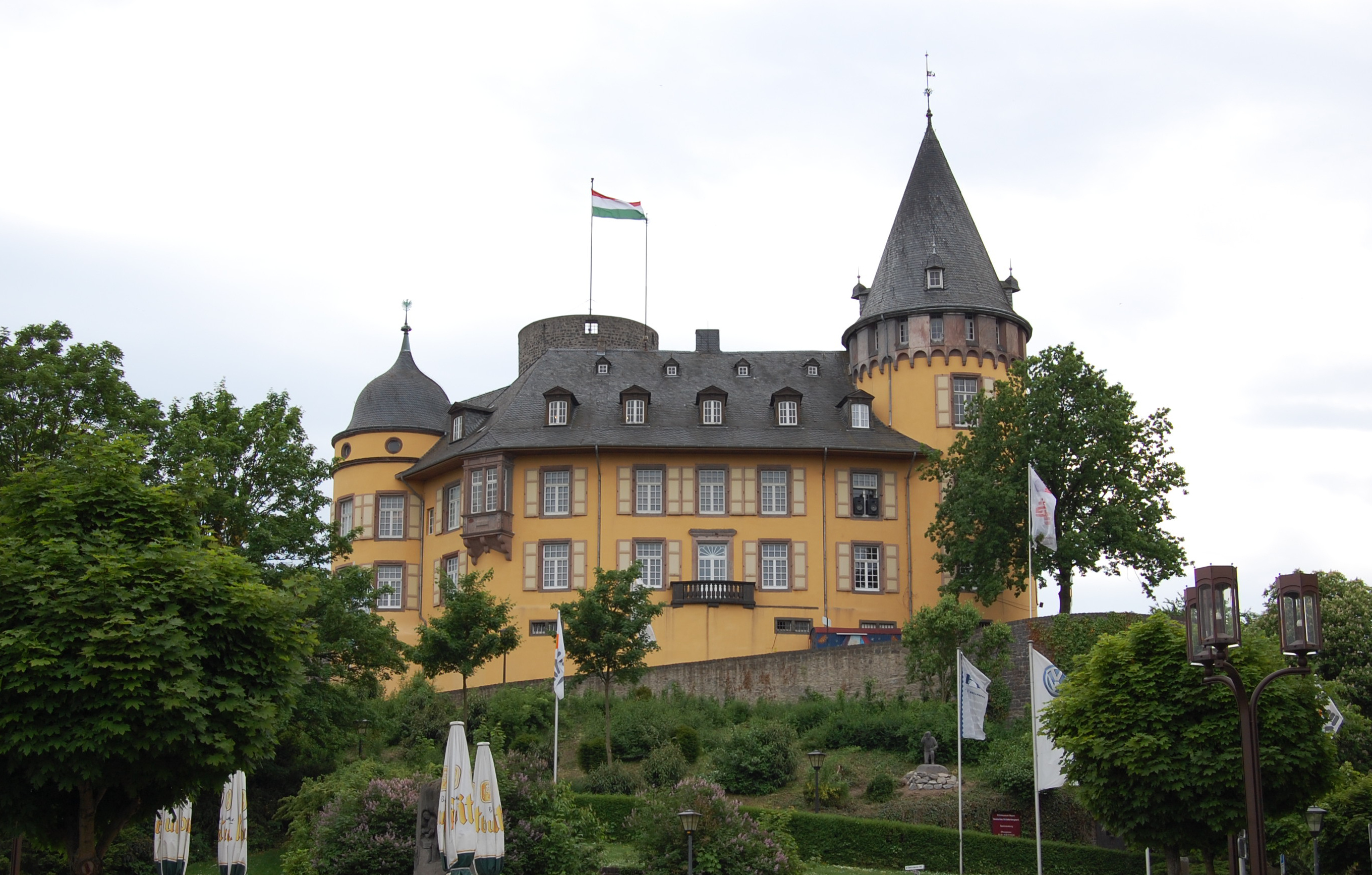
Genovevaburg
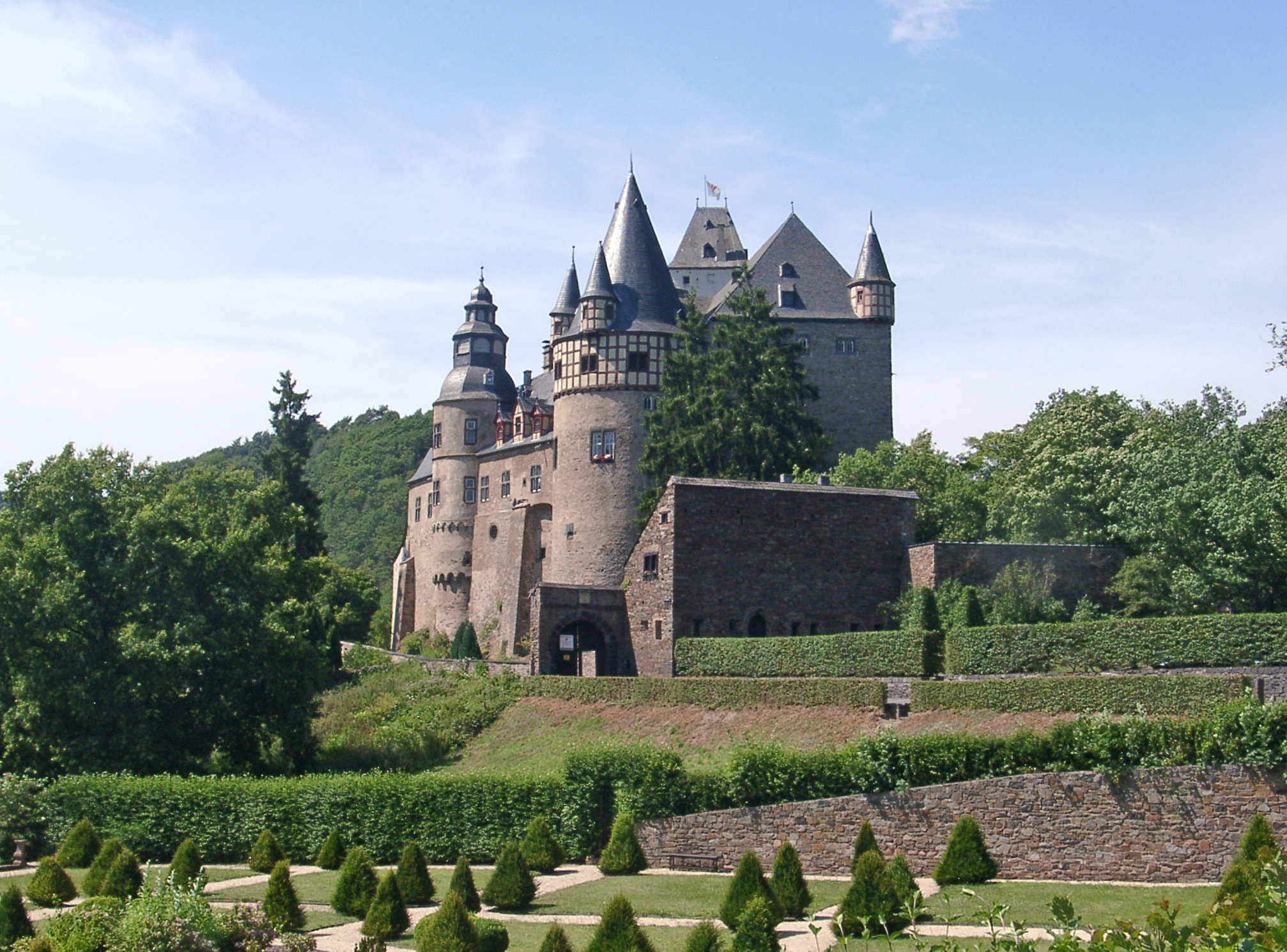
Schloss Bürresheim
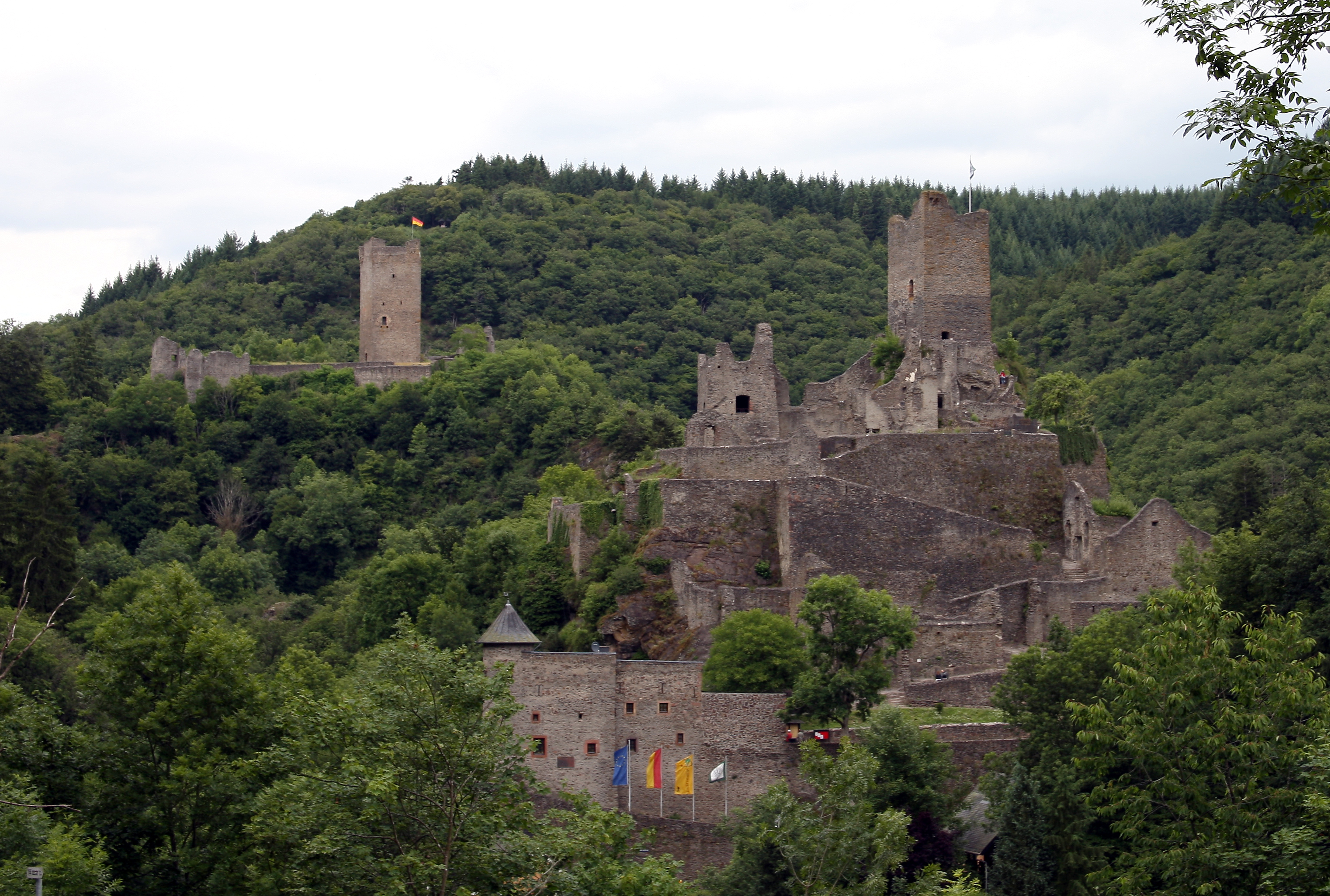
Manderscheider Burgen
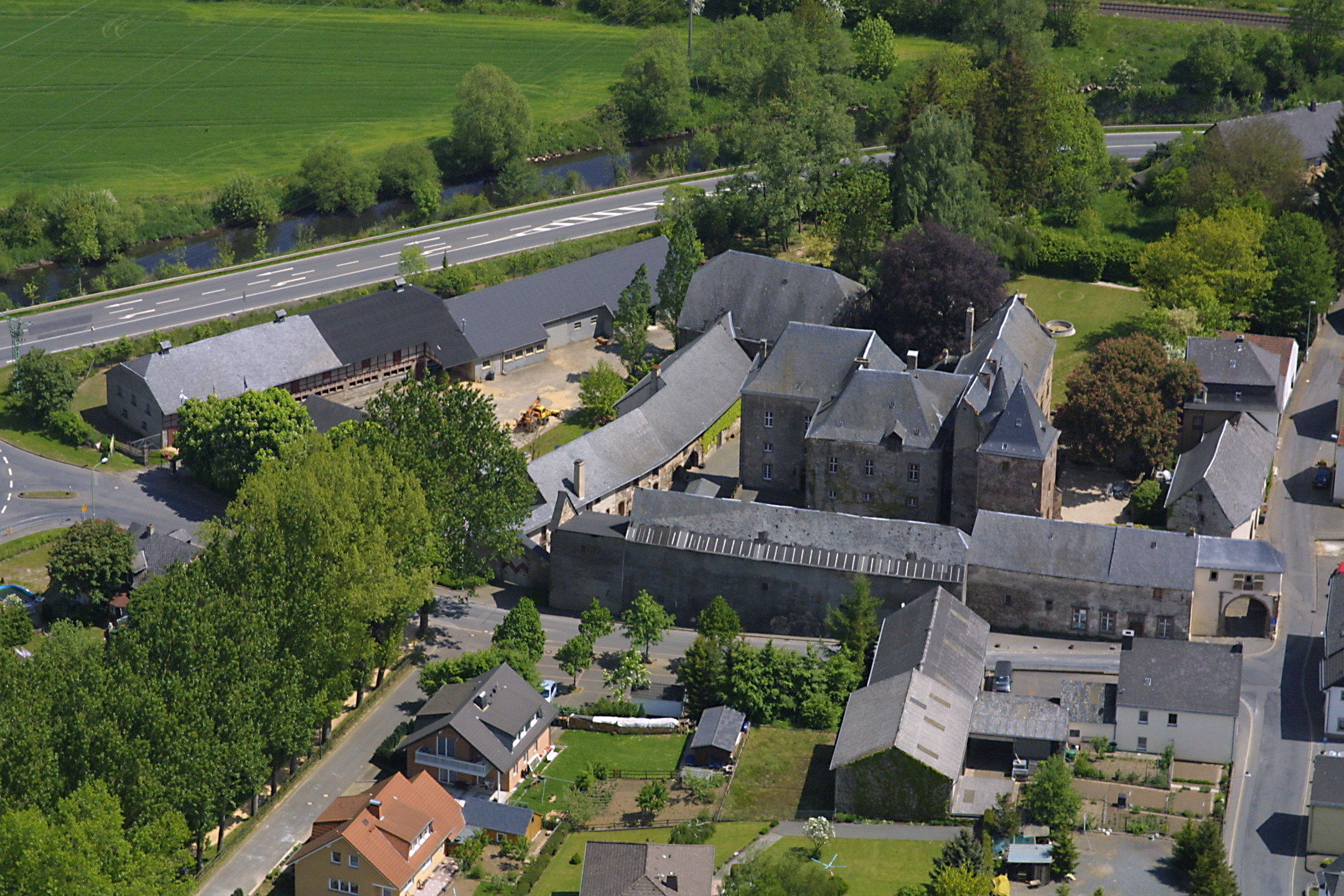
Burg Lissingen

#### Hunsrück
Auf den Höhen des Hunsrücks sind zahlreiche Burgen, zumeist als Ruinen, zu finden. Einige Burgen sind teilweise wiederaufgebaut und somit Besuchern zugänglich geworden. Nennenswert sind die Burg Kastellaun, die Burg Balduinseck, die Schmidtburg, die Burg Waldeck, die Ehrenburg und die Burg Baldenau, eine der wenigen Wasserburgen im Hunsrück. Bedeutende Schlösser sind das bewohnte Schloss Gemünden sowie das Schloss Simmern. Relativ wenig Überreste sind von den älteren Burgen zu finden, die zum Teil aus keltischem Ursprung stammen: die Altburg bei Bundenbach, die Alteburg im Soonwald, die Burg Koppenstein, die Wildenburg und der Ringkopf.

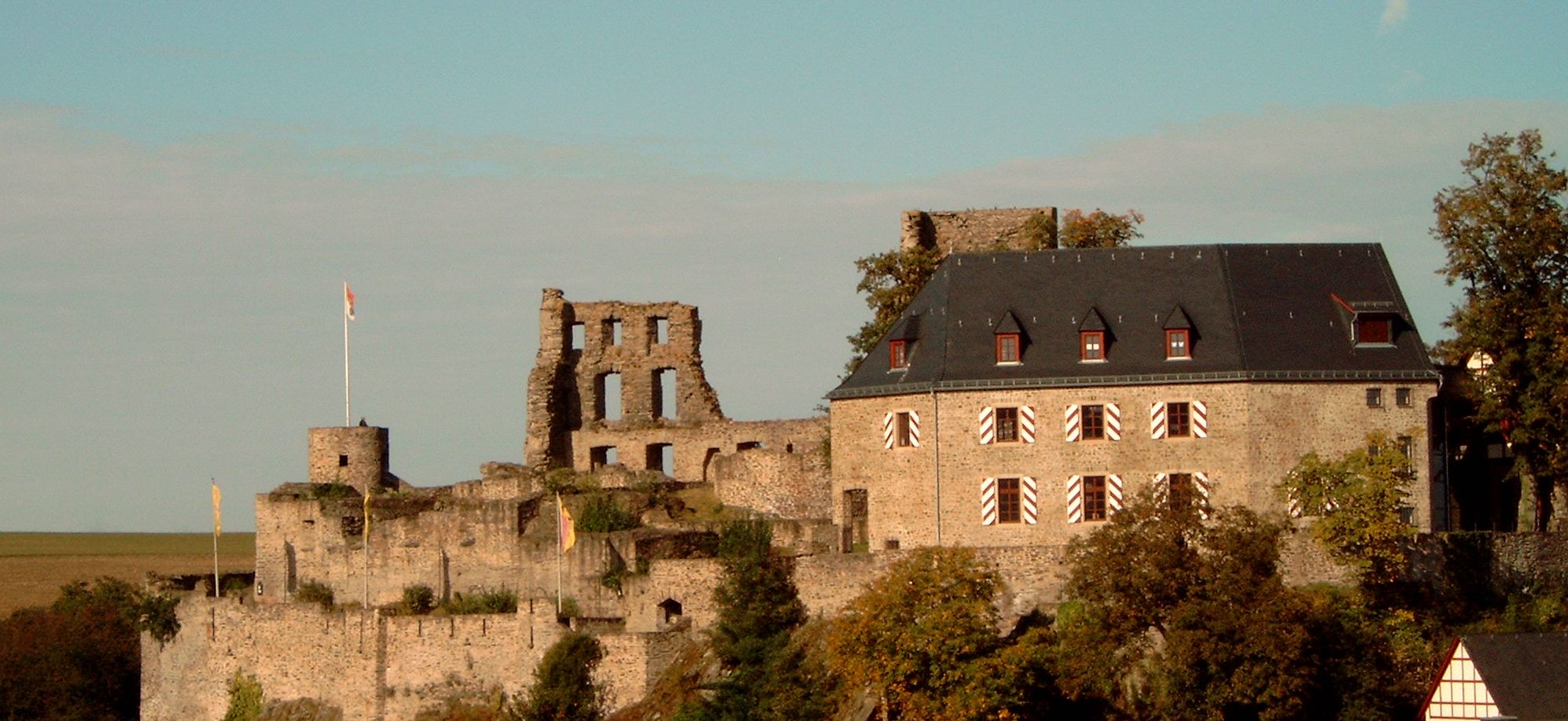
Burg Kastellaun
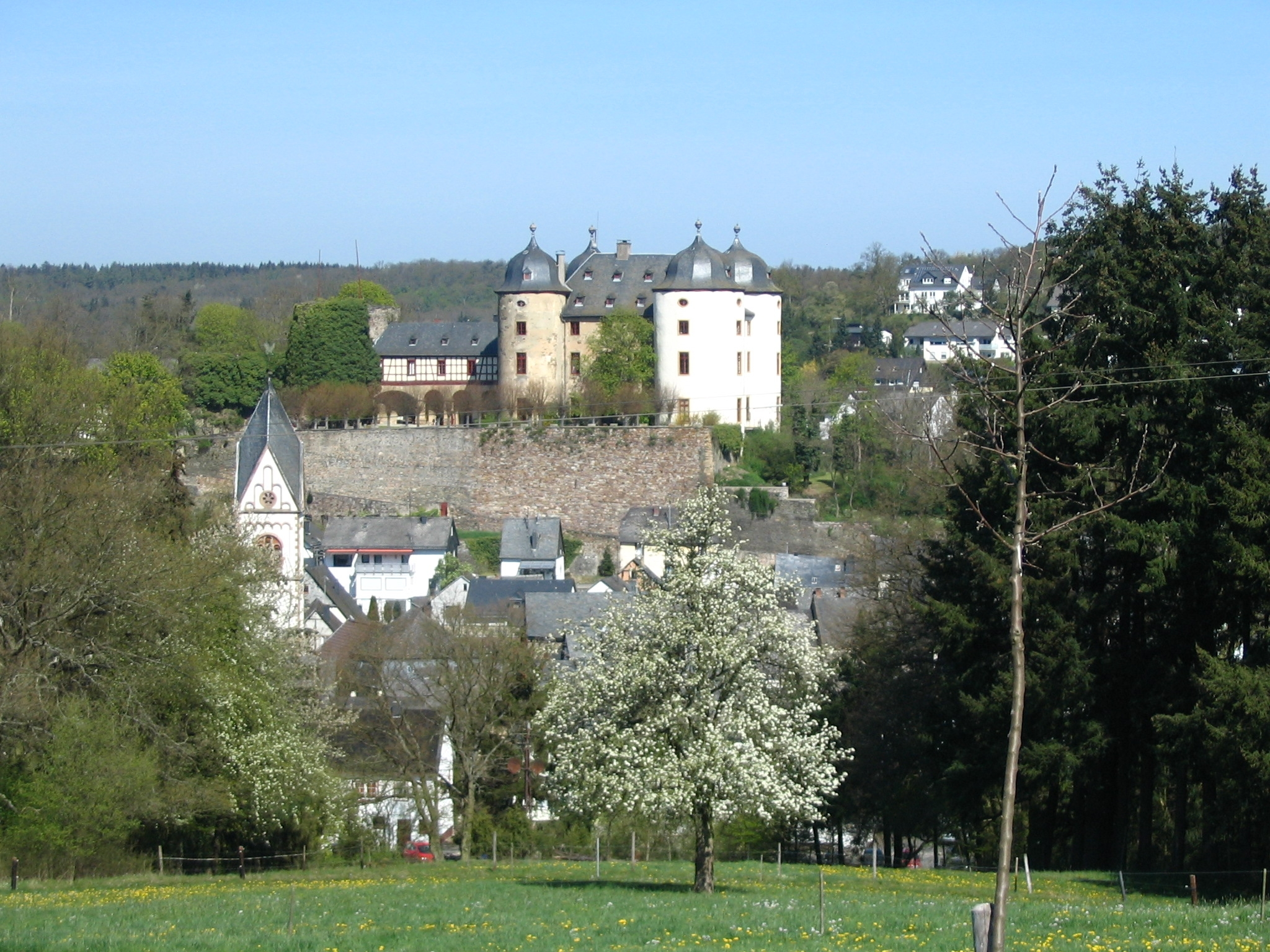
Schloss Gemünden
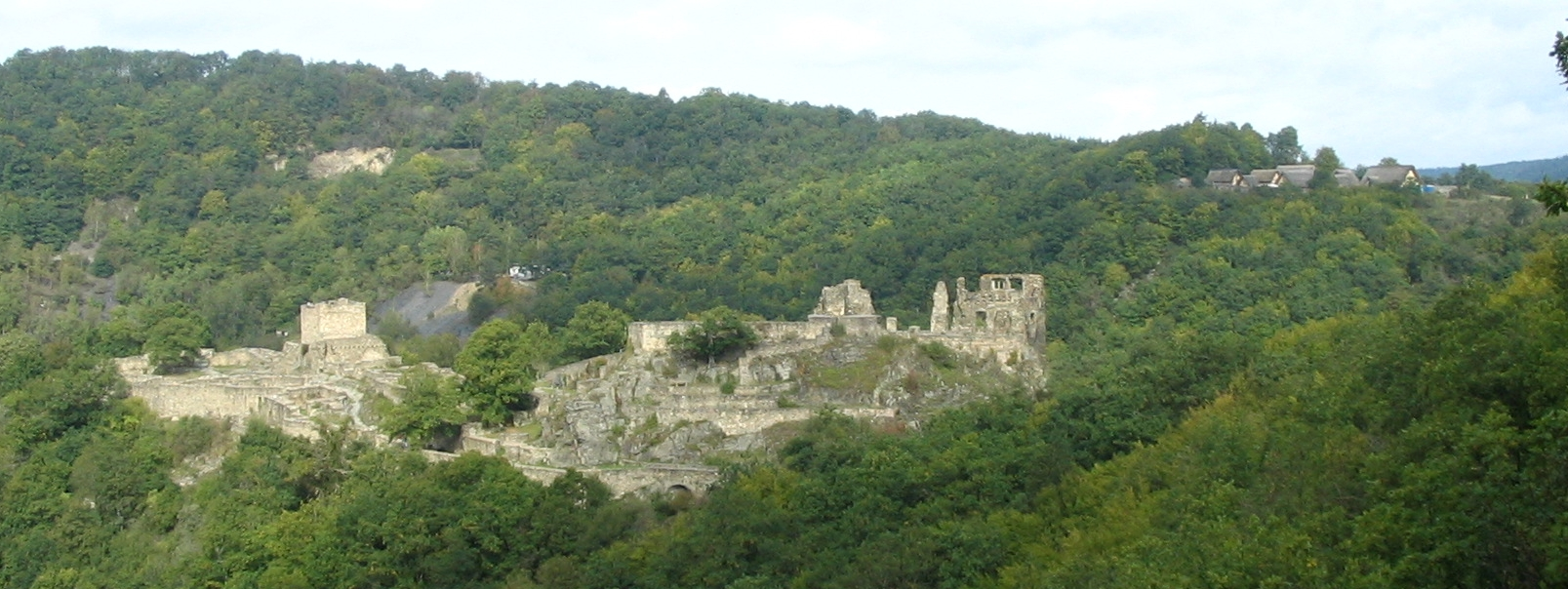
Schmidtburg
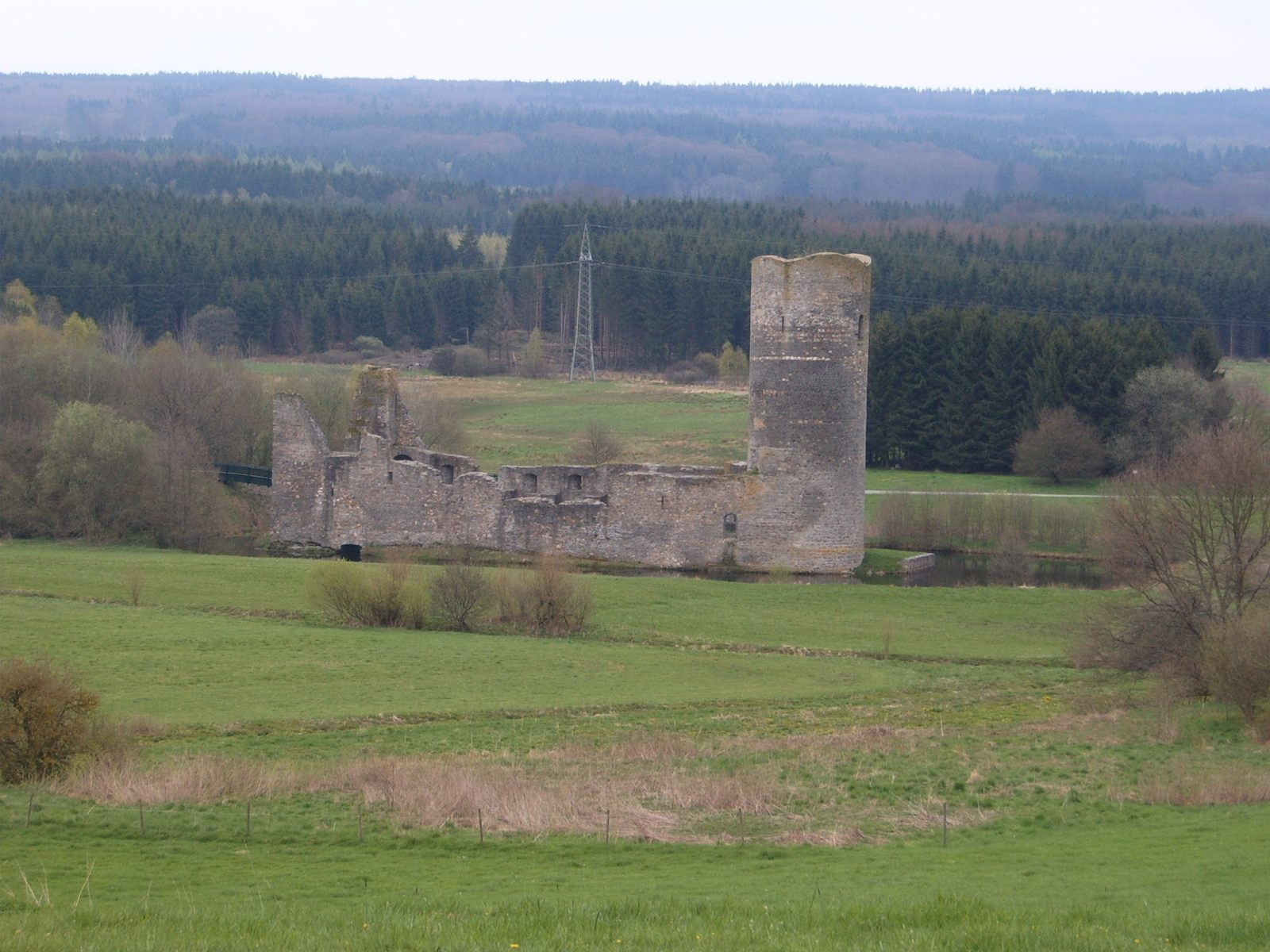
Burg Baldenau

#### Rheinhessen
Im 17. Jahrhundert wurde Mainz stark befestigt. Die dazugehörende Mainzer Zitadelle, der wichtigste Überrest der Festungszeit, gilt als bedeutendstes historisches Bauwerk der Stadt neben dem Mainzer Dom. Die Kurfürsten von Mainz residierten im Kurfürstlichen Schloss zu Mainz. Die Ingelheimer Kaiserpfalz aus dem 8. Jahrhundert war Aufenthaltsort und Regierungssitz fränkischer Kaiser und Könige. Das Alzeyer Schloss ist aus einer 1118 fertiggestellten staufischen Reichsburg hervorgegangen und wurde im 16. Jahrhundert zum Schloss ausgebaut.

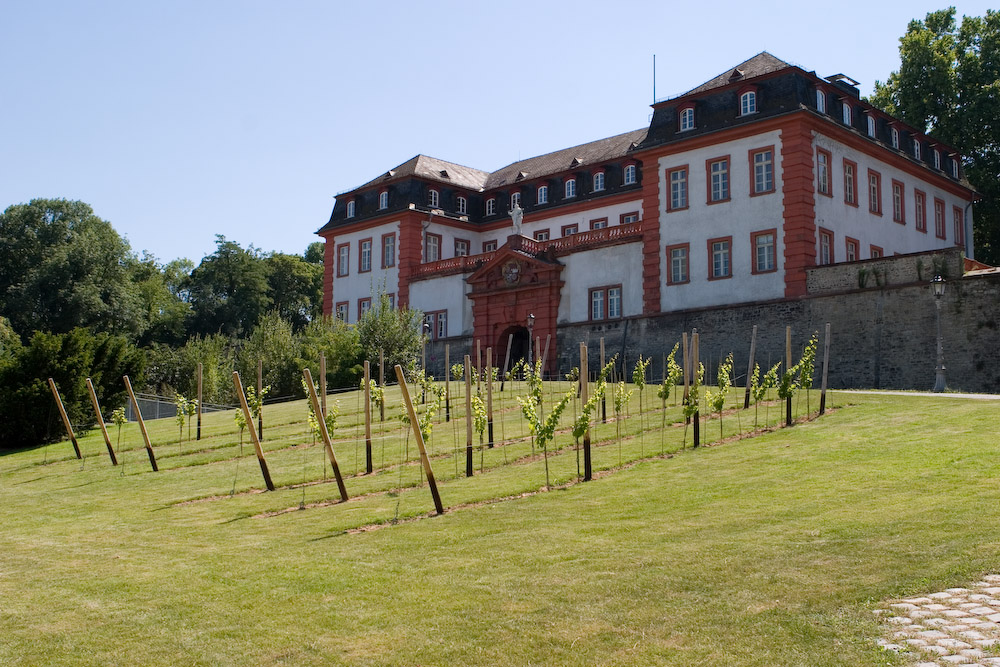
Mainzer Zitadelle
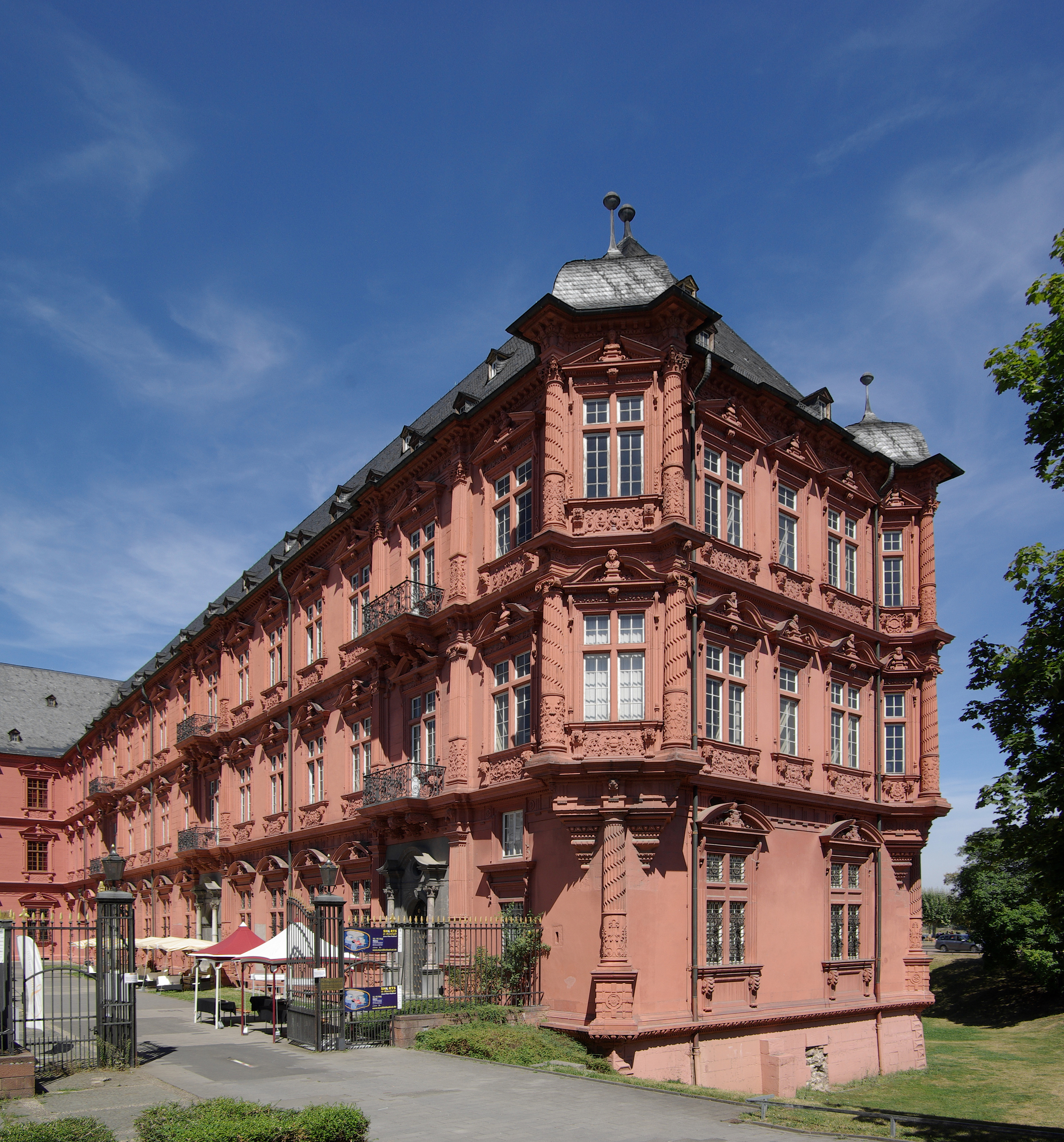
Kurfürstliches Schloss Mainz
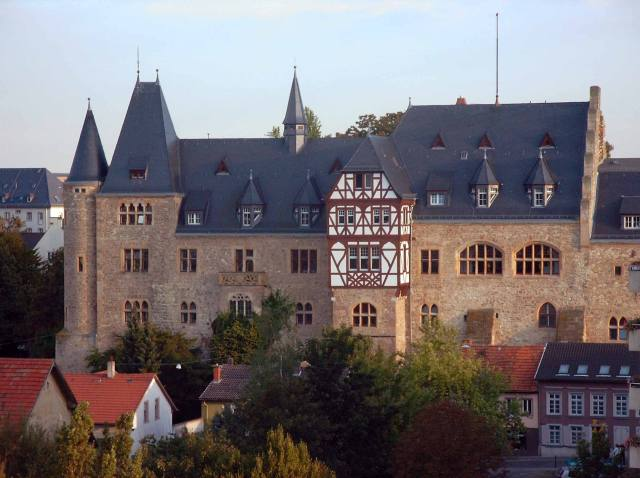
Alzeyer Schloss

#### Pfalz
Gegen 2000 Jahre älter als die viel berühmteren Burgen der Pfalz sind eindrucksvolle keltische Befestigungen, z. B. auf dem Donnersberg der Keltenwall oder auf der Haardt die Heidenmauer, eine 26 ha große Siedlung. Im Mittelalter, mit der Zunahme des Einflusses des Fürstengeschlechts der Salier, entstand dann auf dem Gebiet der heutigen Pfalz eines der Machtzentren auf deutschem Boden, was sich auch in der Kurwürde manifestierte. Eine der bedeutendsten Burgen war die Reichsburg Trifels; hier wurden einst die Reichskleinodien verwahrt, und der englische König Richard Löwenherz war der wohl berühmteste Gefangene. Geschichte geschrieben haben jedoch auch die Burgen der Leininger Grafen entlang der Nordhälfte der Deutschen Weinstraße – wie z. B. die Burg Neuleiningen mit dem umliegenden mittelalterlichen Ort – oder der heute noch bewohnte Berwartstein des angeblichen Raubritters „Hans Trapp“. Und auf seiner belagerten Burg Nanstein starb 1523 der „letzte Ritter“ Franz von Sickingen an einer schweren Verwundung. In der späteren Geschichte war das Hambacher Schloss bei Neustadt an der Weinstraße Schauplatz des Hambacher Festes und gilt seither als Symbol der deutschen Demokratiebewegung.

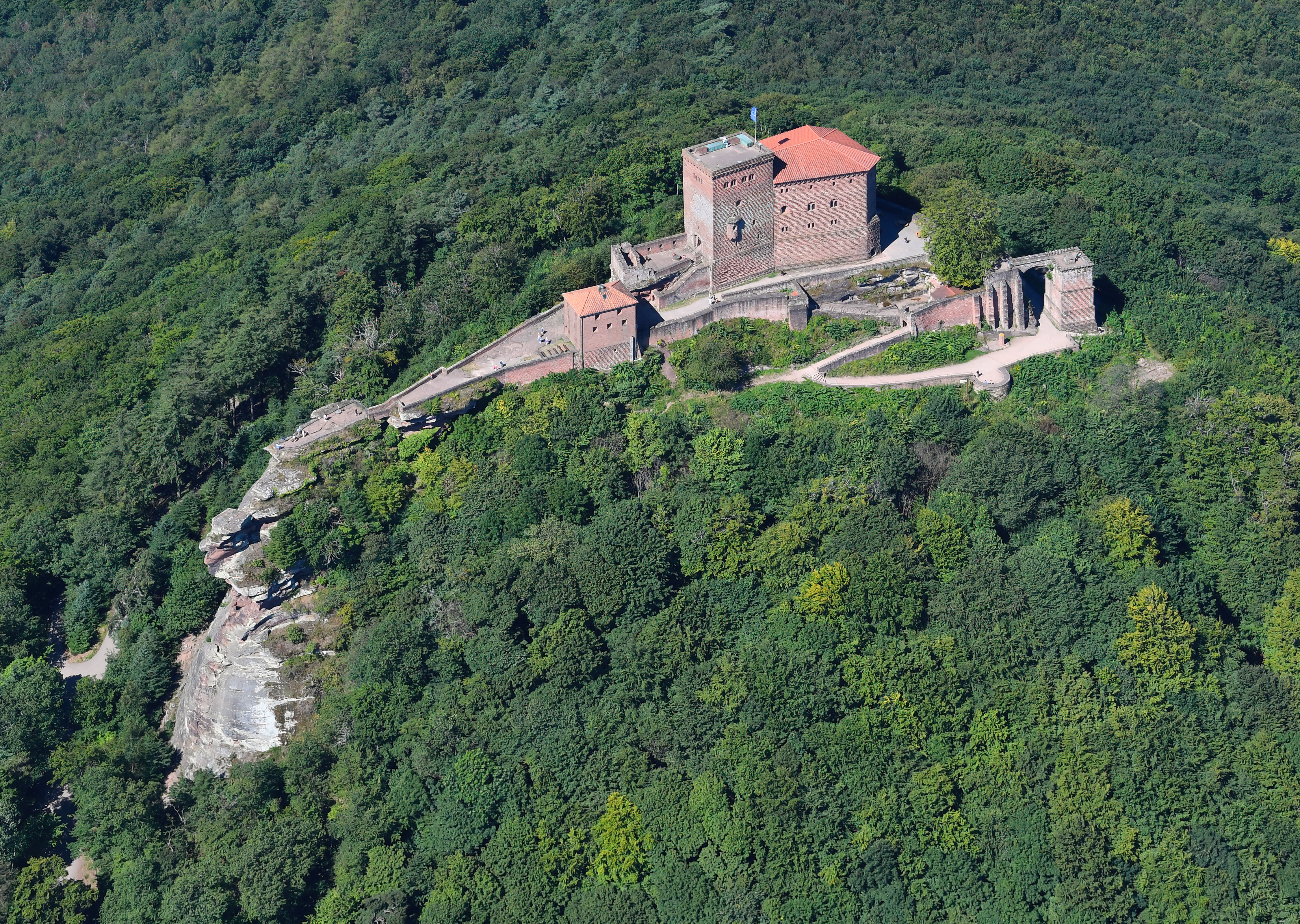
Reichsburg Trifels
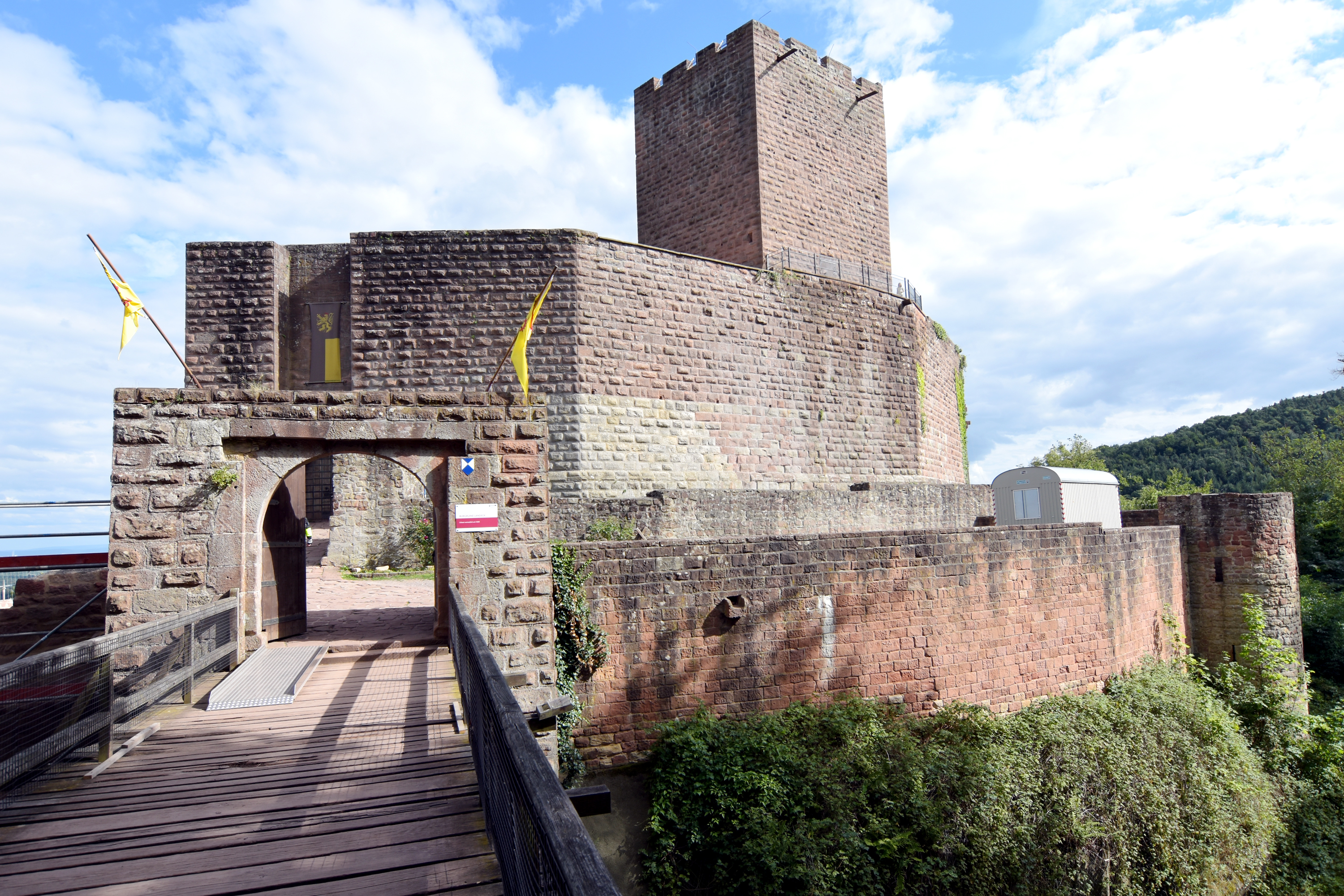
Burg Landeck
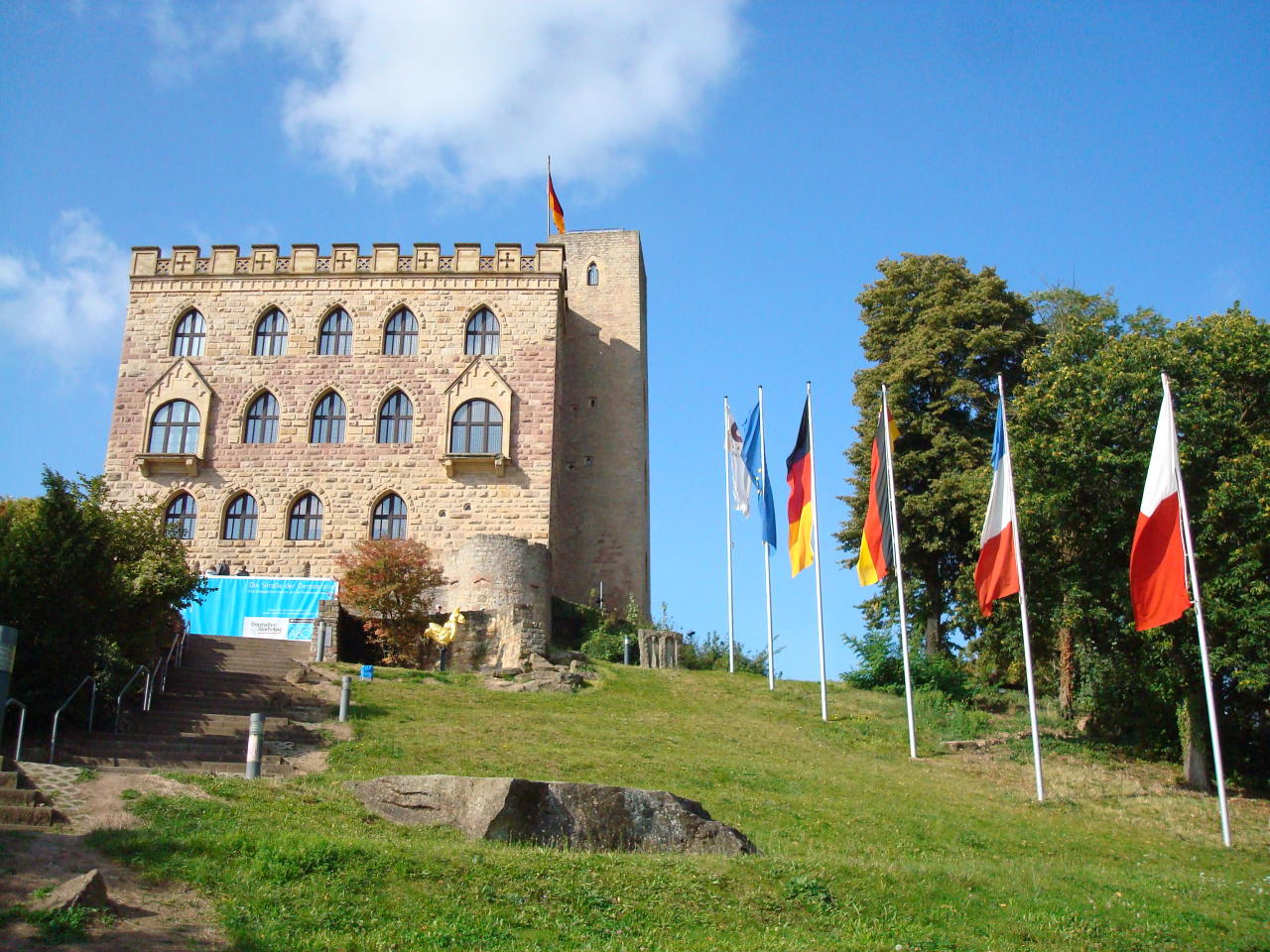
Hambacher Schloss
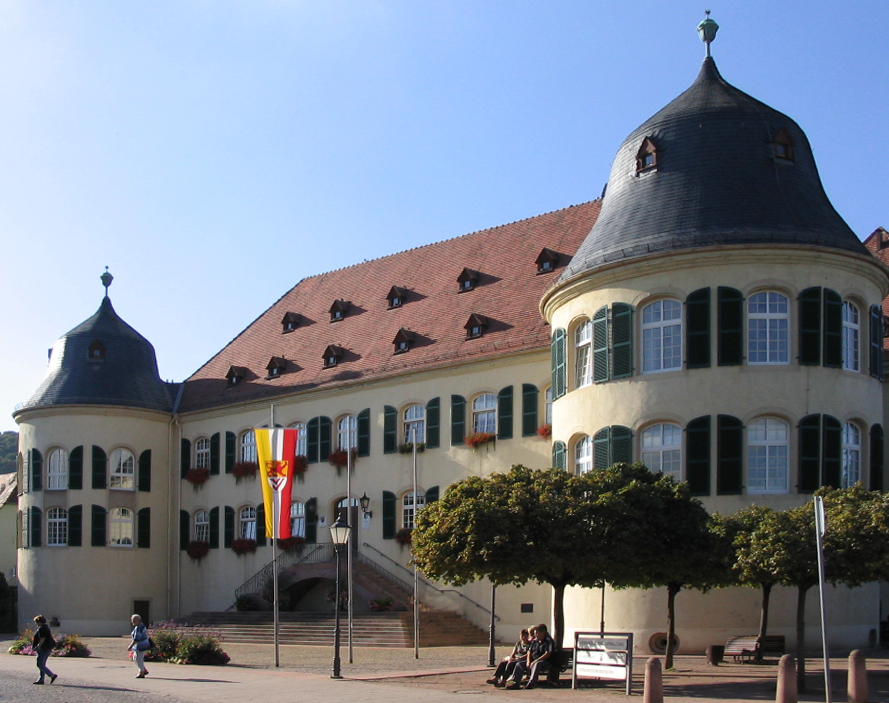
Schloss Bergzabern
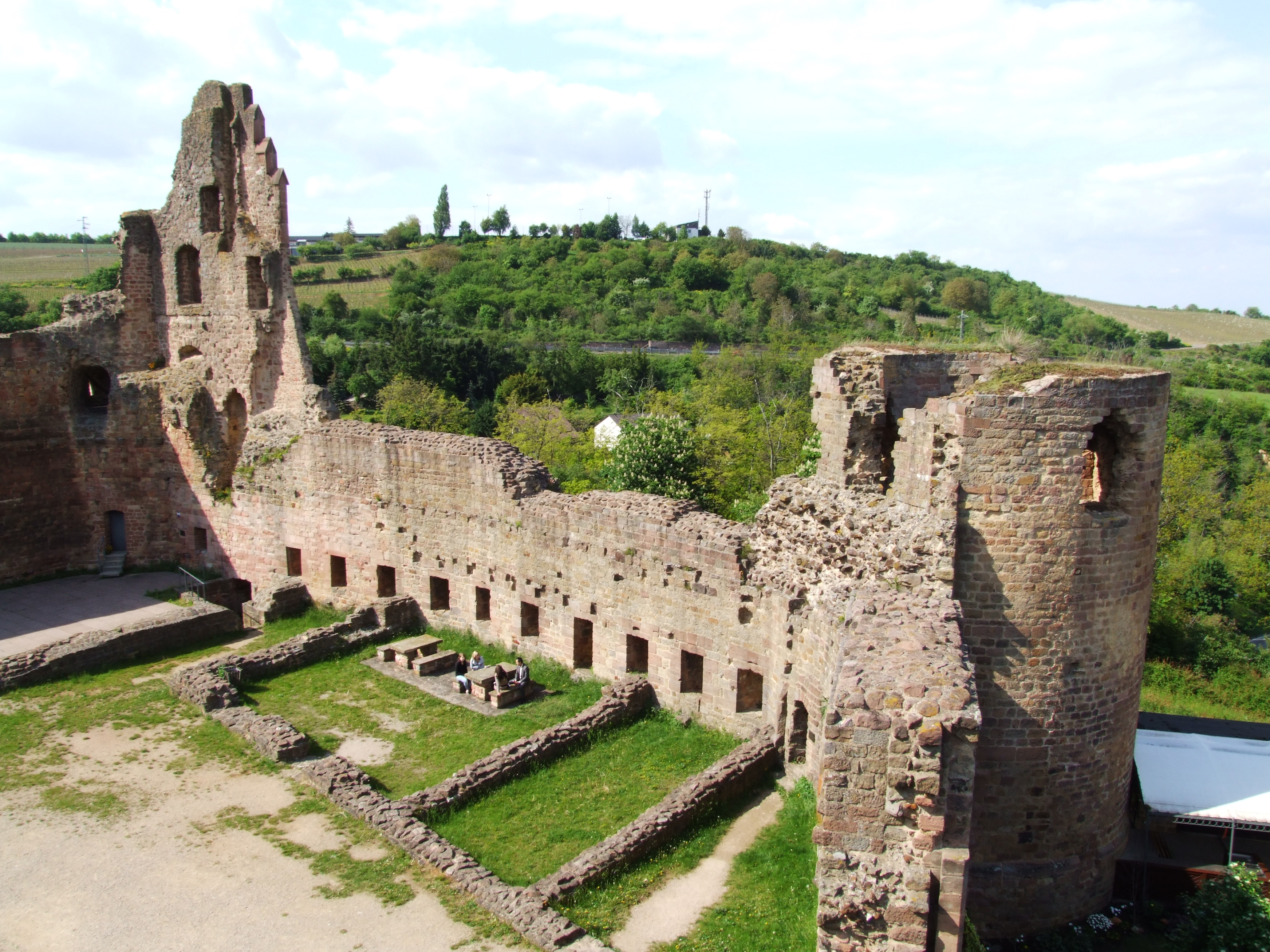
Burg Neuleiningen: Nordseite
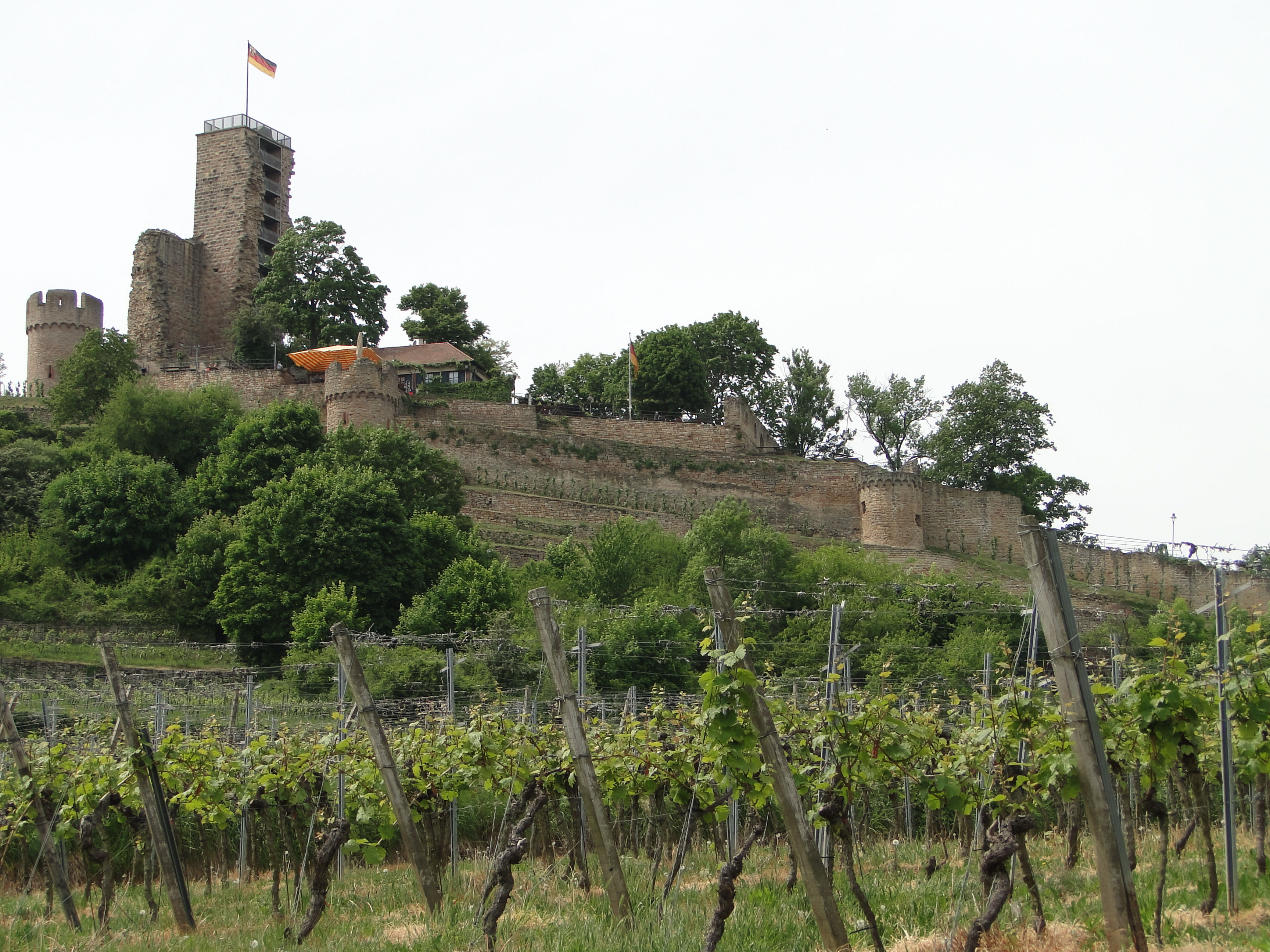
Wachtenburg

### UNESCO-Welterbe in Rheinland-Pfalz
Bislang wurden sieben rheinland-pfälzische Sehenswürdigkeiten bzw. Ensembles in die UNESCO-Liste des Welterbes aufgenommen:
- 1981: Der Speyerer Dom
- 1986: Die römischen Baudenkmäler sowie der Dom und die Liebfrauenkirche in Trier
- 2002: Die Kulturlandschaft Oberes Mittelrheintal zwischen Bingen und Koblenz
- 2005: Der 550 km lange Obergermanisch-Rätische Limes zwischen Rheinbrohl und Eining (länderübergreifend)
- 2021: Die Kurstadt Bad Ems als Teil des länderübergreifenden Welterbes Bedeutende Kurstädte Europas
- 2021: das Erbe der SchUM-Städte, der drei rheinischen jüdischen Zentren Schpira (Speyer), Warmaisa (Worms) und Magenza (Mainz)
- 2021: Der südlichste Abschnitt des Niedergermanischen Limes von Remagen bis zur Landesgrenze mit Nordrhein-Westfalen (länderübergreifend)

Rheinland-Pfalz hat im Sommer 2012 bei der Konferenz der Kultusminister für drei weitere Kulturerbe die Aufnahme in die deutsche Vorschlagsliste beantragt:
- die drei rheinischen Kaiserdome von Mainz, Speyer und Worms – der bestehende Welterbestatus für den Speyrer Dom soll auf das Gesamtensemble der drei Dome ausgeweitet werden (Bereits 1981 hatte der Internationale Rat für Denkmalpflege (ICOMOS) in seiner Stellungnahme für das Welterbe-Anerkennungsverfahren für den Speyerer Dom die drei Dome als „Hauptwerke der romanischen Baukunst in Deutschland“ bezeichnet).
- die Sayner Hütte in Bendorf.

## Bildung

### Schulen
Im bundesweiten Vergleich ist Rheinland-Pfalz seit 2016 jedes Jahr unter den drei Bundesländern, die je Schüler an allgemeinbildenden und beruflichen Schulen am wenigsten für Bildung ausgeben.

### Hochschulen

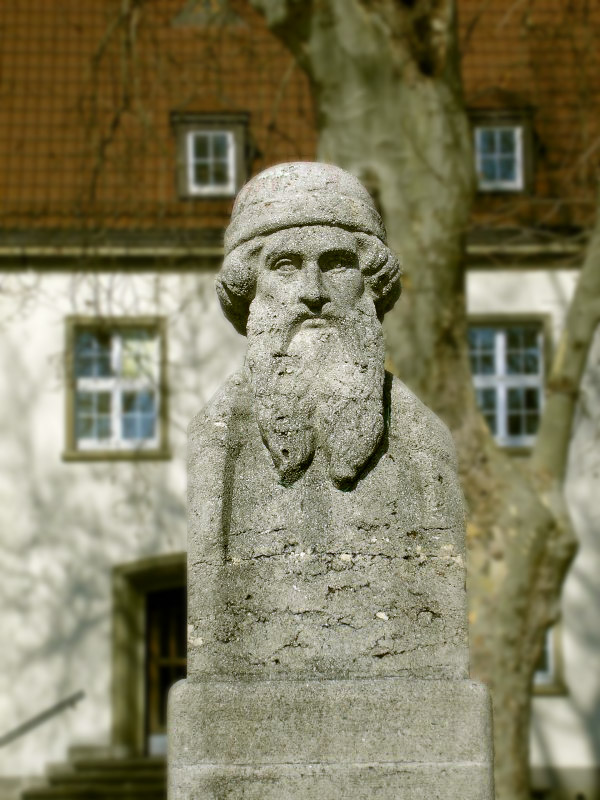
Die Gutenberg-Statue auf dem Campus (Forum) der Johannes-Gutenberg-Universität Mainz

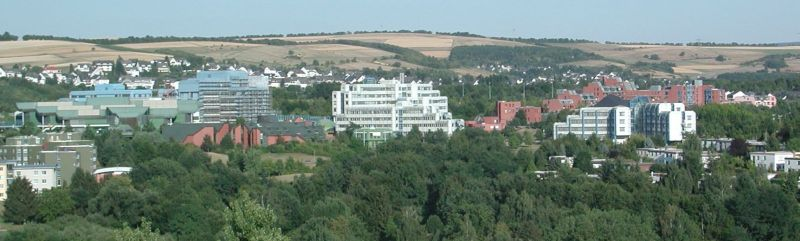
Universität Trier

Im Bildungsbericht der Initiative Neue Soziale Marktwirtschaft werden die Bildungssysteme der 16 deutschen Bundesländer anhand verschiedener Indikatoren verglichen. Beim Indikator „Forschungsorientierung“ lag Rheinland-Pfalz 2021 auf dem 15. Platz.
Zur Bildungslandschaft in Rheinland-Pfalz gehören sechs Universitäten, elf Fachhochschulen und die Deutsche Universität für Verwaltungswissenschaften Speyer.
- Deutsche Universität für Verwaltungswissenschaften Speyer
- Johannes Gutenberg-Universität Mainz
- Universität Koblenz
- Rheinland-Pfälzische Technische Universität Kaiserslautern-Landau – Standorte: Kaiserslautern, Landau
- Universität Trier
- Technische Hochschule Bingen
- Hochschule der Deutschen Bundesbank – Standort: Hachenburg
- Hochschule für Finanzen – Standort: Edenkoben
- Hochschule für öffentliche Verwaltung Rheinland-Pfalz – Standort: Mayen
- Hochschule der Polizei Rheinland-Pfalz – Standort: Hahn
- Hochschule Kaiserslautern – Standorte: Kaiserslautern I und II, Pirmasens und Zweibrücken
- Hochschule Koblenz – Studienorte: Koblenz, Höhr-Grenzhausen, Remagen
- Hochschule Ludwigshafen am Rhein (mit Ostasieninstitut)
- Hochschule Mainz
- Hochschule Trier – Standorte: Trier, Idar-Oberstein, Umwelt-Campus Birkenfeld
- Hochschule Worms
- Katholische Hochschule Mainz
- WHU – Otto Beisheim School of Management (ehemals: Wissenschaftliche Hochschule für Unternehmensführung), Vallendar bei Koblenz (private Universität)
- Vinzenz Pallotti University der Gesellschaft des Katholischen Apostolates (Pallottiner), Vallendar bei Koblenz (kirchliche Universität)

## Kultur
Als Bestandteil der Großregion nahm Rheinland-Pfalz am Programm Kulturhauptstadt Europas 2007 teil. Rheinland-Pfalz hat in Dijon, der Partnerstadt von Mainz, eine ständige kulturelle Vertretung, das Haus Rheinland-Pfalz, das den kulturellen und wirtschaftlichen Austausch zwischen Burgund und Rheinland-Pfalz fördert.

### Theater

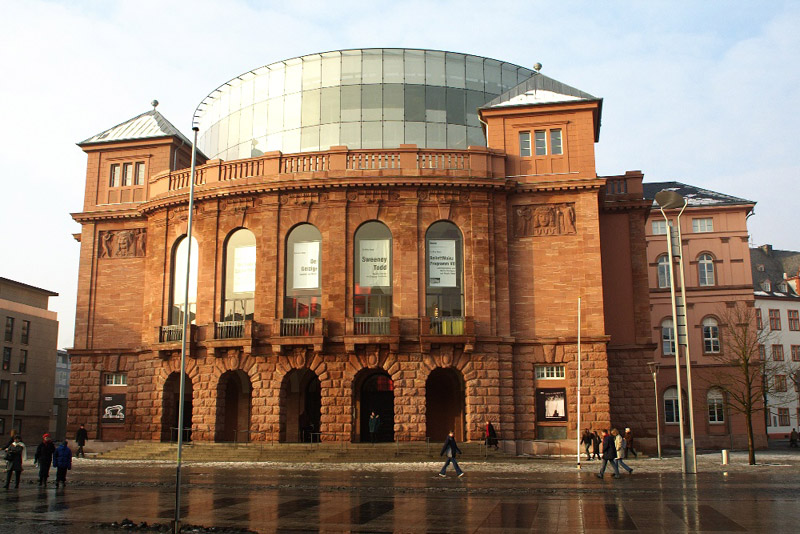
Staatstheater Mainz

In Rheinland-Pfalz gibt es fünf größere Theater. Im Einzelnen sind dies das Staatstheater Mainz und drei Stadttheater, nämlich das Theater im Pfalzbau Ludwigshafen, das Theater Koblenz und das Stadttheater Trier. Das Pfalztheater Kaiserslautern wird vom Bezirksverband Pfalz getragen und nimmt daher eine Sonderstellung zwischen dem Staatstheater des Landes und den Stadttheatern ein. Mit seinem Jahresetat von 18,2 Millionen Euro (2008) ist es finanziell besser ausgestattet, als die städtischen Bühnen des Landes oder das Staatstheater Saarbrücken im benachbarten Saarland. Daneben arbeiten viele mittelgroße und zahllose kleine Bühnen bis hin zum reinen Amateurtheater.

### Film
Im Jahr 2001 wurde mit FILMZ das erste Langfilmfestival in Rheinland-Pfalz ins Leben gerufen. Die zehntägige Veranstaltung findet alljährlich Anfang November in der Landeshauptstadt Mainz statt.
2005 erhielt auch die Stadt Ludwigshafen am Rhein ein eigenes Filmfestival, das aus einer Initiative des Internationalen Filmfestivals Mannheim-Heidelberg hervorging. Das Festival des deutschen Films wird allsommerlich auf der Ludwigshafener Parkinsel in zwei Kinozelten veranstaltet.
In Landau in der Pfalz findet seit 2001 das internationale Kurzfilmfestival La.Meko statt. In Simmern/Hunsrück widmen sich seit 2019 unter der Schirmherrschaft von Edgar Reitz die Heimat Europa Filmfestspiele dem modernen Heimatfilm. Das Hachenburger Filmfest des Neuen Deutschen Films fand 2009 zum dritten und letzten Mal statt.
Seit 2021 gibt es mit der Medienförderung RLP eine Filmförderung in Rheinland-Pfalz.

### Museen

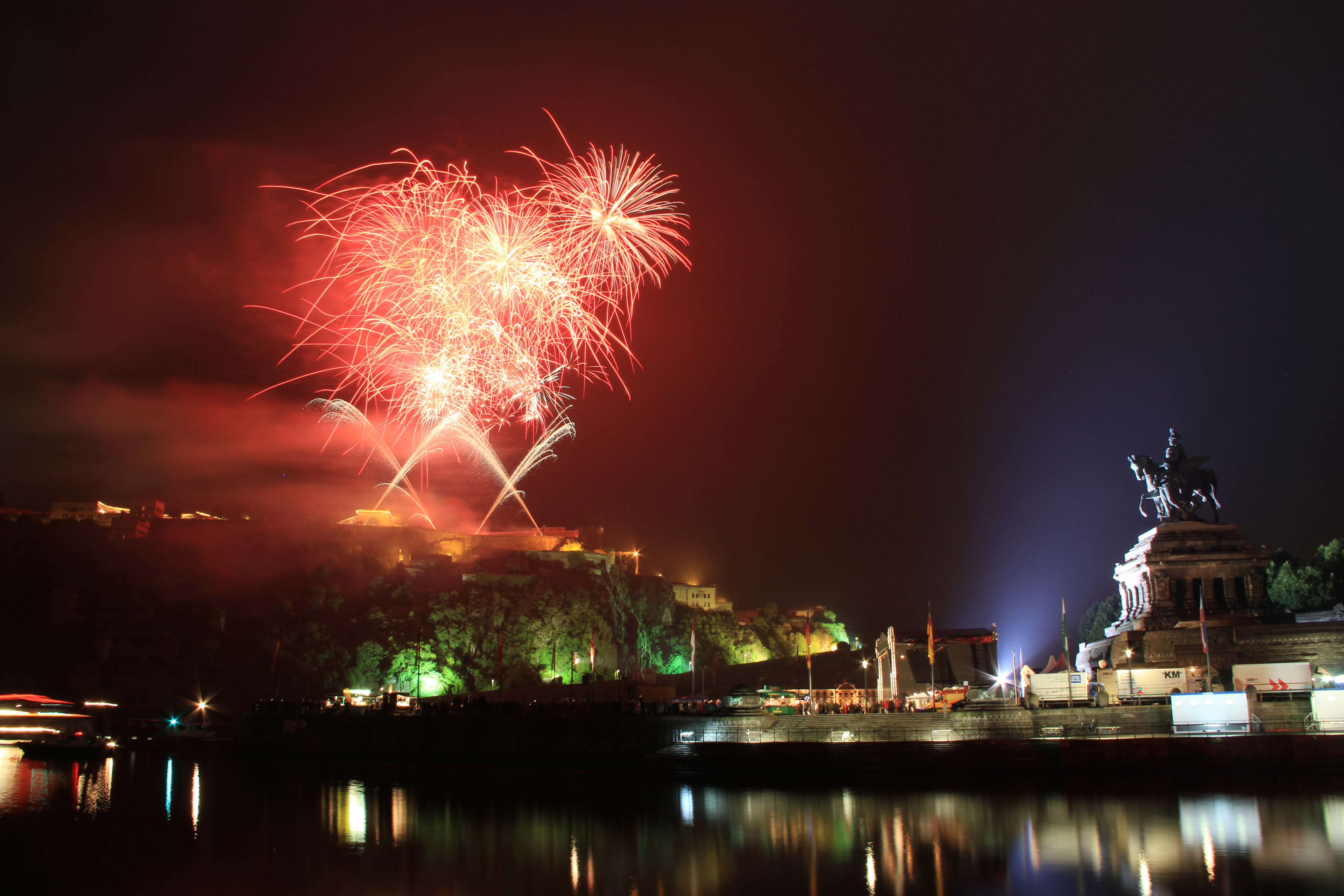
Rhein in Flammen 2011 in Koblenz

Die Landesmuseen von Rheinland-Pfalz befinden sich in Mainz, Trier und Koblenz. Das inklusive Vorgängerinstitutionen seit 1803 bestehende Landesmuseum Mainz, eines der ältesten Museen in Deutschland, beheimatet die bedeutendste kunst- und kulturgeschichtliche Sammlung des Landes, das Rheinische Landesmuseum in Trier zeigt in seinen Abteilungen die Kunst der Renaissance und des Barock sowie das römische Trier und das Landesmuseum Koblenz auf der Festung Ehrenbreitstein versteht sich als technisches Museum mit zusätzlichen Abteilungen zur Wirtschafts- und Sozialgeschichte der Region.
Weitere bedeutende Museen sind das Mittelrhein-Museum und die Wehrtechnische Studiensammlung in Koblenz; das Leibniz-Zentrum für Archäologie und Gutenberg-Museum in Mainz; das Historische Museum der Pfalz und das Technik Museum in Speyer sowie das Wilhelm-Hack-Museum in Ludwigshafen.
Die beiden großen Freilichtmuseen des Landes sind das Freilichtmuseum Roscheider Hof und das Rheinland-Pfälzische Freilichtmuseum Bad Sobernheim. Die Bergbaugeschichte des Landes wird derzeit (2009) in 14 Besucherbergwerken und mehreren montanhistorischen Freilichtmuseen dokumentiert.

### Veranstaltungen
- Der Kultursommer Rheinland-Pfalz bietet ein umfangreiches Kulturprogramm in den Monaten Mai bis Oktober.
- Mit dem Rheinland-Pfalz-Tag wird seit 1984 ein jährliches Landesfest veranstaltet.

Festspiele und Festivals:
- FILMZ – Festival des deutschen Kinos, Mainz
- Heimat Europa Filmfestspiele, Simmern/Hunsrück
- Nibelungenfestspiele, Worms
- Antikenfestspiele, Trier
- Altstadtfest Trier
- Rock am Ring, Nürburgring, eines der größten Rockfestivals in Europa
- Nature One Festival, Pydna (ehemalige Raketenbasis) bei Kastellaun
- Festspiele Ludwigshafen, Ludwigshafen am Rhein
- Festival des deutschen Films, Metropolregion Rhein-Neckar, Ludwigshafen am Rhein
- Burgfestspiele, Mayen
- Lukasmarkt, Mayen
- Wein- und Festspiele, Oppenheim
- Gaukler- und Kleinkunstfestival, Koblenz
- Dürkheimer Wurstmarkt, größtes Weinfest der Welt, Bad Dürkheim
- Karl-May-Festspiele, Mörschied
- Karl-May-Festspiele, Pluwig
- Donnersberger Literaturtage, Kirchheimbolanden, mit rlp-weitem Schreibwettbewerb für Schüler

Besonders im Rheinland zählt außerdem der Straßenkarneval zum traditionellen Brauchtum. Bedeutend ist die Mainzer Fastnacht mit dem größten Rosenmontagszug des Landes; aber auch in anderen Städten wird der Karneval gefeiert, so beispielsweise beim Trierer Karneval, Koblenzer Karneval oder in Ludwigshafen.
Am Mittelrhein findet jährlich an verschiedenen Orten das Feuerwerk Rhein in Flammen statt. Dabei fahren Personenschiffe im Konvoi den Rhein entlang und ermöglichen so einen Blick auf die von verschiedenen Burgen gezündeten Feuerwerke. Das größte Feuerwerksspektakel im Rahmen von Rhein in Flammen wird alljährlich am zweiten Samstag im August von der Festung Ehrenbreitstein in Koblenz abgeschossen und von hunderttausenden Zuschauern verfolgt.

### Gartenschau

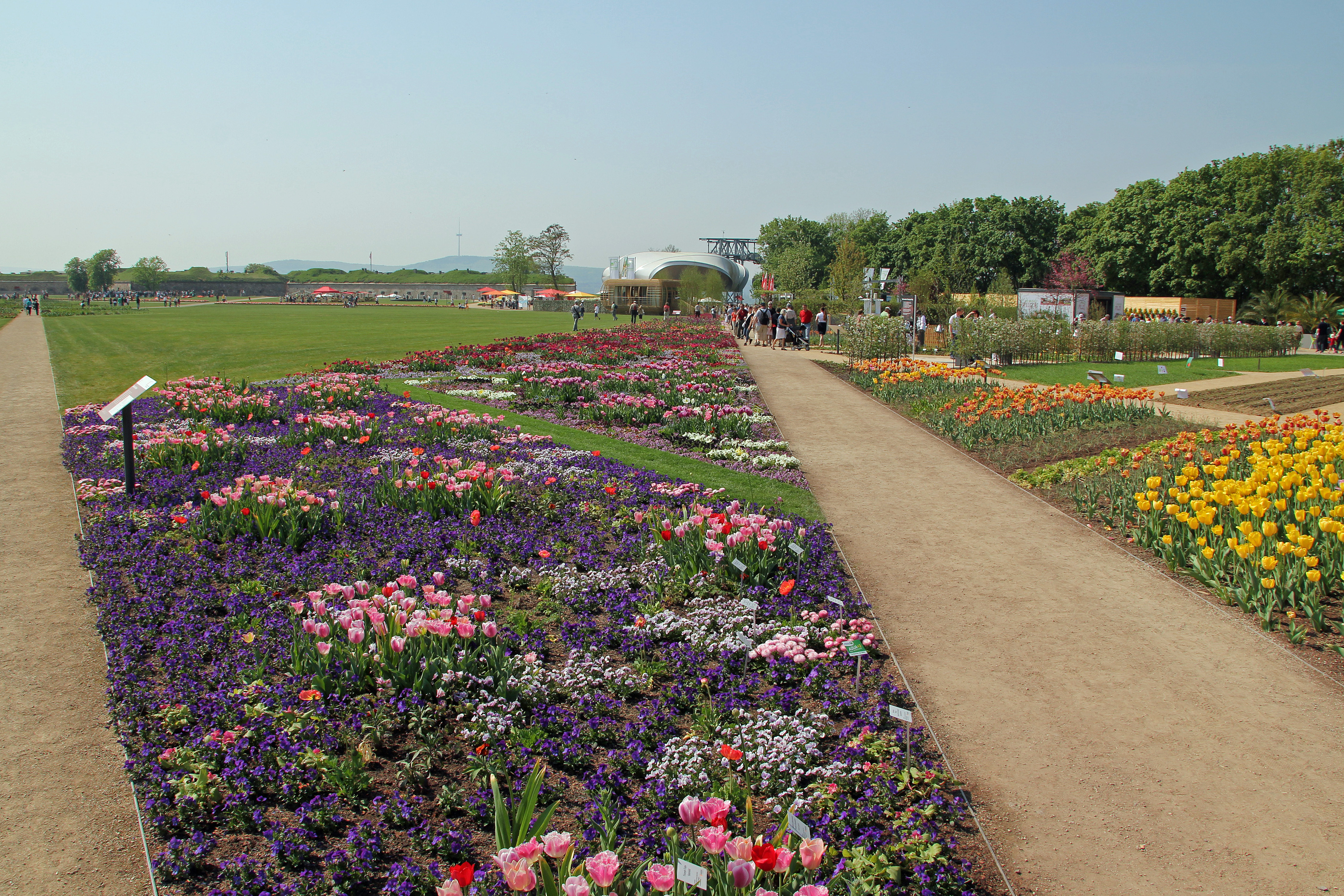
Bundesgartenschau 2011: Landschaftspark vor der Festung Ehrenbreitstein in Koblenz mit Blick auf die Bergstation der Rheinseilbahn

In der Stadt Koblenz fand die Bundesgartenschau 2011 statt, die erste Bundesgartenschau in Rheinland-Pfalz. Nach Verlautbarung der Landesregierung war sie die größte Veranstaltung in der Geschichte des Landes. Mit einer erreichten Besucherzahl von über 3,5 Millionen Menschen war sie die erfolgreichste Bundesgartenschau seit Einführung des elektronischen Zählsystems im Jahr 1997.
Die erste rheinland-pfälzische Landesgartenschau fand im Jahr 2000 in Kaiserslautern statt. Im Jahr 2004 wurde die Ausrichtung der Landesgartenschau durch die Stadt Trier übernommen, danach folgte 2008 die Stadt Bingen. Die folgende Landesgartenschau wurde im Jahr 2015 durch die Stadt Landau ausgerichtet. Diese sollte eigentlich bereits 2014 stattfinden, musste jedoch aufgrund mehrerer Bombenfunde auf dem Gelände verschoben werden. 2023 sollte die fünfte rheinland-pfälzische Landesgartenschau in Bad Neuenahr-Ahrweiler stattfinden. Nach der verheerenden Hochwasserkatastrophe im Juli 2021 wurde die Landesgartenschau abgesagt. Begründet wurde dies damit, dass die finanziellen und personellen Ressourcen für den Wiederaufbau der Stadt benötigt würden.
Für 2029 ist die Bundesgartenschau in der Kulturlandschaft Oberes Mittelrheintal geplant. Diese soll als „erste komplett digital erlebbare“ Gartenschau einen Meilenstein setzen.

### Parks

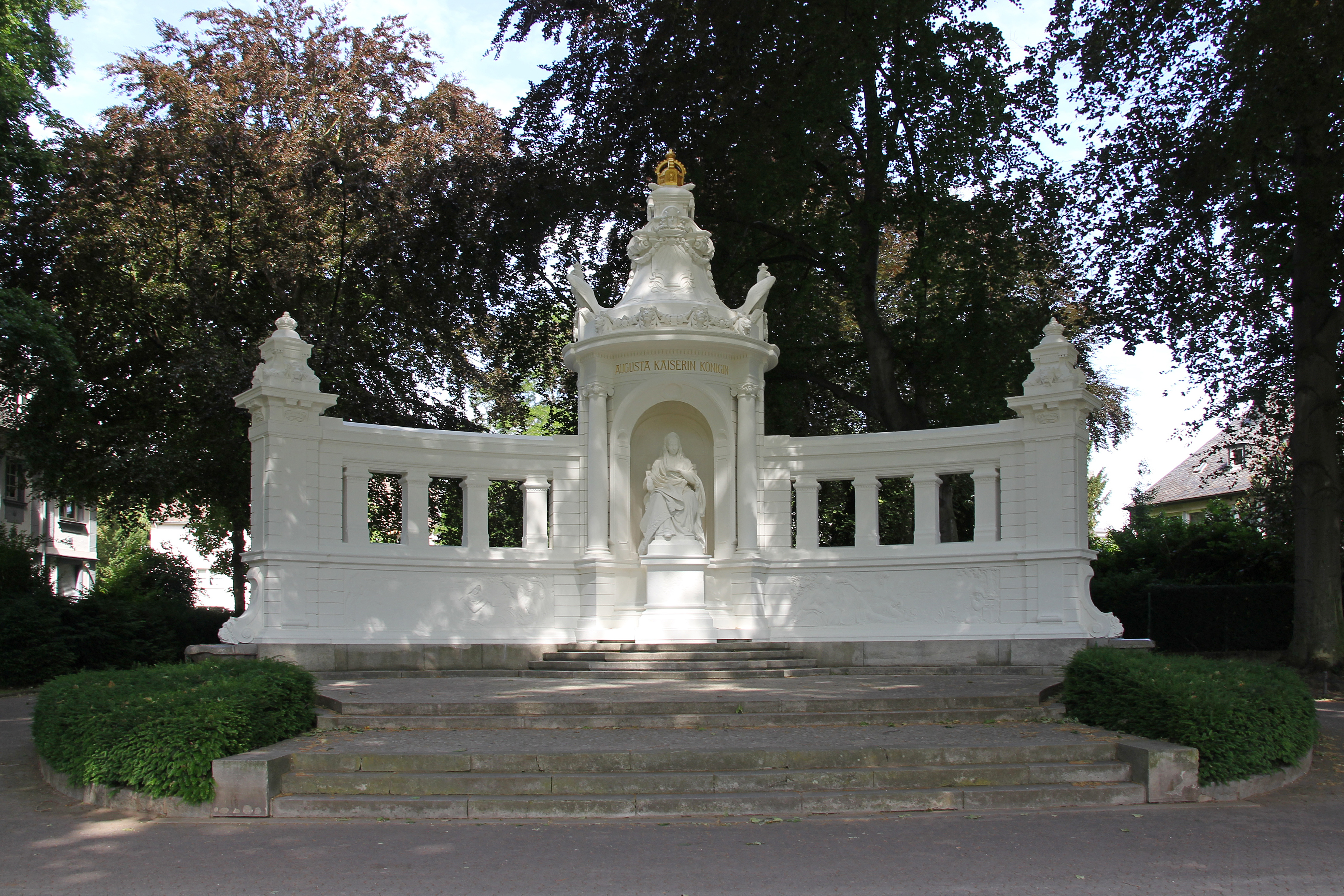
Das Kaiserin-Augusta-Denkmal in den Rheinanlagen von Koblenz

Die spätere deutsche Kaiserin Augusta ließ ab 1856 in Koblenz die Rheinanlagen als Park gestalten. Sie war auch Gönnerin des katholischen Pfarrers Kraus und unterstützte seine Bestrebungen, die heute nach ihm benannten Pfarrer-Kraus-Anlagen, eine Landschaftsbilderbibel, zu schaffen.
Mit dem Barfußpark bei Bad Sobernheim wurde 1992 eine neuartige und beliebte Freizeiteinrichtung entwickelt. Diese fand an vielen Orten des deutschsprachigen Raums Nachahmung.
In Rheinland-Pfalz befinden sich folgende Natur-, Freizeit- und Tierparks:
- Geopark Vulkanland Eifel
- Tiergarten Worms
- Zoo Kaiserslautern
- Zoo Landau in der Pfalz
- Zoo Neuwied
- Eifelpark in Gondorf
- Plopsaland Deutschland in Haßloch
- Kurpfalz-Park in Wachenheim
- Wild- und Freizeitpark Klotten in Klotten
- Wild- und Wanderpark Südliche Weinstraße in Silz
- Hochwildschutzpark Hunsrück in Rheinböllen
- Wildfreigehege Wildenburg bei Kempfeld
- Eifel-Zoo bei Lünebach, nahe Prüm
- Wildpark Rheingönheim, Ludwigshafen am Rhein
- Wildpark Daun an der Deutschen Wildstraße

### Küche
Die Küche in Rheinland-Pfalz wird durch die milden Temperaturen an Rhein und Mosel bestimmt. Wichtiger Exportartikel ist der Wein aus der Pfalz, aus Rheinhessen, vom Mittelrhein, aus dem Nahe- und dem Ahrtal sowie aus dem Weinbaugebiet Mosel. Bekannte Nahrungsmittel sind der Pfälzer Saumagen, Weck, Worscht un Woi, Lewwerknepp, Spundekäs und Handkäs (Mainzer Käse). Im gesamten nördlichen Landesteil, besonders aber um Idar-Oberstein, ist der Spießbraten verbreitet, im Birkenfelder Land gilt Kartoffelwurst (Grumbierewurscht) als Spezialität.
Im Hunsrück, aber auch darüber hinaus, werden gerne gefüllte Klöße (Kartoffelklöße je nach Region gefüllt mit Hackfleisch, Leberwurst o. ä.) gegessen.
Im Grenzgebiet zu Frankreich sind außerdem Gerichte wie Flammkuchen oder Zwiebelkuchen populär.
Im Norden von Rheinland-Pfalz sind Kröbbelsche (auch Kartoffelpuffer oder Reibekuchen genannt) und Döppekooche (Kartoffelbreiauflauf mit Mettwurst oder Speck) und auch rheinischer Sauerbraten beliebt.
In der Region Trier gibt es Terdisch (Sauerkraut mit Kartoffelstampf). Beliebt ist auch (vor allem in der Pfalz) die Kombination von Grumbeersupp unn Quetschekuche, also Kartoffelsuppe und Pflaumenkuchen.

### Weinhauptstadt Mainz/Rheinhessen
Seit Mai 2008 sind Mainz und Rheinhessen Mitglied im Great Wine Capitals Global Network (GWC), einem Zusammenschluss der bekanntesten Weinbaustädte weltweit. Neben Mainz befinden sich in diesem Verbund Städte und Regionen wie Bilbao: Rioja, Bordeaux: Bordeaux (Weinbaugebiet), Florenz: Toskana, Kapstadt: Cape-Winelands, Mendoza: Mendoza, Melbourne/Region Melbourne, Porto: Dourotal sowie San Francisco: Napa Valley.

### Orden, Ehrenzeichen und Ehrenbürgerschaft
Das Land Rheinland-Pfalz vergibt folgende Orden und Ehrenzeichen:
- Verdienstorden des Landes Rheinland-Pfalz
- Ehrenbürgerschaft des Landes Rheinland-Pfalz
- Verdienstmedaille des Landes Rheinland-Pfalz
- Ehrennadel des Landes Rheinland-Pfalz

Darüber hinaus werden in Rheinland-Pfalz verliehen:
- Carl-Zuckmayer-Medaille
- Justizrat (Ehrentitel für Juristen, keine Amtsbezeichnung)

## Politik

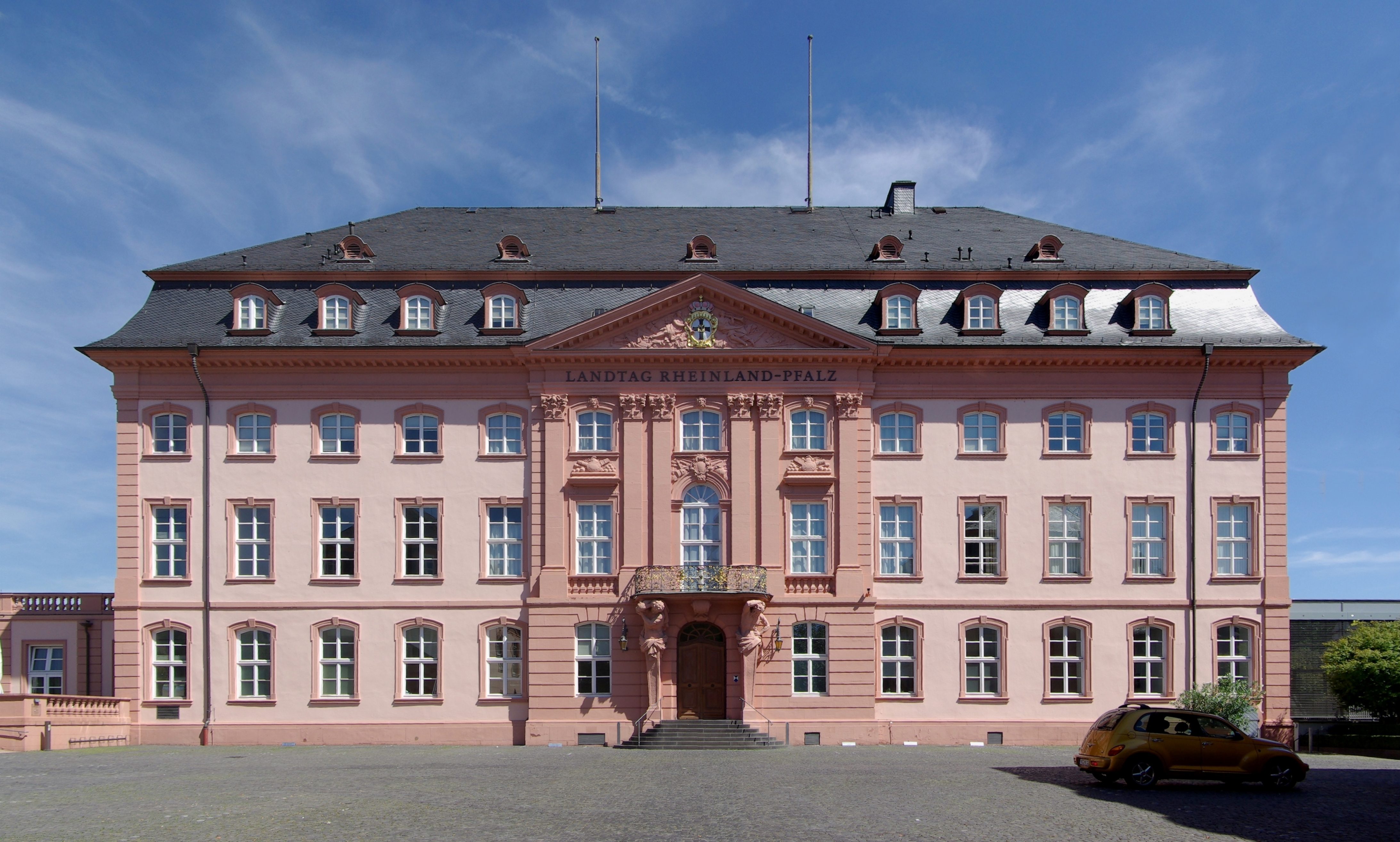
Der Landtag Rheinland-Pfalz in Mainz

Die CDU war bis zur Landtagswahl 1991 im strukturell eher ländlich-kleinstädtisch geprägten Rheinland-Pfalz die dominierende Partei. Sie stellte von der Gründung des Bundeslandes 1946 an immer den Ministerpräsidenten (Wilhelm Boden, Peter Altmeier, Helmut Kohl, Bernhard Vogel und Carl-Ludwig Wagner). Von 1971 bis 1987 regierte sie mit absoluter Mehrheit (Kabinette Kohl I, II und III, Vogel I, II, III und IV).
Die SPD Rheinland-Pfalz wurde bei der Landtagswahl 1991 erstmals stärkste Partei bei einer Landtagswahl in Rheinland-Pfalz; Rudolf Scharping wurde Ministerpräsident (rot-gelbes Kabinett Scharping). Als Faktoren für die Verluste der CDU galten die jahrelange Zerstrittenheit der rheinland-pfälzischen CDU und der Umstand, dass Bundeskanzler Helmut Kohl ein Wahlversprechen gebrochen hatte – er hatte im Wahlkampf vor der Bundestagswahl am 2. Dezember 1990 verkündet, die Wiedervereinigung solle ohne Steuererhöhungen finanziert werden.
Scharping wechselte nach der Bundestagswahl 1994 in die Bundespolitik; Kurt Beck wurde zum neuen Ministerpräsidenten gewählt. Die SPD wurde bei den Landtagswahlen 1991, 1996, 2001, 2006, 2011, 2016 und 2021 (mit immer mindestens 35,7 %) stärkste Partei; sie gewann sieben Landtagswahlen in Folge. Beck blieb bis Januar 2013 Ministerpräsident (er regierte von 2006 bis 2011 mit absoluter Mehrheit). Malu Dreyer (Kabinette I, II und III) regierte seit 2013 und trat Mitte 2024 aus gesundheitlichen Gründen zurück.
Alexander Schweitzer ist seit dem 10. Juli 2024 Ministerpräsident (Kabinett Schweitzer).
Die FDP wurde nur bei den Wahlen 1983 und 2011 nicht in den Landtag gewählt.
Sie war bis 2016 stets die drittstärkste Fraktion im Landtag. Sie war 2016 bis 2021 die viertstärkste Fraktion (hinter der AfD). Seit der Landtagswahl 2021 ist sie die fünftstärkste Fraktion (hinter Grünen und AfD).
Bündnis 90/Die Grünen hatte in Rheinland-Pfalz lange einen schweren Stand. 2001 schafften sie mit 5,2 Prozent den Einzug in den Landtag; 2006 erhielten sie 4,6 % und scheiterten an der Fünf-Prozent-Hürde. Die Landtagswahl 2011 fand am 27. März statt, 16 Tage nach dem Beginn der Nuklearkatastrophe von Fukushima. Die Grünen erhielten 15,4 Prozent der Stimmen; SPD und Grüne bildeten eine Koalition (→ Kabinett Beck V). Seitdem sind die Grünen an der Landesregierung beteiligt (Kabinett Dreyer II, Kabinett Dreyer III, Kabinett Schweitzer).
Die AfD schaffte bei der Landtagswahl 2016 mit 12,6 % aus dem Stand den Einzug in den Landtag Rheinland-Pfalz. Sie erhielt 2021 8,3 % der Wählerstimmen.
Die Freien Wähler schafften 2021 erstmals den Einzug in den Landtag Rheinland-Pfalz.
Die Linke Rheinland-Pfalz kam in Rheinland-Pfalz nie über 3 Prozent.

### Verfassung
Das Land Rheinland-Pfalz geht auf die Verordnung Nummer 57 der französischen Besatzungsmacht vom 30. August 1946 zurück. Diese ordnete die Bildung eines „rheinpfälzischen“ Landes an. Ein erster Verfassungsentwurf entstand „im Bewusstsein der Verantwortung vor Gott, dem Urgrund des Rechts und Schöpfer aller menschlichen Gemeinschaft, von dem Willen beseelt, die Freiheit und Würde des Menschen zu sichern, das Gemeinschaftsleben nach dem Grundsatz der sozialen Gerechtigkeit zu ordnen, den wirtschaftlichen Fortschritt aller zu fördern und ein neues demokratisches Deutschland als lebendiges Glied der Völkergemeinschaft zu formen“ in der sogenannten Beratenden Landesversammlung. Deren Mitglieder wurden von den rheinland-pfälzischen Kreis- und Gemeindeversammlungen bereits im November 1946 gewählt.
Die konstituierende Sitzung dieser Beratenden Landesversammlung fand am 22. November 1946 in Koblenz statt. Kurz darauf, am 4. Dezember 1946, wurde eine vorläufige Landesregierung unter Wilhelm Boden (CDU) gebildet. Nachdem die Landesverfassung durch Volksabstimmung am 18. Mai 1947 angenommen wurde, wählte man den bisherigen Landeschef Boden am 13. Juni zum ersten Ministerpräsidenten des neuen Landes. Am 9. Juli 1947 wurde Peter Altmeier (CDU) sein Nachfolger. Der 18. Mai ist Verfassungstag in Rheinland-Pfalz, an diesem Tag findet bevorzugt die Konstitution des Landtags statt.
Artikel 79 Absatz 1 der Landesverfassung sieht vor, dass der Landtag „das vom Volk gewählte oberste Organ der politischen Willensbildung“ ist. „Er vertritt das Volk, wählt den Ministerpräsidenten und bestätigt die Landesregierung, beschließt die Gesetze und den Landeshaushalt, kontrolliert die vollziehende Gewalt und wirkt an der Willensbildung des Landes mit in der Behandlung öffentlicher Angelegenheiten, in europapolitischen Fragen und nach Maßgabe von Vereinbarungen zwischen Landtag und Landesregierung.“
Das Land wird beim Bund durch einen Bevollmächtigten vertreten, dessen Sitz in der Vertretung des Landes Rheinland-Pfalz in Berlin ist.

### Landtagswahlen
- SPD: 39
- Grüne: 10
- FDP: 6
- CDU: 31
- FW: 6
- AfD: 9

Die Wahlen zum Landtag Rheinland-Pfalz finden alle fünf Jahre statt. Der Landtag umfasst 101 Mitglieder und hat seinen Sitz im Deutschhaus in Mainz. Bei den letzten Landtagswahlen zum 18. Landtag am 14. März 2021 blieb die SPD stärkste Kraft. Dabei zogen die Freien Wähler mit 5,4 Prozent der Stimmen erstmals in den Landtag ein. Der 18. Landtag konstituierte sich am 18. Mai 2021. Die nächste Wahl findet voraussichtlich 2026 statt.
| Jahr | SPD  | CDU  | AfD  | FDP  | Grüne | KPD | FW  | Sonstige |
| --- | ---- | ---- | ---- | ---- | ----- | --- | --- | -------- |
| 1947 | 34,3 | 47,2 | –    | 09,8 | –     | 8,7 | –   | –        |
| 1951 | 34,0 | 39,2 | –    | 16,7 | –     | 4,3 | –   | 5,8      |
| 1955 | 31,7 | 46,8 | –    | 12,7 | –     | 3,2 | –   | 5,6      |
| 1959 | 34,9 | 48,4 | –    | 09,7 | –     | –   | –   | 7,0      |
| 1963 | 40,7 | 44,4 | –    | 10,1 | –     | –   | –   | 4,8      |
| 1967 | 36,8 | 46,7 | –    | 08,3 | –     | –   | –   | 8,2      |
| 1971 | 40,5 | 50,0 | –    | 05,9 | –     | –   | –   | 3,5      |
| 1975 | 38,5 | 53,9 | –    | 05,6 | –     | –   | –   | 1,9      |
| 1979 | 42,3 | 50,1 | –    | 06,4 | –     | –   | –   | 1,2      |
| 1983 | 39,6 | 51,9 | –    | 03,5 | 04,5  | –   | –   | 0,5      |
| 1987 | 38,8 | 45,1 | –    | 07,3 | 05,9  | –   | –   | 2,9      |
| 1991 | 44,8 | 38,7 | –    | 06,9 | 06,4  | –   | –   | 3,2      |
| 1996 | 39,8 | 38,7 | –    | 08,9 | 06,9  | –   | –   | 5,7      |
| 2001 | 44,7 | 35,3 | –    | 07,8 | 05,2  | –   | 2,5 | 4,4      |
| 2006 | 45,6 | 32,8 | –    | 08,0 | 04,6  | –   | 1,6 | 4,8      |
| 2011 | 35,7 | 35,2 | –    | 04,2 | 15,4  | –   | 2,3 | 4,1      |
| 2016 | 36,2 | 31,8 | 12,6 | 06,2 | 05,3  | –   | 2,2 | 5,6      |
| 2021 | 35,7 | 27,7 | 8,3  | 05,5 | 09,3  | –   | 5,4 | 8,2      |
| Erläuterungen: - Ab 1991 Landesstimmen. - Farbig unterlegte Inhalte stellen die nach der Wahl die Regierung bildenden Parteien dar. |      |      |      |      |       |     |     |          |

### Ministerpräsidenten

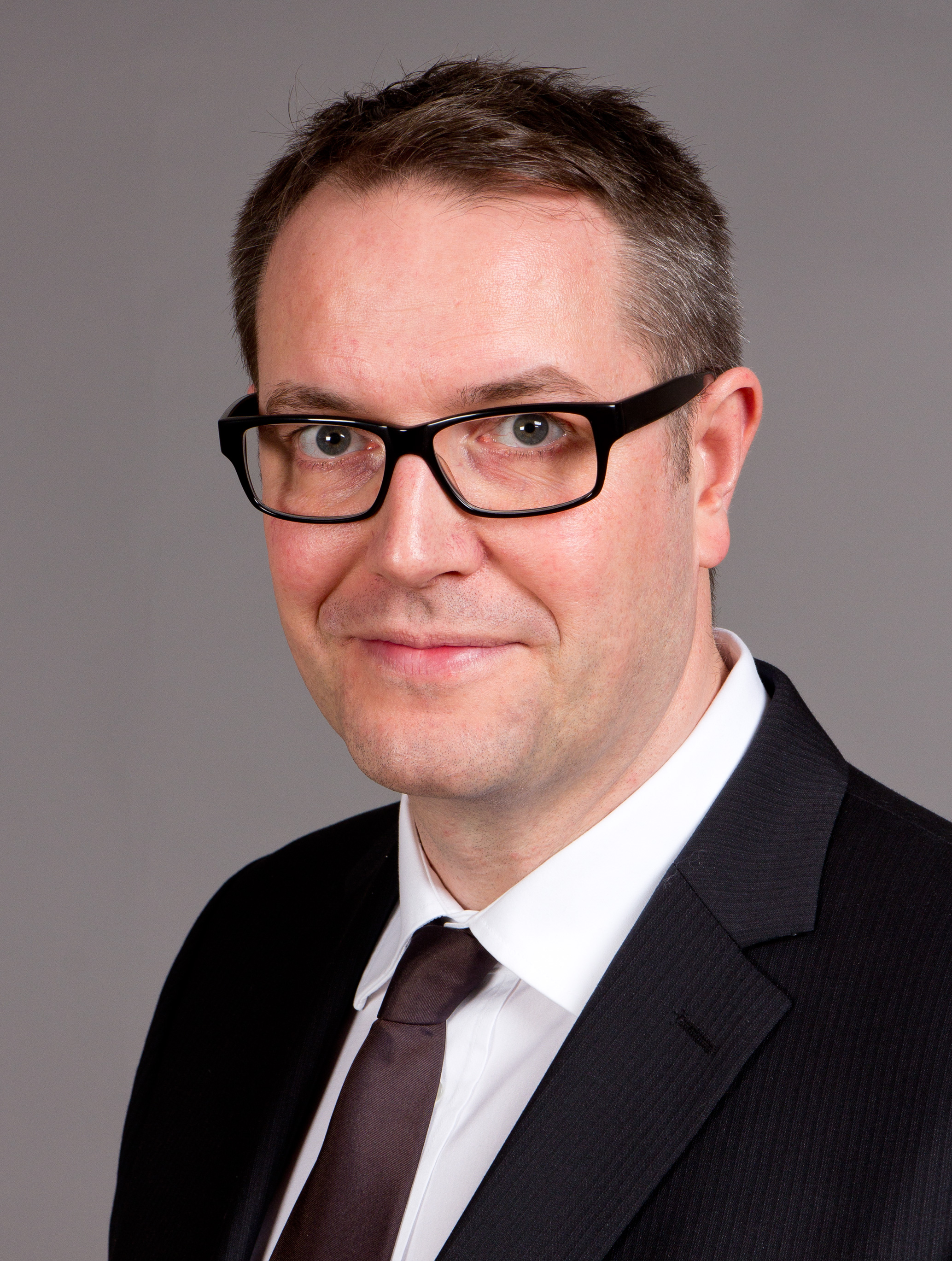
Ministerpräsident
Alexander Schweitzer (SPD)

|  | Nr. | Name                 | Lebensdaten | Partei | Beginn der Amtszeit | Ende der Amtszeit |
|  | --- | -------------------- | ----------- | ------ | ------------------- | ----------------- |
|  | 1   | Wilhelm Boden        | 1890–1961   | CDU    | 1. Dezember 1946    | 9. Juli 1947      |
|  | 2   | Peter Altmeier       | 1899–1977   | CDU    | 9. Juli 1947        | 19. Mai 1969      |
|  | 3   | Helmut Kohl          | 1930–2017   | CDU    | 19. Mai 1969        | 2. Dezember 1976  |
|  | 4   | Bernhard Vogel       | 1932–2025   | CDU    | 2. Dezember 1976    | 2. Dezember 1988  |
|  | 5   | Carl-Ludwig Wagner   | 1930–2012   | CDU    | 8. Dezember 1988    | 21. Mai 1991      |
|  | 6   | Rudolf Scharping     | * 1947      | SPD    | 21. Mai 1991        | 26. Oktober 1994  |
|  | 7   | Kurt Beck            | * 1949      | SPD    | 26. Oktober 1994    | 16. Januar 2013   |
|  | 8   | Malu Dreyer          | * 1961      | SPD    | 16. Januar 2013     | 10. Juli 2024     |
|  | 9   | Alexander Schweitzer | * 1973      | SPD    | 10. Juli 2024       | im Amt            |

### Oberste Landesbehörden

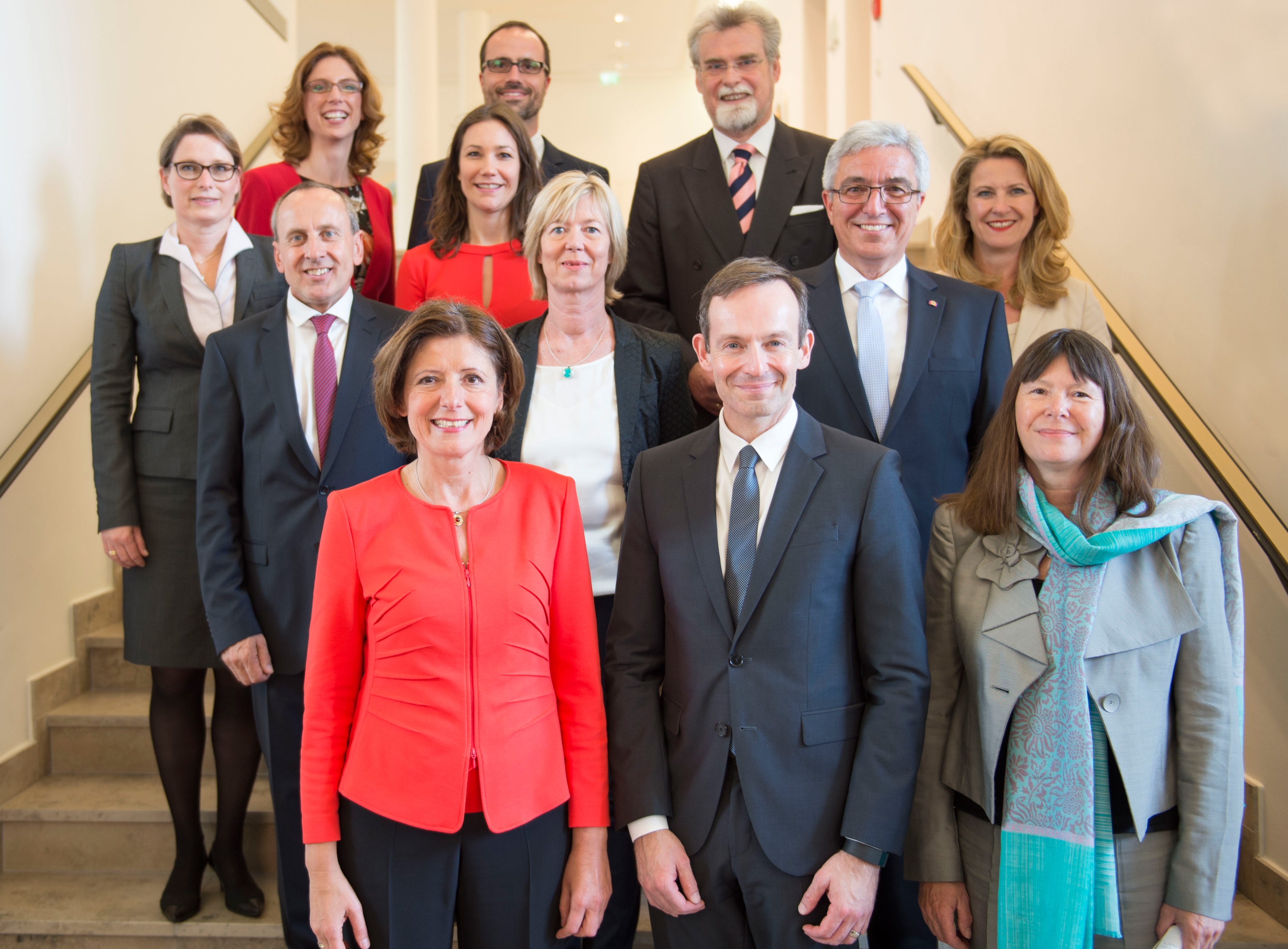
Die Minister nach der Überreichung der Ernennungsurkunden am 18. Mai 2016 in der Staatskanzlei

Die Staatskanzlei (als Behörde des Regierungschefs) und die Ministerien des Landes Rheinland-Pfalz sind die Verwaltungsorgane der Landesregierung, die vom Landesparlament bestellt wird. Sie werden von den Ministern im Rahmen der Richtlinienkompetenz des Ministerpräsidenten geleitet. Ihre Geschäftsbereiche werden durch Anordnung festgelegt.

### Hoheitszeichen
Die Landesflagge besteht aus der deutschen Trikolore, der bis zur Hälfte des roten Querstreifens in der oberen Ecke an der Stange das rheinland-pfälzische Landeswappen aufgelegt ist. Dieses wiederum besteht aus dem Pfälzer Löwen, dem Kreuz des Erzbistums und Kurfürstentums Trier sowie dem Mainzer Rad und erinnert damit an die bis 1801 existierenden Kurfürstentümer Trier, Mainz und Pfalz im Heiligen Römischen Reich Deutscher Nation. Der gesamte Wappenschild ist als Sinnbild der Volkssouveränität von einer goldenen Volkskrone fünf stilisierter Weinblätter überhöht.

Landeswappen
Landesflagge
Großes Landessiegel
Logo

Das Kfz-Kennzeichen des Landtags Rheinland-Pfalz, der Landesministerien sowie der Polizei Rheinland-Pfalz lautet RPL.

## Verwaltungsgliederung
Rheinland-Pfalz ist in 24 Landkreise, 12 kreisfreie Städte, 29 verbandsfreie Städte und Gemeinden (davon acht große kreisangehörige Städte) sowie 129 Verbandsgemeinden, denen 97 verbandsangehörige Städte und 2162 Ortsgemeinden angehören, untergliedert. Am 31. Dezember 2020 gab es in den Landkreisen des Landes 3.027.869 Einwohner und in den zwölf kreisfreien Städten 1.070.522.
Als einziger höherer Kommunalverband existiert in der ehemals bayerischen Pfalz der Bezirksverband Pfalz, der auf Druck der ehemaligen Besatzungsmacht Frankreich in der Landesverfassung verankert wurde. Das politische Gremium dieser Gebietskörperschaft ist der Bezirkstag Pfalz.
Siehe auch:
- Liste der Landkreise und kreisfreien Städte in Rheinland-Pfalz
- Liste der Städte und Gemeinden in Rheinland-Pfalz
- Liste der Verbandsfreien Gemeinden und der Verbandsgemeinden in Rheinland-Pfalz
- Liste der Ortsteile in Rheinland-Pfalz
- Liste der Gemarkungen in Rheinland-Pfalz

### Landkreise
(Auflistung mit Kfz-Kennzeichen)
| - Ahrweiler (AW) - Altenkirchen (Westerwald) (AK) - Alzey-Worms (AZ) - Bad Dürkheim (DÜW) - Bad Kreuznach (KH) - Bernkastel-Wittlich (WIL, BKS) - Birkenfeld (BIR) - Cochem-Zell (COC, ZEL) - Donnersbergkreis (KIB, ROK) - Eifelkreis Bitburg-Prüm (BIT, PRÜ) - Germersheim (GER) - Kaiserslautern (KL) | - Kusel (KUS) - Mainz-Bingen (MZ, BIN) - Mayen-Koblenz (MYK, MY) - Neuwied (NR) - Rhein-Hunsrück-Kreis (SIM, GOA) - Rhein-Lahn-Kreis (EMS, DIZ, GOH) - Rhein-Pfalz-Kreis (RP) - Südliche Weinstraße (SÜW) - Südwestpfalz (PS, ZW) - Trier-Saarburg (TR, SAB) - Vulkaneifel (DAU) - Westerwaldkreis (WW) |

### Kreisfreie Städte
(Auflistung mit Kfz-Kennzeichen)
| - Frankenthal (Pfalz) (FT) - Kaiserslautern (KL) - Koblenz (KO) - Landau in der Pfalz (LD) - Ludwigshafen am Rhein (LU) - Mainz (MZ) | - Neustadt an der Weinstraße (NW) - Pirmasens (PS) - Speyer (SP) - Trier (TR) - Worms (WO) - Zweibrücken (ZW) |

### Große kreisangehörige Städte
(Auflistung mit Kfz-Kennzeichen)
| - Andernach, Landkreis Mayen-Koblenz (MYK, MY) - Bad Kreuznach, Landkreis Bad Kreuznach (KH) - Bingen am Rhein, Landkreis Mainz-Bingen (MZ, BIN) - Idar-Oberstein, Landkreis Birkenfeld (BIR) | - Ingelheim am Rhein, Landkreis Mainz-Bingen (MZ, BIN) - Lahnstein, Rhein-Lahn-Kreis (EMS, DIZ, GOH) - Mayen, Landkreis Mayen-Koblenz (MYK, MY) - Neuwied, Landkreis Neuwied (NR) |

### Ehemalige Regierungsbezirke
Rheinland-Pfalz bestand von 1946 bis 1968 aus fünf, danach bis 1999 aus drei Regierungsbezirken:
- Koblenz (bis 1999)
- Montabaur (bis 1968), später Regierungsbezirk Koblenz
- Pfalz (bis 1968), später Regierungsbezirk Rheinhessen-Pfalz
- Rheinhessen (bis 1968), später Regierungsbezirk Rheinhessen-Pfalz
- Rheinhessen-Pfalz (1968–1999)
- Trier (bis 1999)

Zum 1. Januar 2000 wurden die drei verbliebenen Bezirksregierungen von Koblenz, Trier und Rheinhessen-Pfalz in neue Strukturen überführt, deren Zuständigkeiten nicht mehr regional, sondern funktional bestimmt sind und sich teilweise auf das ganze Land erstrecken, die Aufsichts- und Dienstleistungsdirektion (ADD) in Trier und zwei Struktur- und Genehmigungsdirektionen (siehe nächster Absatz). Dennoch existieren die Grenzen der ehemaligen Regierungsbezirke für die NUTS-2-Regionen weiter.

## Landesbehörden und Gerichte

### Landesbehörden und Landesbetriebe
- Aufsichts- und Dienstleistungsdirektion, Trier
- Der Landesbeauftragte für den Datenschutz und die Informationsfreiheit Rheinland-Pfalz, Mainz
- Struktur- und Genehmigungsdirektion Nord, Koblenz
- Struktur- und Genehmigungsdirektion Süd, Neustadt an der Weinstraße
- Generaldirektion Kulturelles Erbe Rheinland-Pfalz
- Landesuntersuchungsamt mit Standorten in Koblenz, Landau, Mainz, Speyer und Trier[34]
- Landesamt für Geologie und Bergbau, Mainz
- Landesamt für Umwelt, Mainz
- Landesamt für Vermessung und Geobasisinformation Rheinland-Pfalz, Koblenz
- Landesbetrieb Daten und Information
- Landesbetrieb Liegenschafts- und Baubetreuung
- Landesbetrieb Mobilität Rheinland-Pfalz
- Landesbibliothekszentrum Rheinland-Pfalz
- Landesforstverwaltung
- Landesarchivverwaltung Rheinland-Pfalz
  - Landeshauptarchiv Koblenz
  - Landesarchiv Speyer
- Pädagogisches Landesinstitut
- Rechnungshof Rheinland-Pfalz
- Landeskriminalamt Rheinland-Pfalz
- Polizei Rheinland-Pfalz
- Universitätsmedizin der Johannes Gutenberg-Universität Mainz
- Landeskrankenhaus Rheinland-Pfalz
- Statistisches Landesamt Rheinland-Pfalz, Bad Ems
- Landesamt für Steuern Rheinland-Pfalz[35]
- Landeszentrale für Umweltaufklärung Rheinland-Pfalz (LZU)[36]
- Landesamt für Soziales, Jugend und Versorgung, Mainz/Koblenz[37]
- Feuerwehr- und Katastrophenschutzschule Rheinland-Pfalz

### Gerichte
- Verfassungsgerichtshof Rheinland-Pfalz in Koblenz
- Landesarbeitsgericht Rheinland-Pfalz in Mainz
- Arbeitsgerichte in Kaiserslautern, Koblenz, Ludwigshafen, Mainz und Trier
- Landessozialgericht Rheinland-Pfalz in Mainz
- Sozialgerichte in Koblenz, Mainz, Speyer und Trier
- Finanzgericht Rheinland-Pfalz in Neustadt an der Weinstraße
- Oberlandesgericht Koblenz
- Landgerichte in Bad Kreuznach, Koblenz, Mainz, und Trier
- Pfälzisches Oberlandesgericht Zweibrücken
- Landgerichte in Frankenthal (Pfalz), Kaiserslautern, Landau in der Pfalz, und Zweibrücken
- Oberverwaltungsgericht Rheinland-Pfalz in Koblenz
- Verwaltungsgerichte in Koblenz, Mainz, Neustadt an der Weinstraße und Trier

## Partnerschaften

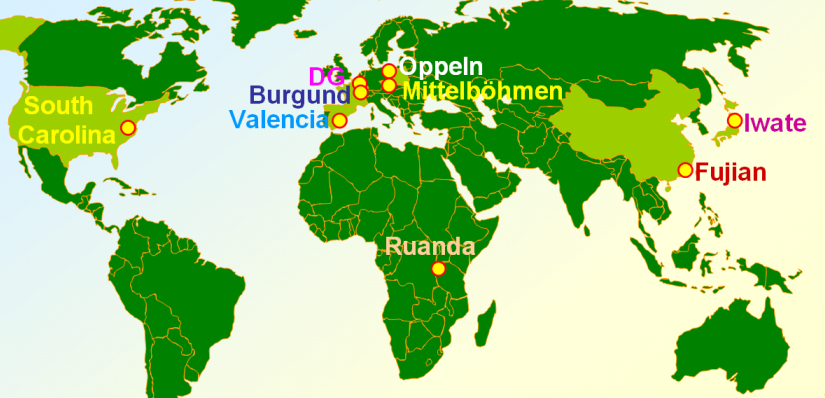
Weltweite Partnerschaften (ausgenommen Valencia)

Rheinland-Pfalz unterhält Partnerschaften mit:
- Thüringen im Projekt Länderpartnerschaft Ost-West ab 1990,
- Burgund-Franche-Comté in Frankreich,
- der polnischen Woiwodschaft Opole,
- der Deutschsprachigen Gemeinschaft Belgiens,
- der Mittelböhmischen Region in Tschechien,
- der Republik Ruanda in Ostafrika,
- dem US-Bundesstaat South Carolina,
- der chinesischen Provinz Fujian

sowie freundschaftliche Beziehungen mit
- der japanischen Präfektur Iwate.

Seit 1982 besteht eine Partnerschaft zwischen Rheinland-Pfalz und Ruanda. Eine solche Partnerschaft zwischen einem deutschen Land und einem Entwicklungsland gab es bis dahin noch nicht. Der Großteil der entwicklungspolitischen Zusammenarbeit des Landes Rheinland-Pfalz konzentriert sich folglich auch auf das kleine ostafrikanische Land.
So wurde zu diesem Zweck der Verein Partnerschaft Rheinland-Pfalz-Ruanda e. V. gegründet. Außerdem wird das zuständige Referat „Entwicklungszusammenarbeit“ im rheinland-pfälzischen Innenministerium auch schlicht als „Ruandareferat“ bezeichnet. Jedoch sind es insbesondere die Projekte im Kleinen, die die Partnerschaft ausmachen. So engagieren sich regelmäßig Schulen und andere Einrichtungen in Rheinland-Pfalz an Projekten mit Bezug zum Partnerland. Es gibt ein eigenes Koordinierungsbüro in Kigali, der Hauptstadt Ruandas, in der rheinland-pfälzische Mitarbeiter die Durchführung der diversen Projekte übersehen und sich um den kulturellen Austausch kümmern.
Seit 1997 verbindet Rheinland-Pfalz und den US-amerikanischen Bundesstaat South Carolina eine offizielle Regionalpartnerschaft. Anfänglich wurden sog. Transatlantische Konferenzen auf Fachebene ausgetragen. Heute konzentrieren sich die Aktivitäten eher auf den zivilgesellschaftlichen sowie den Bildungsbereich. So bestehen verschiedene Universitätsaustausche sowie Projekte im Bereich Schule und Sport. Die Atlantische Akademie in Kaiserslautern bietet regelmäßig landeskundliche Schülerworkshops zum Partnerstaat an. Das Online-Projekt Transatlantic Partners, das von der Multimediainitiative der Landesregierung rlpinform getragen und im Rahmen einer studentischen Arbeitsgemeinschaft an der Universität Koblenz-Landau (Campus Landau) sowie einer Partnerredaktion an der Francis Marion University in Florence, SC organisiert wird, dokumentiert die Partnerschaft und bietet vielfältige Informationen sowie Austauschmöglichkeiten.

## Bevölkerung

### Bevölkerungsentwicklung
Die Bevölkerungsentwicklung auf dem Gebiet des heutigen Rheinland-Pfalz seit 1815:
| Rheinland-Pfalz: Einwohnerzahlen von 1815 bis 2024 | Rheinland-Pfalz: Einwohnerzahlen von 1815 bis 2024 | Rheinland-Pfalz: Einwohnerzahlen von 1815 bis 2024 | Rheinland-Pfalz: Einwohnerzahlen von 1815 bis 2024 | Rheinland-Pfalz: Einwohnerzahlen von 1815 bis 2024 |
| -------------------------------------------------- | -------------------------------------------------- | -------------------------------------------------- | -------------------------------------------------- | -------------------------------------------------- |
| Jahr                                               |                                                    |                                                    |                                                    | Einwohner                                          |
| 1815                                               | 1815                                               |                                                    | 1.202.412                                          | 1.202.412                                          |
| 1835                                               | 1835                                               |                                                    | 1.614.684                                          | 1.614.684                                          |
| 1871                                               | 1871                                               |                                                    | 1.832.388                                          | 1.832.388                                          |
| 1905                                               | 1905                                               |                                                    | 2.434.505                                          | 2.434.505                                          |
| 1939                                               | 1939                                               |                                                    | 2.959.994                                          | 2.959.994                                          |
| 1950                                               | 1950                                               |                                                    | 3.004.784                                          | 3.004.784                                          |
| 1961                                               | 1961                                               |                                                    | 3.417.116                                          | 3.417.116                                          |
| 1965                                               | 1965                                               |                                                    | 3.581.993                                          | 3.581.993                                          |
| 1970                                               | 1970                                               |                                                    | 3.645.437                                          | 3.645.437                                          |
| 1975                                               | 1975                                               |                                                    | 3.665.777                                          | 3.665.777                                          |
| 1980                                               | 1980                                               |                                                    | 3.642.482                                          | 3.642.482                                          |
| 1985                                               | 1985                                               |                                                    | 3.615.049                                          | 3.615.049                                          |
| 1990                                               | 1990                                               |                                                    | 3.763.510                                          | 3.763.510                                          |
| 1995                                               | 1995                                               |                                                    | 3.977.919                                          | 3.977.919                                          |
| 2000                                               | 2000                                               |                                                    | 4.034.557                                          | 4.034.557                                          |
| 2005                                               | 2005                                               |                                                    | 4.058.843                                          | 4.058.843                                          |
| 2010                                               | 2010                                               |                                                    | 4.003.745                                          | 4.003.745                                          |
| 2015                                               | 2015                                               |                                                    | 4.052.803                                          | 4.052.803                                          |
| 2020                                               | 2020                                               |                                                    | 4.098.391                                          | 4.098.391                                          |
| 2024                                               | 2024                                               |                                                    | 4.129.569                                          | 4.129.569                                          |
|                                                    |                                                    |                                                    |                                                    |                                                    |

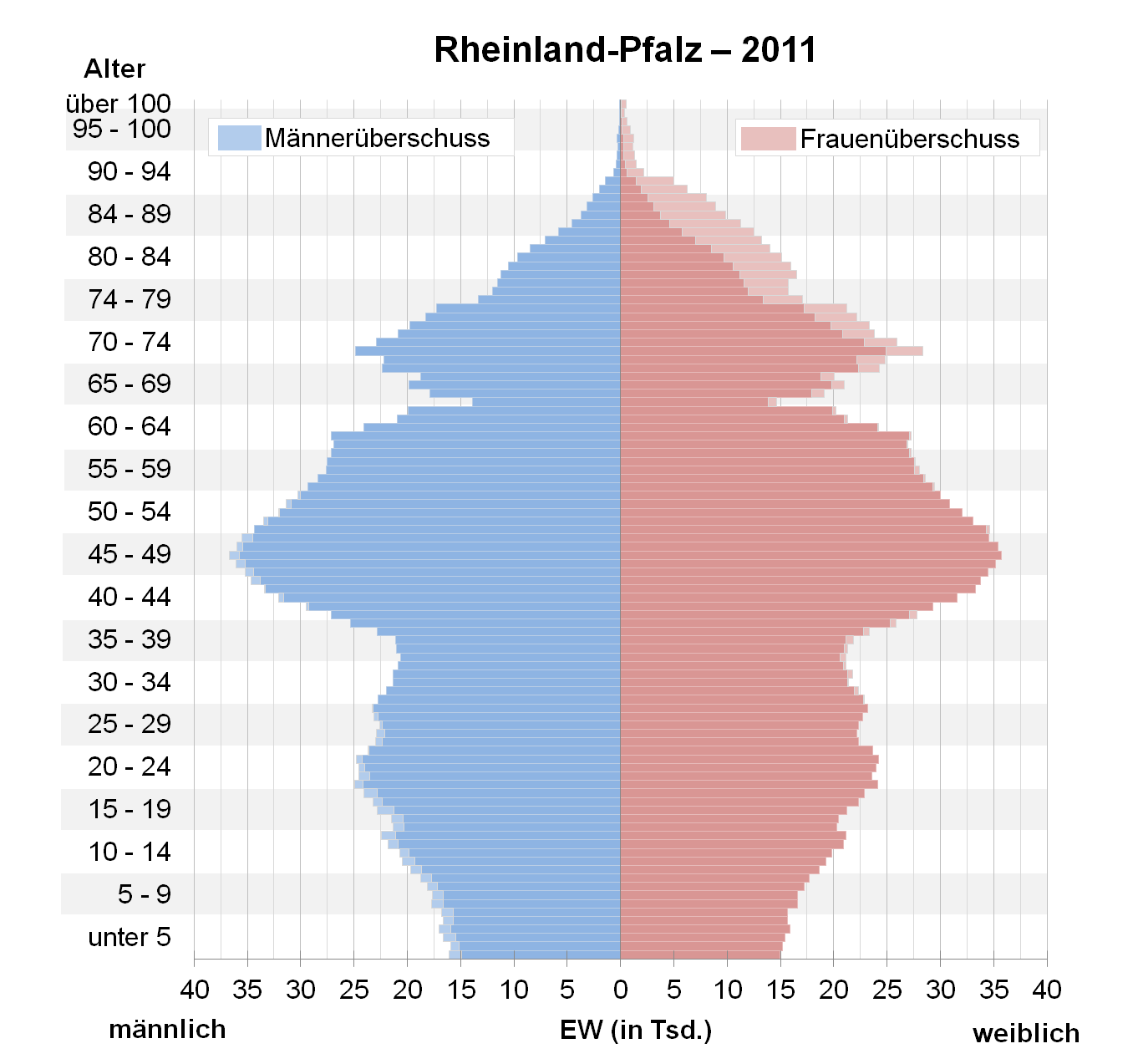
Bevölkerungspyramide für Rheinland-Pfalz (Datenquelle: Zensus 2011)

Die Einwohnerzahl stieg in den 50 Jahren zwischen 1950 und 2000 von ca. drei Millionen auf über vier Millionen Menschen. Einem fast kontinuierlichem Anstieg auf fast 3,7 Millionen Einwohner bis Anfang der 1970er-Jahre folgte, bedingt durch den sogenannten Pillenknick, eine ca. 20-jährige Phase leichten Rückgangs und der Stagnation, bis die Bevölkerungszahl seit 1987 und insbesondere seit Anfang der 1990er-Jahre infolge des Mauerfalls und des Europäischen Einigungsprozesses und den damit einhergehenden hohen Wanderungsüberschüssen auf das heutige Niveau stieg. Im Jahre 1996 überstieg die Bevölkerungszahl des Landes Rheinland-Pfalz erstmals die Vier-Millionen-Marke.
2004 wurde ein Bevölkerungshöchststand von 4.061.105 ermittelt. Zum Stichtag 31. März 2011 schrumpfte die Bevölkerungszahl wieder unter die Marke von vier Millionen Menschen.

### Größte Städte
| Ort                  |                |  |         | Einwohner |
| Mainz                | Mainz          |  | 217.123 | 217.123   |
| Ludwigshafen         | Ludwigshafen   |  | 172.557 | 172.557   |
| Koblenz              | Koblenz        |  | 113.338 | 113.338   |
| Trier                | Trier          |  | 110.674 | 110.674   |
| Kaiserslautern       | Kaiserslautern |  | 99.662  | 99.662    |
| Worms                | Worms          |  | 83.459  | 83.459    |
| Neuwied              | Neuwied        |  | 64.860  | 64.860    |
| Neustadt/W.          | Neustadt/W.    |  | 53.306  | 53.306    |
| Bad Kreuznach        | Bad Kreuznach  |  | 51.310  | 51.310    |
| Speyer               | Speyer         |  | 50.741  | 50.741    |
| Stand: 31. Dez. 2020 |                |  |         |           |

### Einwohnerzahlen der größten Gemeinden
Die Einwohnerzahlen der größten Gemeinden in Rheinland-Pfalz werden jeweils zum Jahresende in der folgenden Tabelle aufgelistet:
| Gemeinde                   | 2020    | 2017    | 2015    | 2013    | 2009    | 2000    | Entwicklung 2015–2017 in Prozent |
| -------------------------- | ------- | ------- | ------- | ------- | ------- | ------- | -------------------------------- |
| Mainz                      | 217.123 | 215.110 | 209.779 | 204.268 | 197.778 | 182.870 | +2,5                             |
| Ludwigshafen am Rhein      | 172.557 | 168.497 | 164.718 | 161.518 | 163.340 | 162.233 | +2,3                             |
| Koblenz                    | 113.388 | 113.844 | 112.586 | 110.643 | 106.446 | 107.950 | +1,1                             |
| Trier                      | 110.674 | 110.013 | 114.914 | 107.233 | 104.587 | 99.410  | −4,3                             |
| Kaiserslautern             | 99.662  | 99.684  | 98.520  | 97.162  | 99.275  | 99.825  | +1,2                             |
| Worms                      | 83.459  | 83.081  | 82.102  | 80.296  | 81.784  | 80.361  | +1,2                             |
| Neuwied                    | 64.860  | 64.661  | 64.340  | 63.883  | 64.591  | 67.057  | +0,5                             |
| Neustadt an der Weinstraße | 53.306  | 53.353  | 52.999  | 52.400  | 53.525  | 53.917  | +0,7                             |
| Bad Kreuznach              | 51.310  | 50.484  | 49.406  | 48.229  | 43.485  | 43.164  | +2,2                             |
| Speyer                     | 50.741  | 50.931  | 50.284  | 49.740  | 49.811  | 49.776  | +1,3                             |
| Frankenthal (Pfalz)        | 48.750  | 48.417  | 48.363  | 47.332  | 46.874  | 47.763  | +0,1                             |
| Landau in der Pfalz        | 46.685  | 46.292  | 45.362  | 43.825  | 42.994  | 41.122  | +2,1                             |
| Pirmasens                  | 40.176  | 40.632  | 40.125  | 40.101  | 40.808  | 45.212  | +1,3                             |
| Ingelheim am Rhein         | 35.161  | 24.833  | 26.546  | 24.283  | 24.050  | 24.678  | −6,4                             |
| Zweibrücken                | 34.001  | 34.270  | 34.260  | 34.084  | 34.109  | 35.719  | +0,0                             |
| Andernach                  | 30.132  | 29.860  | 29.441  | 29.027  | 29.589  | 29.319  | +1,4                             |
| Bad Neuenahr-Ahrweiler     | 28.634  | 28.048  | 27.468  | 26.934  | 27.464  | 27.061  | +2,1                             |
| Idar-Oberstein             | 28.313  | 28.357  | 28.350  | 28.323  | 30.759  | 33.646  | +0,0                             |
| Bingen am Rhein            | 25.736  | 25.441  | 24.987  | 24.234  | 24.134  | 24.710  | +1,8                             |
| Germersheim                | 20.643  | 20.691  | 20.587  | 20.201  | 20.706  | 20.134  | +0,5                             |
| Haßloch                    | 20.195  | 20.433  | 20.254  | 19.911  | 20.441  | 20.781  | +0,9                             |

### Religion

#### Konfessionsstatistik
Gemäß der Volkszählung 2011 waren im Jahr 2011 44,2 % der Einwohner römisch-katholisch, 30,3 % der Einwohner evangelisch und 25,5 % waren konfessionslos, gehörten einer anderen Glaubensgemeinschaft an oder machten keine Angabe. Der Anteil der Protestanten und Katholiken an der Gesamtbevölkerung ist seitdem gesunken. Ende 2022 hatte Rheinland-Pfalz 35,9 % katholische, 24,3 % protestantische Einwohner und 39,9 % der Bevölkerung hatten entweder eine andere oder keine Religionszugehörigkeit. Am 30. Juni 2025 waren laut Gemeindestatistik Komplett RLP aus dem landeseinheitlichen System EWOIS 32,8 % der Einwohner des Bundeslandes Mitglieder der römisch-katholische Kirche und 22,0 % Mitglied der evangelische Kirche und 45,2 % waren konfessionsfrei oder gehörten einer sonstigen Glaubensgemeinschaft an.
Laut einer Schätzung des Integrationsministeriums von 2016 leben 200.000 Menschen muslimischen Glaubens in Rheinland-Pfalz, was einem Bevölkerungsanteil von 5,0 % entspricht.
Gemäß Zensus 2011 gehörten damals 1,0 % der Bevölkerung einer evangelischen Freikirche, 1,1 % einer christlich-orthodoxen Kirche, 0,1 % einer jüdischen Gemeinde und 2,3 % sonstigen in Rheinland-Pfalz anerkannten öffentlich-rechtlichen Religionsgemeinschaften an (dazu zählen u. a. Altkatholiken und Zeugen Jehovas).

#### Diözesen der römisch-katholischen Kirche in Rheinland-Pfalz
- Erzbistum Köln
- Bistum Trier
- Bistum Limburg
- Bistum Mainz
- Bistum Speyer

#### Landeskirchen der evangelischen Kirche in Rheinland-Pfalz
- Evangelische Kirche im Rheinland
- Evangelische Kirche in Hessen und Nassau
- Evangelische Kirche der Pfalz (Protestantische Landeskirche)

### Sprachen
In Rheinland-Pfalz werden hauptsächlich westmitteldeutsche Dialekte gesprochen, die zum Mittelfränkischen und zum Rheinfränkischen gehören. Ein kleines Gebiet im Süden der Pfalz gehört zum Sprachgebiet des Südfränkischen, welches zu den oberdeutschen Dialekten gehört.
Im Altertum gehörte der größte Teil des Landes zu Gallien, Trier war in der Spätantike Hauptstadt der Provinz Belgica prima und zeitweise eine der Hauptstädte des Gesamtreiches der Römer. Die Bevölkerungsmischung aus eingewanderten Römern und romanisierten Kelten blieb auch nach der fränkischen Eroberung bestehen, ihre Sprache, das Moselromanische, hielt sich bis ins hohe Mittelalter an der Mosel, war aber isoliert von der übrigen Romania durch die rein moselfränkischsprachigen Gebiete im heutigen Westen von Rheinland-Pfalz und im heutigen Luxemburg.
Im östlichen Teil des Landes fand bereits in römischer Zeit eine Durchmischung von keltischen und germanischen Stämmen statt. In der Völkerwanderung besiedelten Alemannen und Franken diesen Teil des Landes. Aus der Vermischung entstanden verschiedene Variationen der pfälzischen Dialekte. Durch die jahrhundertelange Tradition der Auswanderung aufgrund von Armut oder religiösen Überzeugungen bildete das Pfälzische die Grundlage für verschiedene auslandsdeutsche Mundarten. Russlanddeutsche, Banater, Amische (Pennsylvania Dutch) und von einem Teil der Deutschstämmigen in Brasilien (Riograndenser Hunsrückisch) haben sich teilweise bis heute diesen Dialekt bewahrt.

### Ethnien
Knapp drei Viertel (2,97 Millionen, 74 %) der Rheinland-Pfälzer sind laut Statistischem Landesamt 2018 der Ethnie nach Deutsche und besitzen keinen Migrationshintergrund. Rund ein Viertel haben Migrationshintergrund (1,04 Millionen, 26 %), d. h., dass mindestens ein Elternteil ausländischer Herkunft ist. Darunter befinden sich auch knapp 450.000 Ausländer ohne deutsche Staatsangehörigkeit. Die fünf häufigsten Herkunftsländer sind dabei die Türkei (58.000), Polen (44.000), Syrien (39.000) sowie Italien und Rumänien (je 30.000).

### Gesundheit
Die durchschnittliche Lebenserwartung lag im Zeitraum 2015/17 bei 78,6 Jahren für Männer und bei 83,0 Jahren für Frauen. Die Männer belegen damit unter den deutschen Bundesländern Rang 4, während Frauen Rang 10 belegen. Regional hatten 2013/15 der Rhein-Pfalz-Kreis (Erwartung der Gesamtbevölkerung: 81,96 Jahre), Mainz (81,84) und Mainz-Bingen (81,79) die höchste; der Donnersbergkreis (79,39), Birkenfeld (79,21) und Pirmasens (77,35) die niedrigste Lebenserwartung. Pirmasens belegte außerdem auch deutschlandweit den letzten Platz.
2015 gab es in Rheinland-Pfalz 87 Krankenhäuser mit 25.282 Betten sowie 3 Tageskliniken mit 87 Plätzen. Das Land hatte 7835 Ärzte und über 48.000 weitere Beschäftigte in Krankenhäusern.
2023 gab es in Rheinland-Pfalz 582 Pflegeheime mit 42.852 Pflegeplätzen für die vollstationäre Pflege.

## Wirtschaft
Rheinland-Pfalz steht in Deutschland vor allem für Wein und Sekt, gleichwohl ist der Industrieanteil an der Wirtschaftsleistung höher als im Bundesdurchschnitt. In den vergangenen Jahren entwickelt sich Rheinland-Pfalz zu einem führenden Biotech-Standort. Mit einer Exportquote von ca. 46 Prozent liegt das Land in der Spitzengruppe der deutschen Bundesländer. Ein Grundpfeiler der Wirtschaft ist neben Außenwirtschaft und Industrie der Mittelstand. Auch der Tourismus spielt eine gewichtige Rolle. Im Vergleich mit dem Bruttoinlandsprodukt der EU ausgedrückt in Kaufkraftstandards erreichte Rheinland-Pfalz im Jahr 2014 einen Index von 112,0 (EU-28: 100,0).
Die Arbeitslosenquote ist mit 5,3 % (Dezember 2024) nach Baden-Württemberg (4,3 % (Dezember 2024)) und Bayern (3,8 % (Dezember 2024)) die niedrigste in der Bundesrepublik Deutschland.
2021 betrug das Bruttoinlandsprodukt in Rheinland-Pfalz etwa 162,2 Milliarden Euro. Im Länderfinanzausgleich zählte Rheinland-Pfalz von 2021 bis 2023 zu den fünf Geberländern. Seit 2024 zählt es erneut zu den Nehmerländern.
Die zehn wichtigsten Standorte sozialversicherungspflichtiger Beschäftigung sind (Arbeitsortangaben):
| Stadt                 | sozialvers. Beschäftigte 30. Juni 2019 | Veränderung seit 30. Juni 2015 in Prozent 2 | Pendlersaldo 30. Juni 2019 2 | Arbeitsplatz- dichte 1 2 |
| --------------------- | -------------------------------------- | ------------------------------------------- | ---------------------------- | ------------------------ |
| Mainz                 | 114.810                                | 0+4,87                                      | +27.488                      | 0.817                    |
| Ludwigshafen am Rhein | 104.883                                | 0+5,39                                      | +37.075                      | 1.021                    |
| Koblenz               | 075.454                                | 0+7,02                                      | +33.513                      | 1.101                    |
| Trier                 | 056.007                                | 0+4,01                                      | +20.283                      | 0.783                    |
| Kaiserslautern        | 054.197                                | 0+5,19                                      | +17.371                      | 0.889                    |
| Worms                 | 034.080                                | 0+4,36                                      | 00.+184                      | 0.700                    |
| Speyer                | 029.309                                | 0+4,89                                      | 0+9.841                      | 1.016                    |
| Bad Kreuznach         | 029.076                                | 0+4,59                                      | +10.138                      | 1.020                    |
| Neuwied               | 027.488                                | 0+4,31                                      | 0+3.131                      | 0.763                    |
| Landau in der Pfalz   | 023.807                                | +12,24                                      | 0+6.266                      | 0.820                    |

| Jahr                   | 2000 | 2001 | 2002 | 2003 | 2004 | 2005 | 2006 | 2007 | 2008 | 2009 |
| ---------------------- | ---- | ---- | ---- | ---- | ---- | ---- | ---- | ---- | ---- | ---- |
| Arbeitslosenquote in % | 7,3  | 6,8  | 7,2  | 7,7  | 7,7  | 8,8  | 8,0  | 6,5  | 5,6  | 6,1  |

| Jahr                   | 2010 | 2011 | 2012 | 2013 | 2014 | 2015 | 2016 | 2017 | 2018 | 2019 |
| ---------------------- | ---- | ---- | ---- | ---- | ---- | ---- | ---- | ---- | ---- | ---- |
| Arbeitslosenquote in % | 5,7  | 5,3  | 5,3  | 5,5  | 5,4  | 5,2  | 5,1  | 4,8  | 4,4  | 4,3  |

| Jahr                   | 2020 | 2021 | 2022 | 2023 |
| ---------------------- | ---- | ---- | ---- | ---- |
| Arbeitslosenquote in % | 5,2  | 5,0  | 4,6  | 4,9  |

### Industrie
Bedeutende Branchen sind in der chemischen Industrie die BASF in Ludwigshafen (der größte Arbeitgeber des Landes), pharmazeutische Industrie Boehringer Ingelheim (zweitgrößter Arbeitgeber), Biontech in Mainz und Idar-Oberstein, Fahrzeug- und Maschinenbau z. B. Daimler-Werk in Wörth am Rhein (das größte Lkw-Werk der Welt), Wirtgen Group in Windhagen (Weltmarktführer für Straßenbaumaschinen), KSB SE & Co. KGaA in Frankenthal (größter deutscher Pumpenhersteller), Opel-Werk Kaiserslautern, Stabilus Koblenz (Weltmarktführer bei der Herstellung von Gasdruckfedern), Schottel Industries in Spay bei Koblenz (führender Anbieter von Schiffsantriebs- und -manövriersystemen), thyssenkrupp Rasselstein GmbH in Andernach (weltweit größter Produktionsstandort für Verpackungsstahl), Lebensmittelhersteller Griesson – de Beukelaer (führender Gebäckkonzern), die Schott AG (Herstellerin von Glas und Glaskeramik) in Mainz sowie die Getränkehersteller Bitburger Brauerei und Gerolsteiner Brunnen. In Trier werden seit 1873 Zigaretten von ehemals Johann Neuerburg genannt Haus Neuerburg, R. J. Reynolds Tobacco Company und heute JT International Germany und seit 1925 von Heintz van Landewyck hergestellt.

### Dienstleistungen
Die Dienstleistungsbranche stützt sich überwiegend auf kleinere Unternehmen, wobei dieser Wirtschaftssektor unter dem Bundesdurchschnitt liegt. Daneben gibt es im Land aber auch bundesweit führende Unternehmen im Dienstleistungssektor wie beispielsweise die Debeka Koblenz (Versicherungen), die CompuGroup Medical AG (Software) in Koblenz und United Internet, einen der führenden Internetdienstanbieter in Deutschland. Besonderes Gewicht hat der Handel mit einheimischen Bodenschätzen und land- und forstwirtschaftlichen Erzeugnissen (Wein, Holz, Ton, Steine etc.) sowie mit Schmuck.
Bedeutende Einkaufszentren in Rheinland-Pfalz sind die Römerpassage in Mainz, das Löhr-Center und das Forum Mittelrhein in Koblenz, die Rheingalerie in Ludwigshafen sowie die Trier-Galerie in Trier. Die Lotto Rheinland-Pfalz GmbH mit Sitz in Koblenz ist die Lottogesellschaft des Landes Rheinland-Pfalz.
Seit 2008 ist Mainz einer der vier Hauptsitze der Landesbank Baden-Württemberg. Die der WestLB gehörende Westdeutsche ImmobilienBank hat ihren Sitz in Mainz, ebenso die beiden Förderbanken des Landes, nämlich die Investitions- und Strukturbank Rheinland-Pfalz (ISB) und die Landestreuhandbank Rheinland-Pfalz (LTH). Die Sparkassen in Rheinland-Pfalz bilden ein wichtiges Rückgrat in der Finanzierung des Mittelstands sowie der Wirtschaftsförderung und Standortsicherung. Zudem engagieren sie sich durch Spenden und Sponsoring in beträchtlicher Höhe für Kultur, Sport, Wissenschaft und Soziales.

### Energieversorgung
Das einzige Kernkraftwerk in Rheinland-Pfalz, das Kernkraftwerk Mülheim-Kärlich, wurde 1986 fertiggestellt. Es musste wegen einer fehlerhaften Baugenehmigung 1988 vom Netz genommen werden. Der Rückbau sollte bis 2012 im Wesentlichen abgeschlossen sein und bis 2013 sollten nur noch die Dampferzeuger und der eigentliche Reaktordruckbehälter in der Anlage verbleiben. Der Kühlturm wurde 2019 abgerissen.

### Land- und Forstwirtschaft
Große Teile von Rheinland-Pfalz waren bis in die 1960er Jahre vor allem landwirtschaftlich geprägt. 1957 waren noch 36 % aller Erwerbstätigen in der Land- und Forstwirtschaft beschäftigt. Heute spielt die Landwirtschaft vor allem im Rheinhessischen Hügelland und im Oberrheingraben eine Rolle. Die landwirtschaftliche Nutzfläche umfasst rund 711.800 Hektar, das entspricht etwa 36 % des Landes. Diese Flächen werden von etwa 15.310 Betrieben genutzt (Stand 2023). Ökologische Landwirtschaft wird zum genannten Zeitpunkt auf rund 12 Prozent der gesamten landwirtschaftlichen Fläche betrieben.
Forstwirtschaftlich bedeutsam sind der Pfälzerwald, der Hunsrück und der Westerwald.

### Weinbau
In Rheinland-Pfalz gibt es in den sechs Weinanbaugebieten Ahr, Mittelrhein, Mosel, Nahe, Rheinhessen und Pfalz eine bestockte Rebfläche von insgesamt ca. 64.000 ha. Von den etwa 102.000 ha in Deutschland besitzt Rheinland-Pfalz damit den größten Anteil. Rund 70 Prozent aller deutschen Weine und Sekte werden in Rheinland-Pfalz produziert. Im Durchschnitt der Jahre werden im Land zwischen 6,0 und 6,5 Millionen Hektoliter Wein geerntet, von denen etwa 1,6 Millionen Hektoliter in den Export gehen.
Die am häufigsten angebauten Weißweinrebsorten (ca. 45.563 ha) sind in absteigender Reihenfolge: Riesling, Müller-Thurgau (Rivaner), Silvaner, Kerner, Scheurebe, Weißer Burgunder, Bacchus, Grauburgunder (Ruländer), Faberrebe, Huxelrebe, Ortega, Chardonnay, Morio-Muskat, Elbling, Gewürztraminer, Reichensteiner, Ehrenfelser, Siegerrebe, Optima, Regner, Würzer, Sauvignon Blanc, Auxerrois. Bei den Rotweinrebsorten (ca. 18.648 ha) sind dies in absteigender Reihenfolge: Dornfelder, Blauer Portugieser, Spätburgunder, Regent, St. Laurent, Dunkelfelder, Merlot, Müllerrebe, Cabernet Sauvignon, Heroldrebe, Frühburgunder, Cabernet Mitos, Acolon, Cabernet Dorsa, Domina.
Das Land selbst bewirtschaftet vier Staatsweingüter in Oppenheim, Bernkastel-Kues, Bad Kreuznach und Neustadt an der Weinstraße.
Bedeutsam sind auch die Sektkellereien: Kupferberg und Goldhand (Weinbau in Mainz), Deinhard (Koblenz), Verwaltung der Bischöflichen Weingüter Trier, Sektkellerei Bernard-Massard (Trier), Schloss Wachenheim (Wachenheim an der Weinstraße) und Faber, beide gehören der Günther Reh AG (Trier) sowie viele mittelständische Erzeuger von Winzersekt. Einige größere deutsche Handelskellereien wie zum Beispiel Reh Kendermann und Peter Mertes haben ihren Sitz in Rheinland-Pfalz.

### Tourismus
Der Tourismus ist für Rheinland-Pfalz ein wichtiger Wirtschaftsfaktor.
Die Analysen für den Tourismus in Rheinland-Pfalz ergeben für das Jahr 2015: Mit 7,18 Milliarden Euro Bruttoumsatz und 3,32 Milliarden Euro Einkommenswirkung sowie etwa 148.000 beschäftigten Personen gehört der Tourismus zu den tragenden Säulen der Wirtschaft des Landes. Insgesamt übernachteten 2019 nach offiziellen Angaben des Statistischen Landesamtes in Bad Ems 25.869.203 Gäste in Rheinland-Pfalz. Zum Vorjahr bedeutete dies einen Zuwachs von 0,9 Prozent.
Hinzu kommt ein Steueraufkommen aus dem Tourismus von 679 Millionen Euro. Das Land partizipiert im Rahmen des Länderfinanzausgleiches an der Umsatz- und Einkommensteuer. Diese Zahlen entstehen, weil jährlich Millionen von Urlaubern zum Camping oder Wellnessaufenthalt, Kurgäste, Städte-, Wein-, Eventreisende ebenso Tagesausflügler zum Beispiel zum Wandern oder Radfahren ins Land kommen, nicht zu vergessen Geschäftsreisende und Tagungsteilnehmer. Eine besondere touristische Attraktion in der Pfalz ist die 85 km lange Deutsche Weinstraße. Neben ihr existiert noch die an der Oberen Nahe und im Hunsrück liegende, ca. 70 Kilometer lange Deutsche Edelsteinstraße bei Idar-Oberstein. Seit 2015 besteht der Nationalpark Hunsrück-Hochwald, der ca. 10.120 Hektar umfasst.

## Infrastruktur

### Luftverkehr
Der größte Flughafen in Rheinland-Pfalz ist der Flughafen Frankfurt-Hahn, der im Hunsrück unweit der Gemeinde Hahn liegt. Dieser ist mit dem ca. 100 Kilometer entfernten Flughafen Frankfurt Main nicht zu verwechseln. Er wurde 1993 aus einem US-Militärflugplatz in einen zivilen Flughafen konvertiert. Im Passagierverkehr wird der kostengünstige Flughafen vor allem von verschiedenen Billigfluggesellschaften, insbesondere von Ryanair, bedient. Über die seit 2011 vierspurig ausgebaute B 50 ist der Flughafen mit der A 61 verbunden. Die seit langem diskutierte Reaktivierung der Hunsrückbahnstrecke ist auf unbestimmte Zeit verschoben.
Der zweite Flughafen mit regelmäßigen, auch internationalen Verbindungen war der Flugplatz Zweibrücken, entstanden aus der Zweibrücken Air Base, die von 1953 bis 1991 von den alliierten Luftstreitkräften (Royal Canadian Air Force 1953–1969, United States Air Force 1969–1991) genutzt wurde. Am 3. November 2014 wurde dort der kommerzielle Linienverkehr eingestellt.
Kleinere Verkehrslandeplätze befinden sich in Ailertchen, Bitburg, Koblenz-Winningen, Lachen-Speyerdorf, Mainz-Finthen, Pirmasens, Speyer, Trier-Föhren und Worms.

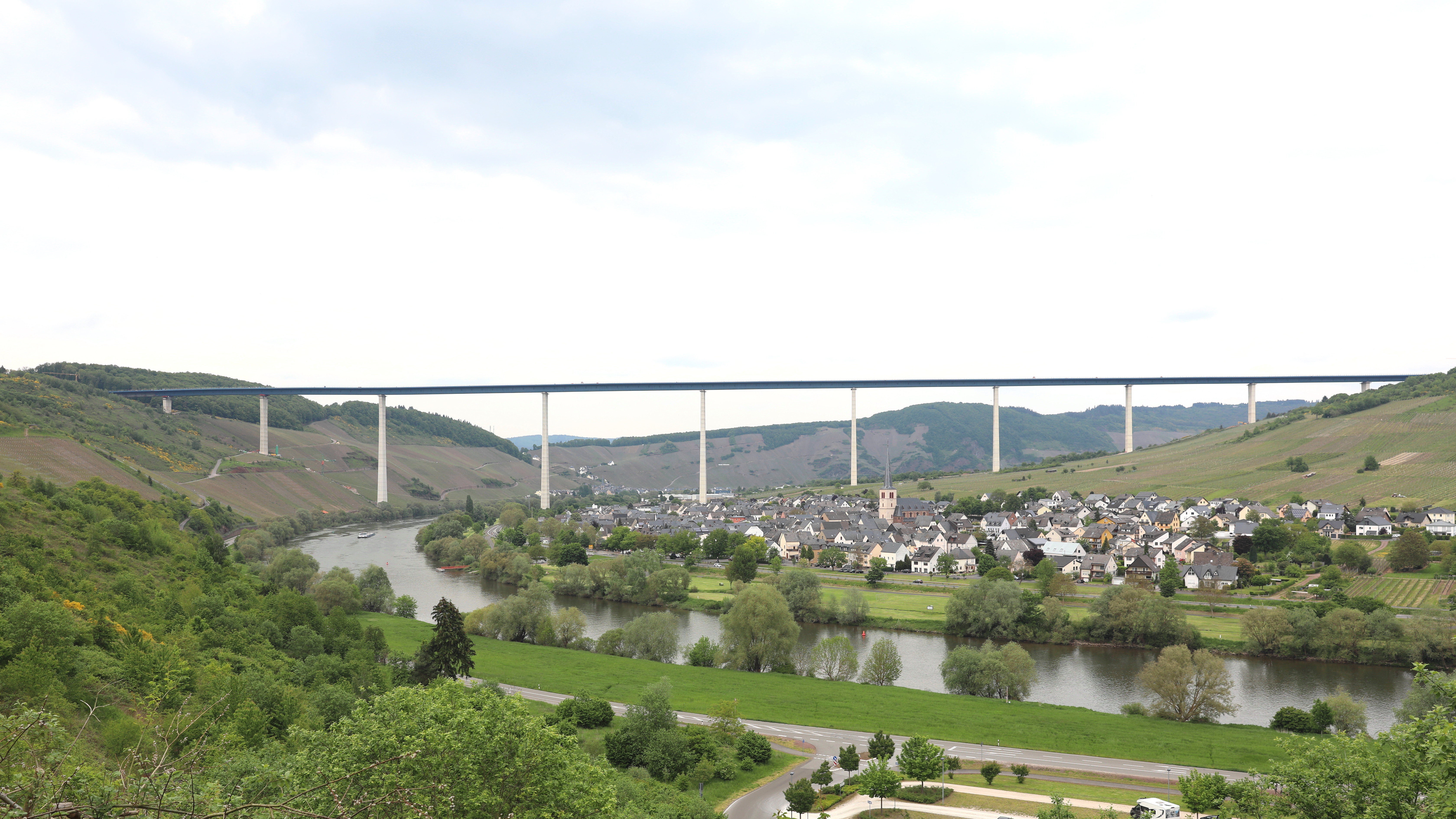
Die Hochmoselbrücke

Im Personenverkehr genutzte Bahnstrecken in Rheinland-Pfalz und dem Saarland

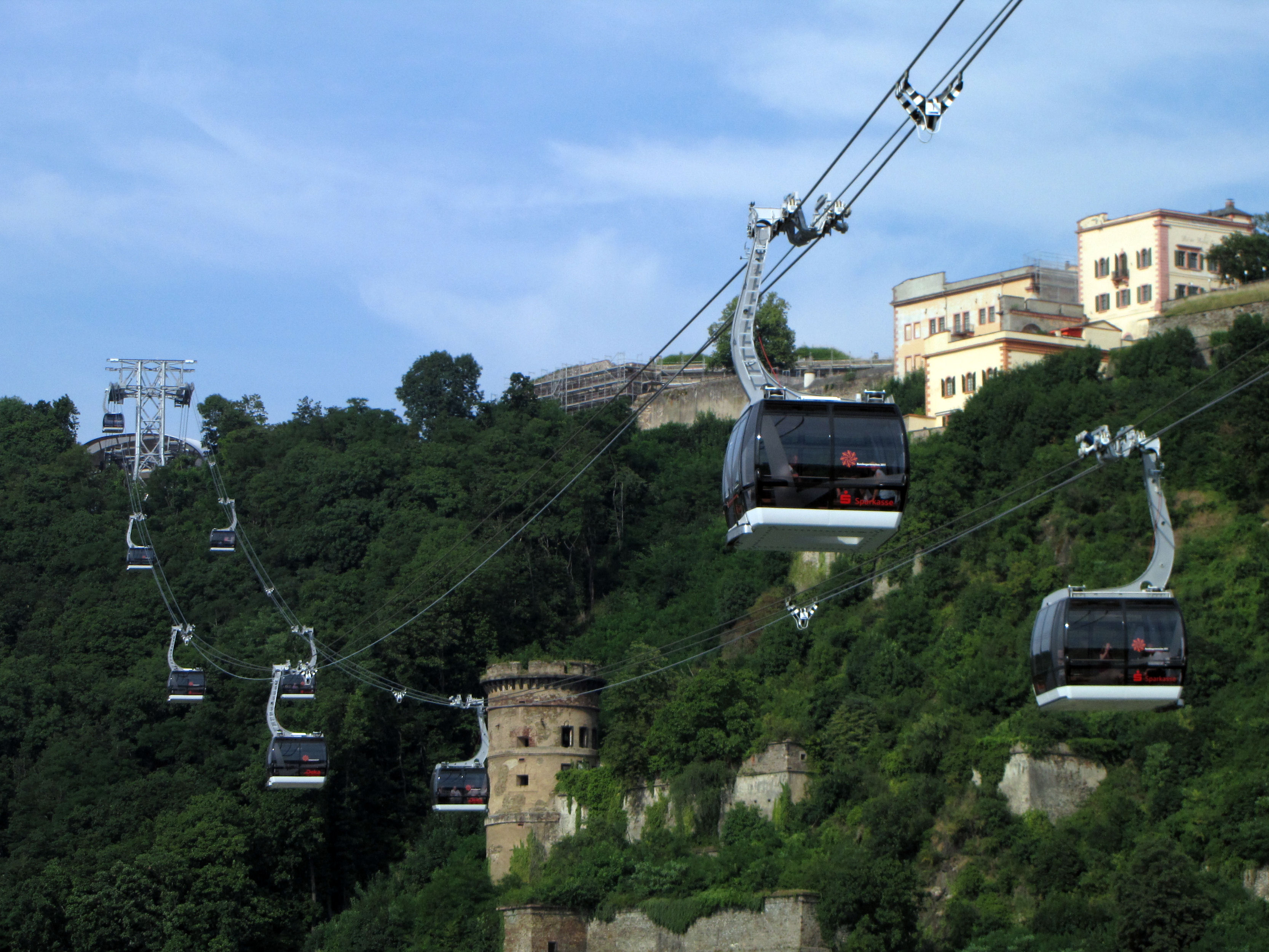
Die Rheinseilbahn am Eröffnungstag

### Straßenverkehr
Von Nord nach Süd verlaufen die Bundesautobahnen 1, 3, 60, 61, 62, 63 und 65, von West nach Ost die A 6, 8, 48, 64, 602 und 650. Etwa 861 km Autobahnstrecke verlaufen durch Rheinland-Pfalz. Die Moseltalbrücke, die Überquerung der A 61 über die Mosel, war zu ihrer Erbauungszeit die höchste Autobahnbrücke Europas. Die 2019 fertiggestellte Hochmoselbrücke ist die zweithöchste Brücke Deutschlands. Der längste Straßentunnel in Rheinland-Pfalz ist mit 1540 m der Malbergtunnel bei Bad Ems.
Der öffentliche Personennahverkehr ist in sechs Verkehrsverbünde unterteilt. Dies sind im Einzelnen die Verbünde Karlsruhe, Rhein-Main, Rhein-Mosel, Rhein-Nahe, Rhein-Neckar und Region Trier.

### Schienenverkehr
Wichtigste Knotenbahnhöfe des Schienenpersonenfernverkehrs sind Mainz Hauptbahnhof, Koblenz Hauptbahnhof, Ludwigshafen (Rhein) Hauptbahnhof, Bahnhof Montabaur, Neustadt an der Weinstraße Hauptbahnhof, Trier Hauptbahnhof und Kaiserslautern Hauptbahnhof. Als wichtige Bahnstrecken verlaufen entlang des Rheins die Rechte und die Linke Rheinstrecke sowie die Bahnstrecke Mainz–Mannheim. An der Mosel befindet sich die Moselstrecke, durch den Westerwald verläuft die 2002 fertiggestellte Schnellfahrstrecke Köln–Rhein/Main. Die Anbindung von Mitteldeutschland an Paris über Mannheim, Kaiserslautern und Saarbrücken verläuft durch den Pfälzerwald mit der Bahnstrecke Mannheim–Saarbrücken. Der längste Eisenbahntunnel ist mit 4205 m der Kaiser-Wilhelm-Tunnel bei Cochem.
Für den Ausbau des Güterfernverkehrsnetzes wurden nach Aussagen eines Bahnsprechers Bundesmittel für den Mainzer Nordkopf in Höhe von 48 Millionen Euro bewilligt. Die erhöhte Leistungsfähigkeit wird unter anderem auch daher benötigt, da 2016 der Gotthard-Basistunnel in der Schweiz eröffnet wurde und sich der Güterverkehr zwischen Nordsee und Mittelmeer (und damit quer durch Rheinland-Pfalz) mit 40 Millionen Tonnen nahezu verdoppeln wird. Die Planung einer Neubautrasse für den Schienengüterverkehr zur Entlastung der Rheintalstrecke Rhein-Main-Cargo befindet sich 2012 noch in einer frühen Evaluierungsphase.

### Wasserstraßen und Häfen
Der Rhein ist die wichtigste Wasserstraße in Rheinland-Pfalz. Daneben sind nur noch die Mosel, seit ihrer Kanalisierung 1958 bis 1964, und die Saar für den Personen- und Transportschiffverkehr von Bedeutung. Die Lahn ist in ihrem Mittel- und Unterlauf schiffbar, wird aber fast nur noch touristisch genutzt.
Der Ludwigshafener Rheinhafen ist der größte und leistungsfähigste öffentliche Hafen in Rheinland-Pfalz und einer der bedeutendsten Binnenhäfen Deutschlands. Er umfasst ein Gebiet von über 150 Hektar und schlug im Jahr 2005 7,1 Millionen Tonnen Güter um. Das 2011 eingeweihte Container-Terminal des Zoll- und Binnenhafens Mainz hat eine Fläche von 8 Hektar die für eine Lagerung von 10.300 TEU geeignet sind, einen Umschlag von 1,3 Millionen Tonnen und wird jährlich von 2200 Schiffen angelaufen. Weitere wichtige Binnenhäfen befinden sich in Andernach (Jahresumschlag über 2,8 Millionen Tonnen) sowie in Germersheim, Worms, Bendorf, Koblenz, Wörth am Rhein und Trier.

### Seilbahn
In Koblenz verkehrt mit der Rheinseilbahn seit dem 2. Juli 2010 die größte Seilbahn Deutschlands. Die erste in einem städtischen Umfeld gebaute und 890 Meter lange Dreiseilumlaufbahn verbindet die Rheinanlagen in Höhe der Kastorkirche mit dem Plateau vor der Festung Ehrenbreitstein. Sie kann mit 18 Kabinen für jeweils 35 Passagiere pro Stunde etwa 3800 Menschen in jede Richtung befördern. Mit dieser Förderkapazität von insgesamt 7600 Menschen pro Stunde ist sie weltweit unübertroffen. Sie wurde als Attraktion und ökologisch sinnvolle Verkehrsverbindung zur Bundesgartenschau 2011 errichtet. Um den UNESCO-Welterbe-Status der Kulturlandschaft Oberes Mittelrheintal nicht zu gefährden, wurde in einem Konzessionsvertrag vereinbart, die Seilbahn bis November 2013 zu betreiben und danach abzubauen. Die UNESCO hat am 19. Juni 2013 in Phnom Penh auf der 37. Sitzung des Welterbekomitees beschlossen, den Betrieb bis 2026 zu erlauben. Im Jahr 2026 endet die technisch längstmögliche Betriebsdauer.

## Militär

### Bundeswehr

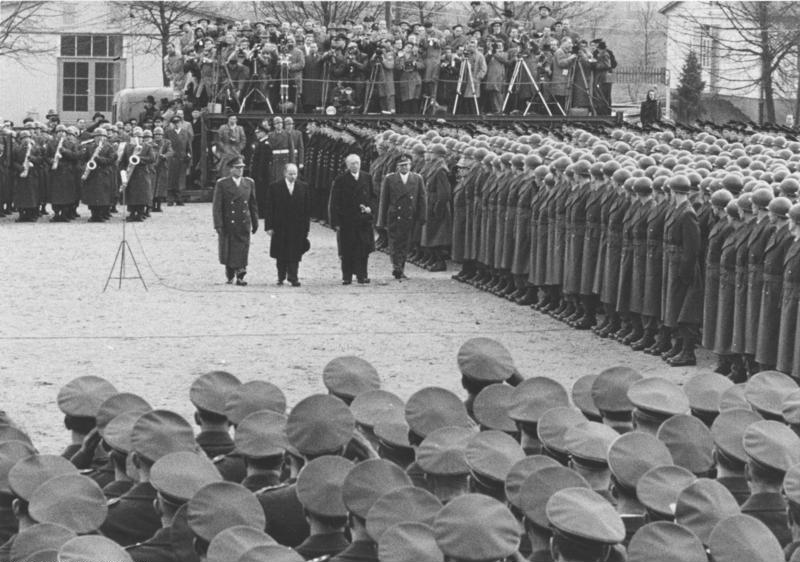
Bundeskanzler Adenauer besucht die Soldaten der frisch aufgestellten Bundeswehr in Andernach 1956.

Am 12. November 1955 zogen die ersten Soldaten des Heeres der neugegründeten Bundeswehr in die Krahnenberg-Kaserne in Andernach ein. Die Bundeswehr hat seitdem wichtige Standorte in Rheinland-Pfalz. So war Koblenz bis Ende der 1980er-Jahre die größte Garnisonsstadt Deutschlands. Trotz der Schließung einiger Kasernen verblieben hier weiterhin viele zentrale militärische und zivile Einrichtungen. In Koblenz befinden sich das Ehrenmal des Deutschen Heeres, Kommando Sanitätsdienst der Bundeswehr, Bundesamt für Ausrüstung, Informationstechnik und Nutzung der Bundeswehr, das Zentrum Innere Führung und das Bundeswehrzentralkrankenhaus. Bis zur Auflösung hatten das Heeresführungskommando, das Sanitätsführungskommando und das Bundesamt für Wehrtechnik und Beschaffung ihren Sitz in Koblenz. Die Luftwaffe hat das Taktische Luftwaffengeschwader 33 auf dem Fliegerhorst Büchel stationiert. Aus dem Zentrum Operative Kommunikation der Bundeswehr in Mayen wird der Truppenbetreuungssender der Bundeswehr „Radio Andernach“ gesendet. Der Truppenübungsplatz Baumholder wird seit 1937 genutzt und seit 1960 von der Bundeswehr verwaltet. Seit 1957 ist in Trier die Wehrtechnische Dienststelle 41 der Bundeswehr tätig. Im Jahr 1956 wurde die Artillerieschule der Bundeswehr in Idar-Oberstein stationiert. Dort werden mittels modernster Technik Soldaten der Bundeswehr und verbündeter Streitkräfte für die Panzerhaubitze 2000 und andere Waffensysteme ausgebildet. Auch ist in Idar-Oberstein ein Mobilitätszentrum der BwFuhrparkService GmbH angesiedelt, dessen Fahrzeuge im ganzen südwestdeutschen Raum eingesetzt werden.

### Ausländische Streitkräfte
Eine bedeutende Rolle in der Entwicklung des Landes spielen seit den 1950er-Jahren ausländische Streitkräfte. Rheinland-Pfalz galt in der NATO als wichtigster regionaler Militärstandort der alliierten Luftverteidigung. Der Kommandobunker Börfink im Hunsrück etwa diente der Luftüberwachung Mitteleuropas im Kalten Krieg. Ebenfalls im Hunsrück befand sich bis Ende der 1980er-Jahre die Atomraketenbasis Pydna. Besonders die US-Streitkräfte waren und sind präsent. Bis zu 69.000 US-Soldaten waren im Kalten Krieg in Rheinland-Pfalz stationiert. Im Juni 2006 waren es 27.200.
Bis heute unterhalten die Vereinigten Staaten mit der Ramstein Air Base und der Spangdahlem Air Base zwei wichtige Stützpunkte der US Air Force, deren Bedeutung nach der 2005 erfolgten Schließung der Rhein-Main Air Base in Frankfurt am Main weiter gestiegen ist. Die US Air Force nutzt Ramstein, den größten NATO-Flughafen in Europa, hauptsächlich als Drehkreuz für Fracht- und Truppentransporte für die Regionen Europa, Afrika und Naher Osten sowie als Ziel von Evakuierungsflügen, da sich im nahen Landstuhl das größte US-amerikanische Krankenhaus (Landstuhl Regional Medical Center) außerhalb der Vereinigten Staaten befindet. Das Miesau Army Depot in der Nähe von Miesau gilt als das größte Munitionsdepot in Deutschland und das größte Munitionsdepot der US Army außerhalb der Vereinigten Staaten. Wegen der zahlreichen in Rheinland-Pfalz stationierten Militärflugzeuge wird das Land auch „Flugzeugträger Rheinland-Pfalz“ genannt. Baumholder ist die größte amerikanische Garnisonsstadt in Deutschland; hier befindet sich unter anderem das Hauptquartier der 2. Brigade der 1. US-Panzerdivision.
Im Land waren auch Verbände der Forces françaises en Allemagne stationiert, darunter in Trier und in Landau je eine Panzerdivision. In und bei Trier lebten zeitweise bis zu 30.000 Soldaten einschließlich ihrer Familien. In den 1990er Jahren zogen sie ab.

### Kernwaffen
Die Vereinigten Staaten und Großbritannien lagerten während des Kalten Krieges bis zu 5000 Kernwaffen in deutschen Bunkern. Bis 2004 existierten in Deutschland noch 150 Atombomben in den Bunkern der Luftwaffenstützpunkte Ramstein (130) und Büchel (20); hier besteht die sogenannte Nukleare Teilhabe. Im Juli 2007 wurde bekannt, dass der Fliegerhorst Büchel wahrscheinlich seit 2004 der einzige Standort in Deutschland ist, an dem sich Atomwaffen befinden. Nur in Büchel trainiert die deutsche Luftwaffe weiterhin den nuklearen Einsatz durch Jagdbomber vom Typ Tornado.

## Medien

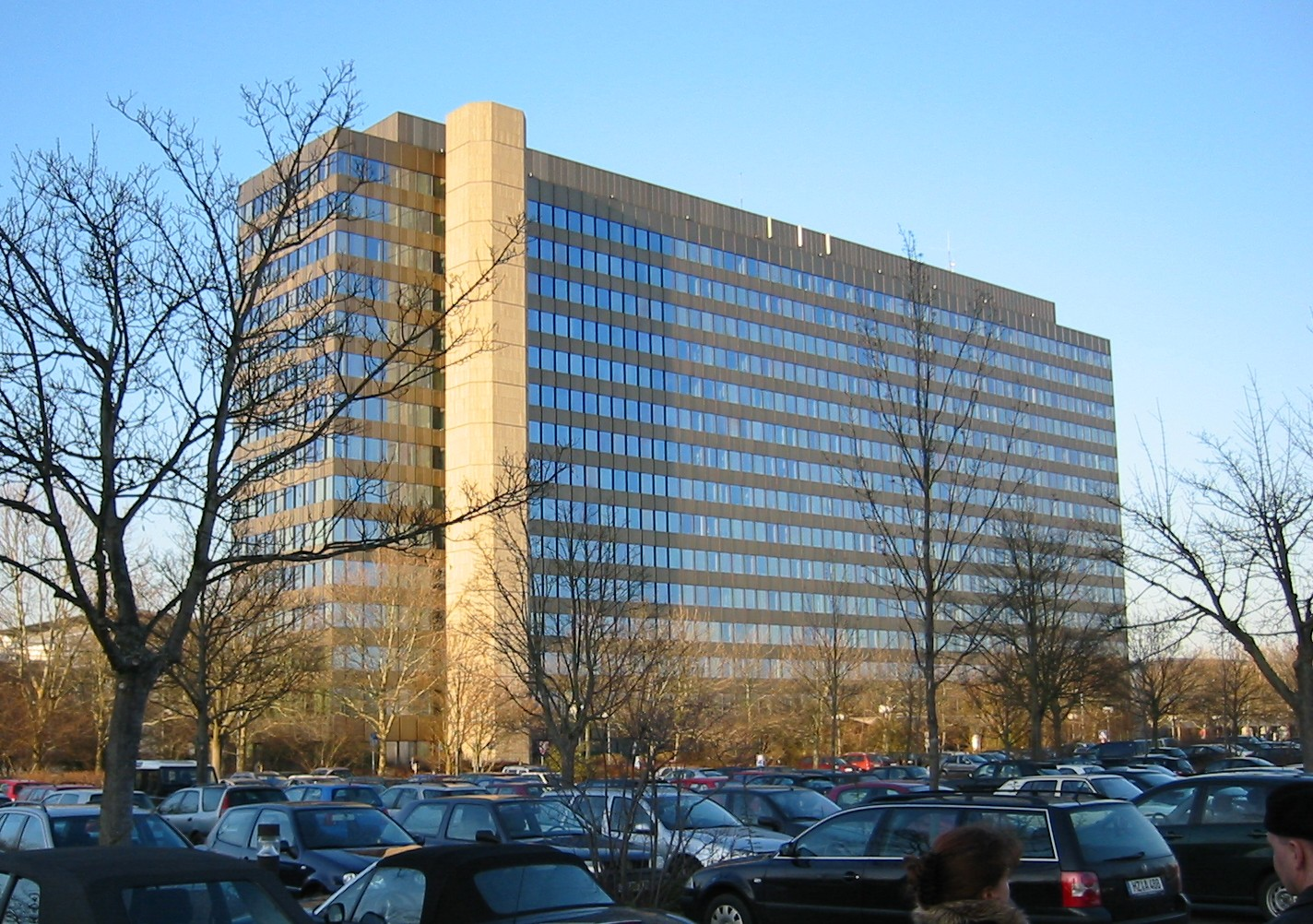
ZDF-Zentrale in Mainz-Lerchenberg

Mit dem Zweiten Deutschen Fernsehen ist in Mainz eine der größten Sendeanstalten Europas beheimatet. Daneben betreibt der Südwestrundfunk mit dem SWR Fernsehen ein drittes Fernsehprogramm sowie mit den Radiostationen SWR1 Rheinland-Pfalz, SWR2, SWR3, SWR4 Rheinland-Pfalz und Dasding landesweite Hörfunkprogramme. Zusätzlich gibt es die landesweit ausgestrahlten privaten Radiostationen RPR1, BigFM und Rockland Radio sowie die lokalen Betreiber Antenne Koblenz 98.0, Antenne Bad Kreuznach, Antenne Kaiserslautern, Antenne Landau, Antenne Mainz, Antenne Pfalz, Cityradio Trier, Radio Idar-Oberstein und Radio Pirmasens. AFN versorgt die hauptsächlich in der Pfalz und der Eifel stationierten US-amerikanischen Soldaten mit Rundfunk in englischer Sprache. Metropol FM sendet für die türkischsprachigen Einwohner im Raum Mainz, Koblenz und Ludwigshafen.
Am 1. Januar 1984 startete die Ära des Privatfernsehens im Rahmen des Ludwigshafener Kabelpilotprojekts. Es ging die Programmgesellschaft für Kabel- und Satellitenrundfunk (PKS) aus einem Kellerstudio in Ludwigshafen auf Sendung. Ein Jahr später wurde hieraus der inzwischen bundesweit zweitgrößte private Fernsehsender Sat.1. In verschiedenen Städten des Landes werden regionale Fernsehprogramme angeboten. Im Norden sind dies wwtv, TV Mittelrhein und rheinahr.tv sowie im Osten und Süden das Rhein-Neckar Fernsehen und gutenberg.tv. Landesweit gibt es 16 unterschiedliche Bürgerrundfunksender. Seit 2006 gestalten Schüler das SRRP Radio & TV. Das digitale Fernsehen (DVB-T) kann in Rheinland-Pfalz seit Ende 2008 landesweit empfangen werden.
Als regionale Tageszeitungen erscheinen Rhein-Zeitung, Allgemeine Zeitung, Die Rheinpfalz, Pirmasenser Zeitung, Pfälzischer Merkur und Trierischer Volksfreund.
Der Medienstandort Rheinland-Pfalz wird auch durch die beiden Langfilmfestivals, FILMZ – Festival des deutschen Kinos in Mainz und das Festival des deutschen Films in Ludwigshafen, gestützt.

## Sport

### Fußball
Seit der Saison 2009/10 spielt der 1. FSV Mainz 05 ununterbrochen in der höchsten deutschen Fußballklasse, der Bundesliga, vorher war dort der Verein bereits von 2004 bis 2007 vertreten. Der viermalige Deutsche Meister 1. FC Kaiserslautern gehört seit 2022 nach einem zwischenzeitlichen Abstieg in die 3. Liga wieder der 2. Bundesliga an.
In der seit 2012/13 bestehenden viertklassigen Regionalliga Südwest spielen in der Saison 2024/25 mit dem SV Eintracht Trier 05 und dem 1. FSV Mainz 05 II zwei Mannschaften aus Rheinland-Pfalz.
Die 1969 gegründete Frauenfußballabteilung des SC 07 Bad Neuenahr errang 1978 die deutsche Meisterschaft. Der Verein war Gründungsmitglied der Frauenfußball-Bundesliga. Er gehörte nach drei Auf- und Abstiegen seit 1997 ununterbrochen dieser Spielklasse an, aus der er sich 2013 aus finanziellen Gründen zurückzog. Erster Deutscher Meister im Frauenfußball wurde 1974 der TuS Wörrstadt, der auch von 1993 bis 1996 in der Frauenfußball-Bundesliga spielte. Der Frauenfußballabteilung des TuS Niederkirchen (heute 1. FFC 08 Niederkirchen) gelang 1993 ebenfalls der Gewinn der deutschen Meisterschaft. Auch der Niederkirchener Verein war Gründungsmitglied der Frauenfußball-Bundesliga und gehörte ihr bis 2000 und nochmals 2003/04 an.

### Motorsport

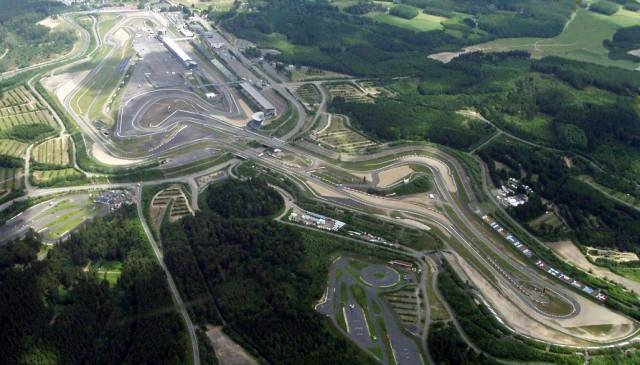
Nürburgring

Auf dem Nürburgring in der Vulkaneifel finden neben anderen Rennsportveranstaltungen seit 1951 regelmäßig Formel-1-Rennen statt, als Großer Preis von Deutschland oder Großer Preis von Europa. Die Rallye Deutschland kam im Jahr 2000 von Adenau nach Trier und ist seit 2002 ein Lauf zur FIA-Rallye-Weltmeisterschaft. Von 1991 bis 2011 zählte das Trierer Bergrennen zur FIA-Europa-Bergmeisterschaft. Im Motorradsport zu erwähnen sind u. a. das traditionelle Sandbahnrennen in Herxheim an Christi Himmelfahrt vor bis zu 20.000 Zuschauern, das Sandbahnrennen in Altrip an Fronleichnam sowie das Grasbahnrennen in Zweibrücken.

### Radsport
Die Rheinland-Pfalz-Rundfahrt ist ein internationales, fünftägiges Rad-Etappenrennen und gehört zur UCI Europe Tour. Mit dem Team Gerolsteiner war von 1998 bis 2008 in der Eifel eine Top-Mannschaft des Profi-Radsports beheimatet.

### Sonstige Sportarten
Im Gewichtheben haben Athleten des AC Mutterstadt über 100 deutsche Meisterschaften erreicht.
Die DJK/MJC Trier wurde 2003 deutscher Handballmeister bei den Damen. Bei den Herren spielt die TSG Friesenheim in der Saison 2010/11 in der 1. Handball-Bundesliga. Die TSG Haßloch war der letzte deutsche Feldhandballmeister.
Die Herrenmannschaften des Dürkheimer HC und der TG Frankenthal waren mehrfach Deutscher Meister im Hockey, Feld und Halle. Beide feierten auch internationale Erfolge.
Der VfK Schifferstadt ist im Ringen der Verein mit den meisten deutschen Meisterschaften.
Im Rudern ist beim Mainzer-Ruder-Verein das Landesleistungszentrum angesiedelt. Der Verein zählt darüber hinaus zusammen mit dem Ludwigshafener Ruderverein zu den größten und mit jeweils mehreren Olympiasiegern auch zu den erfolgreichsten und traditionsreichsten Rudervereinen des Bundeslandes.
Die Gladiators Trier spielen in der zweiten deutschen Basketball-Bundesliga.
Der TTC Zugbrücke Grenzau spielt in der Tischtennis-Bundesliga und konnte zahlreiche Titel auf deutscher und europäischer Ebene erringen. Bei den Damen wurde der FSV Kroppach sechsmal Deutscher Meister, auch sie konnten international Titel erringen.
Die Schachvereine SC Bann und SC Remagen-Sinzig spielten beziehungsweise spielen in der 1. Schachbundesliga, die SG Turm Trier 1877 spielte mit der 1. Mannschaft seit der Saison 2005/06 in der 2. Schachbundesliga, Staffel Süd, und von der Saison 2007/08 bis zur Saison 2016/17 in der 1. Schachbundesliga.
Sie wechselte dann zur britischen Four Nations Chess League. Vincent Keymer, Vizeweltmeister im Schnellschach 2022 und erster gebürtiger Deutscher mit einer Elo-Zahl von über 2700, kommt aus Rheinland-Pfalz.
Bei den Frauen spielt der TSV Schott Mainz in der Bundesliga.
Die Damenmannschaft des Golfclub Rheinhessen Hofgut Wißberg St. Johann e. V. spielt in der Saison 2008 erstmals in der 1. Bundesliga des DGV.
Der EHC Neuwied spielte bis 2000 in der zweithöchsten Eishockeyliga, in welcher er in den Jahren 1997 und 1998 die Meisterschaft gewinnen konnte.
Im American Football sind die Kaiserslautern Pikes sehr erfolgreich und haben innerhalb von fünf Jahren den Aufstieg aus der Landesliga (5. Liga) in die German Football League 2 (2. Bundesliga), in der die „Hechte“ seit 2009 spielen, geschafft.